# Prehistòria de Mesopotàmia

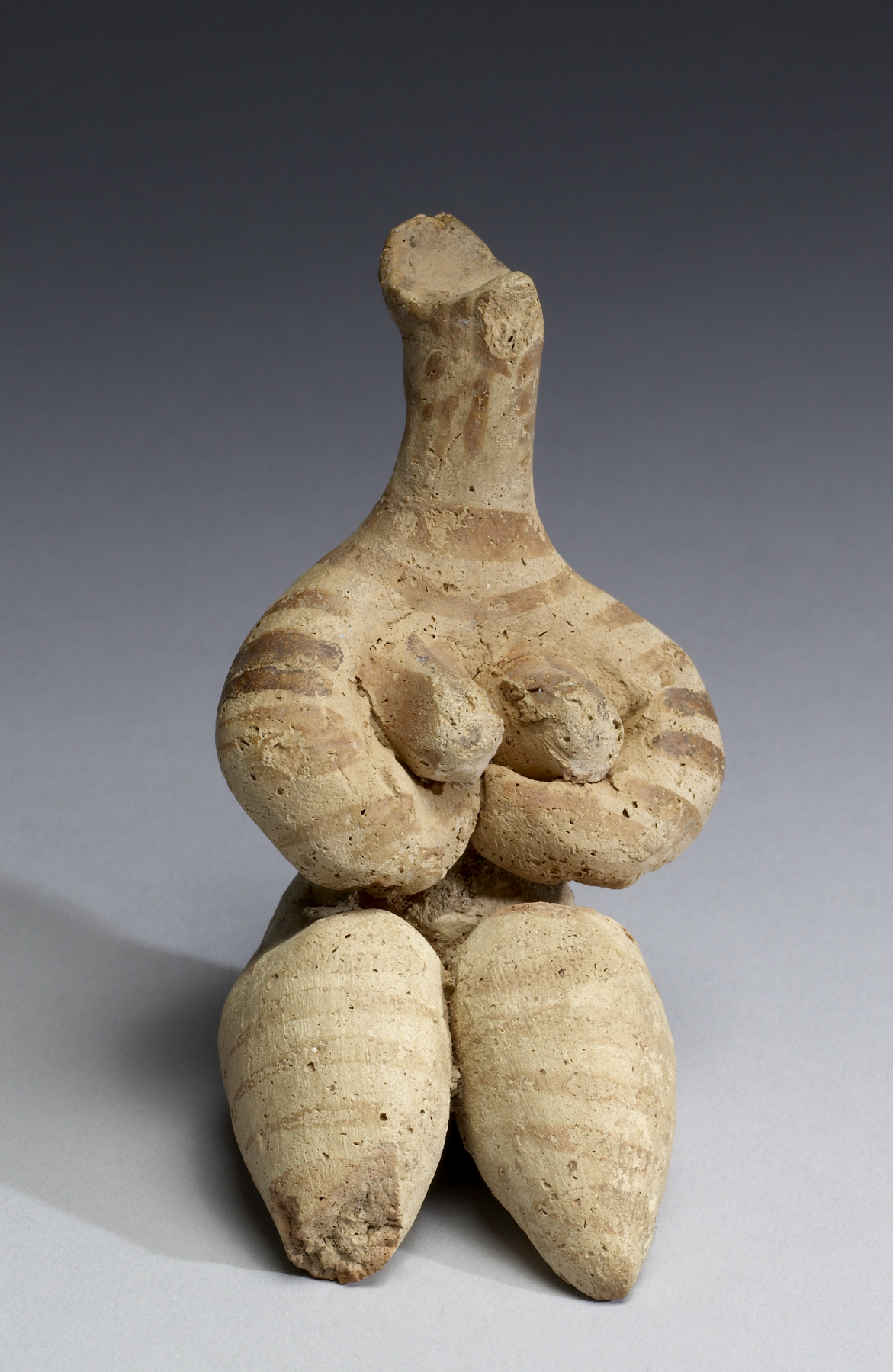
Figureta de part asseguda de l'època Halaf. Anatòlia. Mil·lenni aC. Museu d'art Walters, Baltimore

La prehistòria de Mesopotàmia és el període comprès entre el Paleolític i l'aparició de l'escriptura a la part del Creixent Fèrtil situat al voltant dels rius Tigris i Eufrates, així com zones circumdants com els contraforts de Zagros, el sud-est d'Anatòlia i nord-oest de Síria.
En termes generals, la Mesopotàmia paleolítica està poc documentada, empitjorant-se a la Mesopotàmia meridional durant els períodes anteriors al mil·lenni iv aC; les condicions geològiques fan que la majoria de les restes estiguin enterrades sota una gruixuda capa d'al·luvions o submergides sota les aigües del golf Pèrsic.
El Paleolític mitjà va veure l'aparició d'una població de caçadors-recol·lectors que vivia a les coves de Zagros i, estacionalment, en nombrosos llocs a l'aire lliure. Productors d'una indústria lítica de tipus mosterià, les seves restes funeràries trobades a la cova de Shanidar indiquen l'existència de solidaritat i l'ús de la cura entre els membres d'un grup.
Durant el Paleolític superior, probablement el Zagros va ser ocupat per l'home modern. La cova de Shanidar només conté eines d'os o cornamentes de cèrvids típiques d'un aurinyacià local anomenat «Baradostià» pels especialistes.
El període de l'Epipaleolític final, caracteritzat pel Zarzià (c. 17.000-12.000 BP), va veure l'aparició dels primers poblats temporals amb construccions rodones i perennes. L'aparició d'objectes fixos com ara moles de pedra sorrenca o de granit i màstils cilíndrics de basalt indiquen l'inici de la sedentarització.
Entre els mil·lennis xi i x aC, apareixen els primers pobles de caçadors-recol·lectors sedentaris al nord de l'Iraq. Les cases semblen girar al voltant d'una noció de «llar», una mena de «propietat» familiar. També es descobreixen proves de conservació de les calaveres dels morts i activitats artístiques de temàtica de rapinyaires.
Cap al 10000-7000 aC, els pobles es van expandir als Zagros i a la vall de Belikh (Alta Mesopotàmia). L'economia és mixta (caça i agricultura primerenca). Les cases es tornen rectangulars i es nota l'ús de l'obsidiana, testimoni de contactes amb Anatòlia on hi ha nombrosos jaciments.
El mil·lennis vii i vi veuen el desenvolupament de les anomenades «cultures ceràmiques». Anomenades Hassuna, Samarra i Halaf, es caracteritzen per l'establiment definitiu de l'agricultura i la ramaderia. Les cases es tornen més complexes en grans cases compartides al voltant de golfes col·lectives. Apareix el reg. Si bé la cultura de Samarra mostra signes de desigualtat social, la cultura de Halaf sembla estar formada per comunitats petites i dispars amb aparentment poca jerarquia.

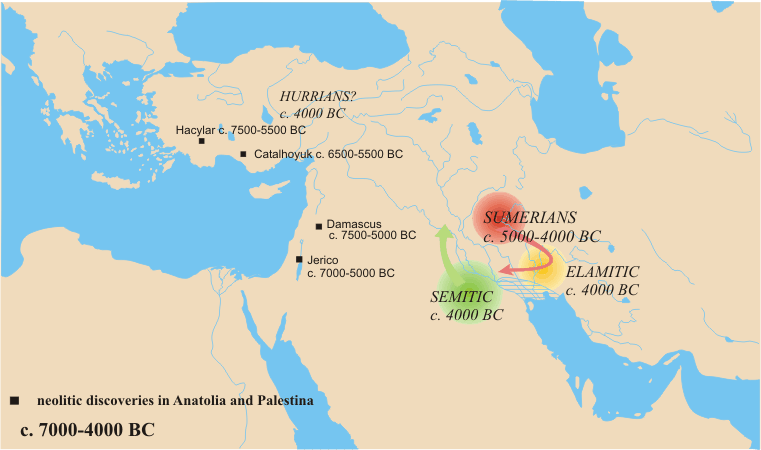
Mesopotàmia 7000-4000 aC
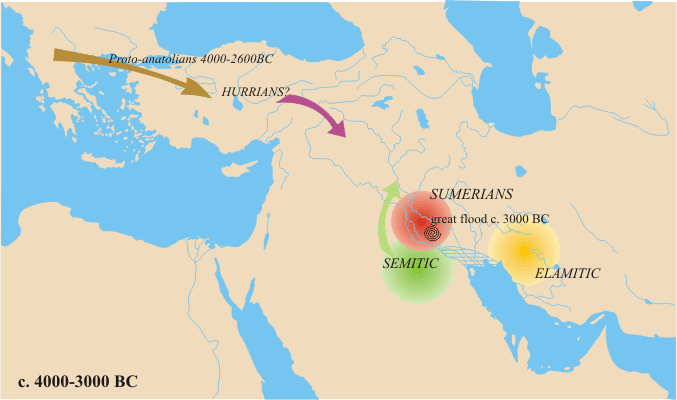
Mesopotàmia 4000-3000 aC

Paral·lelament, al final del mil·lenni vii aC, al sud de Mesopotàmia es va desenvolupar la cultura d'Obeid, de la qual Tell el-'Oueili és el jaciment més antic conegut. La seva arquitectura és molt elaborada, els habitants practiquen el regadiu, imprescindible en una regió on l'agricultura sense subministrament artificial d'aigua és impossible. En la seva major expansió, la cultura d'Obeid es va estendre pacíficament, probablement per l'aculturació de la cultura d'Halaf, cap al nord de Mesopotàmia, al sud-est d'Anatòlia i al nord-est de Síria.

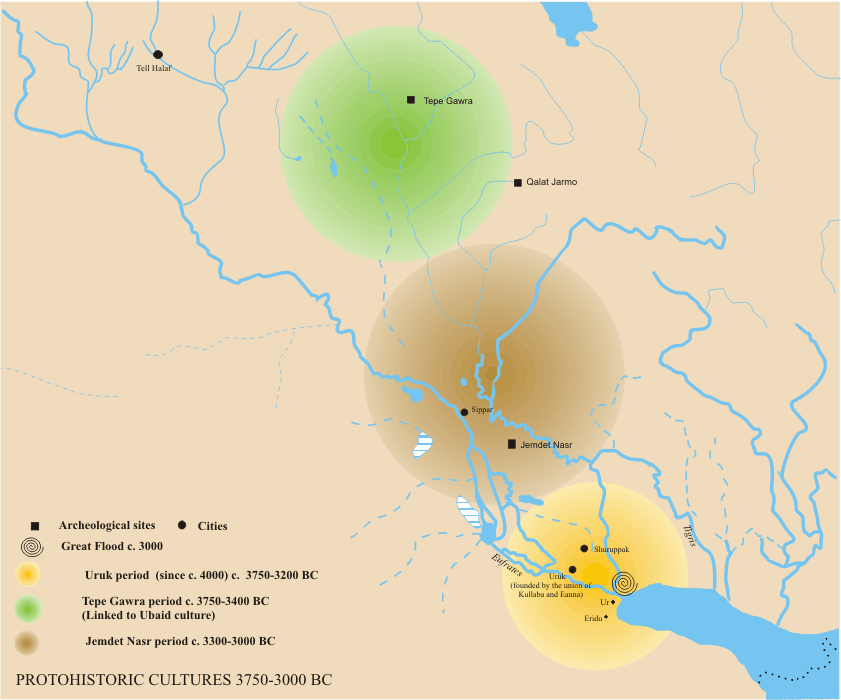
Mesopotàmia 3750-3000 aC
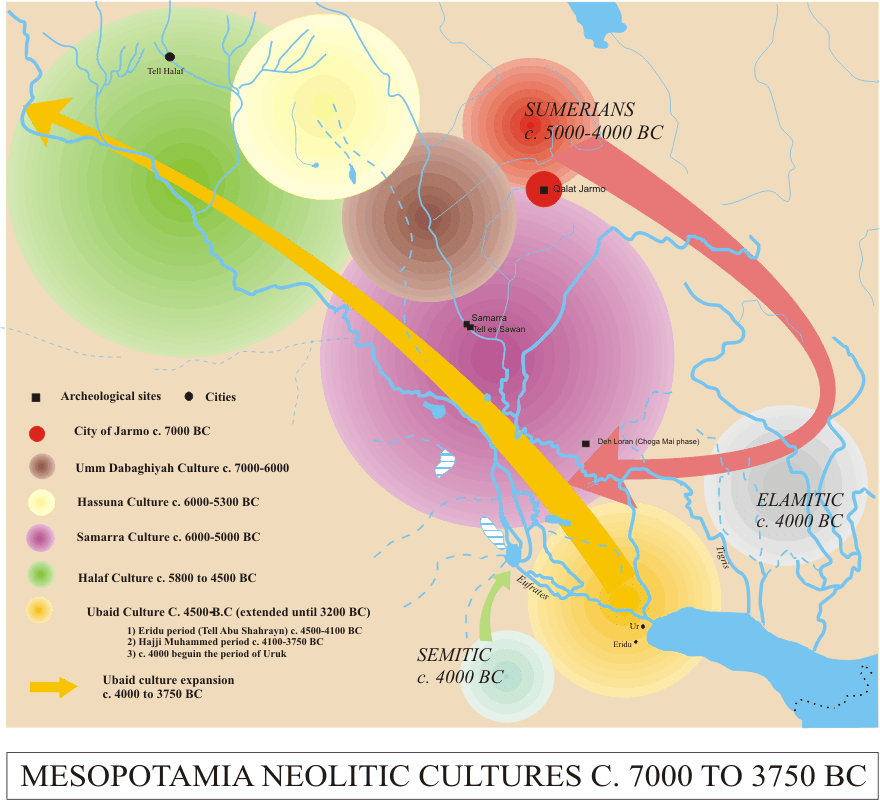
Neolític i Calcolític de Mesopotàmia

Cap al final del mil·lenni iv aC, els pobles, aparentment poc jeràrquics, es van ampliar fins convertir-se en ciutats, i la societat es va fer més complexa i es va establir una elit governant cada cop més forta. Els centres més influents de Mesopotàmia (Uruk i Tepe Gawra) van veure gradualment l'aparició de l'escriptura i de l'Estat, marcant tradicionalment el final de la Prehistòria.

## Entorn geogràfic i arqueològic

Localització de les principals zones geogràfiques de la prehistòria del Pròxim Orient

Situada a la regió històrica del Creixent Fèrtil a l'antic Pròxim Orient, al voltant dels rius Tigris i Eufrates, Mesopotàmia correspon, en la seva major part, a l'actual Iraq al qual s'afegeix al nord una franja de l'actual Síria i la part sud-est de Turquia. En aquest territori destaquen dues regions: l'Alta Mesopotàmia (o Jazira), i la Baixa Mesopotàmia. A més, les fortes similituds culturals observades per a tota la prehistòria mesopotàmica entre les regions situades immediatament a l'est del Tigris i a l'oest de l'Eufrates permeten l'estudi d'una Mesopotàmia més gran que voreja els contraforts de les muntanyes de Zagros.
L'Alta Mesopotàmia és una regió de turons i altiplans amb una altitud mitjana que oscil·la entre els 20 i els 300 metres coberta de vegetació estepa que s'estén a l'est del Tigris i a l'oest de l'Eufrates. Beneficiant en la seva major part de les pluges suficients per practicar l'agricultura de secà, es limita, al sud, a l'alçada de Ramadi a l'Eufrates i Samarra al Tigris. La part del Jazira entre els afluents del Tigris i l'Eufrates per als períodes paleolític i epipaleolític gairebé no està documentada. Aquesta mancança s'explica tant des del punt de vista arqueològic, ateses les escasses prospeccions realitzades en aquesta zona, com des del punt de vista humà, la regió possiblement havia estat gairebé desocupada durant els períodes en qüestió.
Actualment, la Baixa Mesopotàmia està formada per una plana al·luvial de pendent suau (37 metres sobre el nivell del mar a Bagdad). Cap al 14000 aC l'antic delta del Tigris i l'Eufrates es trobava prop del golf d'Oman. Cap a l'any 10.000 aC, només un terç de la superfície actual del golf Pèrsic estava cobert pel mar, per tant, sota les aigües del golf es poden trobar molts jaciments paleolítics. Així, la flora, la fauna i la prehistòria de l'antic delta, un cop sec, romanen desconegudes. Després de la pujada de les aigües del Golf, els rius Tigris i Eufrates, portant i dipositant al·luvions al final dels seus cursos, provoquen un reflux al nivell del mar, aquest darrer fenomen queda enterrat sota diversos metres d'al·luvions o sota un nivell freàtic tot plegat, restes de jaciments que es podrien haver establert abans del mil·lenni iv aC en una plana després coberta d'estepes. Els únics testimonis que queden d'aquestes estepes del sud de Mesopotàmia (abans es presentaven com l'extensió de l'estepa meridional del Jazira) són les planes situades entre la riba esquerra del Tigris i els contraforts del Zagros. Les planes al·luvials actuals estan, doncs, quasi desproveïdes, en superfície, de restes paleolítics o neolítics anteriors al mil·lenni vii aC. Això no es deu als llocs desocupats sinó a la seva desaparició sota diversos metres d'al·luvions on encara estan inexplorats si no han estat, en la seva majoria, destruïts per les forces naturals.

## Paleolític inferior
Mentre que fa 600.000 anys, els Homo heidelbergensis van deixar eines de sílex tallades a tot arreu de la Mediterrània (Egipte, Síria, Palestina, Iran) sortint de Turquia i les valls del Tigris i l'Eufrates, els primers rastres de l'home a Mesopotàmia semblen ser còdols tallats en bifaces descobertes el 1984 prop de Mossul (Iraq), que daten del final d'Acheulià, és a dir, l'últim quart del Paleolític inferior (entre 500.000 i 110.000 anys BP).

## Paleolític mitjà
L'any 1949 es van descobrir marques posteriors de presència humana a Barda Balka («Pedra dempeus» en kurd), no gaire lluny de la ciutat de Chamchamal, al Kurdistan iraquià. Uns quants objectes de sílex tallats trobats a la superfície al voltant d'un megàlit del període neolític van fer que l'any 1950 es realitzés una prospecció més profunda. Això va permetre descobrir, a 2 metres per sota dels sediments fluvials, un taller o un tipus de campament ocupat repetidament a curt termini per caçadors-recol·lectors. Les seves eines consisteixen en sílex tallats a dues cares, destrals, rascadors i còdols convertits en picadores de carn que suggereixen el treball de la pedra i l'activitat de carnisseria. Aquest treball es realitza prop d'una font a la vora d'una riera. El conjunt s'estima, per criteris tipològics i geològics, que data de 80.000 BP. Aquesta data sembla confirmada pel descobriment, al voltant de les eines, d'ossos d'animals com l'elefant asiàtic i el rinoceront, animals que van desaparèixer d'aquestes regions temps després.
A l'inici de la glaciació de Würm, els prehistoriadors creuen que els homes vivien a les coves de manera estacional. L'any 1928, l'arqueòloga britànica Dorothy Garrod va descobrir, a les capes inferiors de la cova Hazar Merd, al Kurdistan iraquià, una indústria lítica mosteriana, que també es troba en molts jaciments a l'aire lliure.
Contiuant al Kurdistà iraquià, la cova de Shanidar situada al flanc sud de Jebel Baradost als contraforts del nord de Zagros, a la Governació d'Erbil al nord-est de l'Iraq, representa el jaciment arqueològic més important en el descobriment del Paleolític mitjà i superior de Mesopotàmia. Entre 1951 i 1960, l'equip dirigit per l'arqueòleg estatunidenc Ralph Stefan Solecki va excavar el terra de la cova i va arribar a la roca verge a 14 metres de profunditat. Destaca quatre nivells culturals diferents. El més profund d'ells i el més gruixut (8,5 metres), nivell D atribuït al Paleolític mitjà, revela capes de cendres, barrejades amb eines de sílex i ossos que suggereixen que la cova va estar ocupada de manera intermitent des de 60.000 BP, durant uns deu mil anys. També hi ha nombroses eines com ara puntes de fletxes, rascadors, burins o broques característiques de la indústria lítica mosteriana. Unes puntes de fletxa descobertes a les capes superiors del nivell D de tipus «Emirià», semblants a les de Palestina, suggereixen l'existència de contactes amb el Llevant mediterrani. A més, els pòl·lens descoberts i analitzats al laboratori permeten als investigadors deduir forts canvis climàtics durant el període d'ocupació de la cova: primer més càlid que avui, després molt fred, finalment calent i sec fins 44.000 BP.

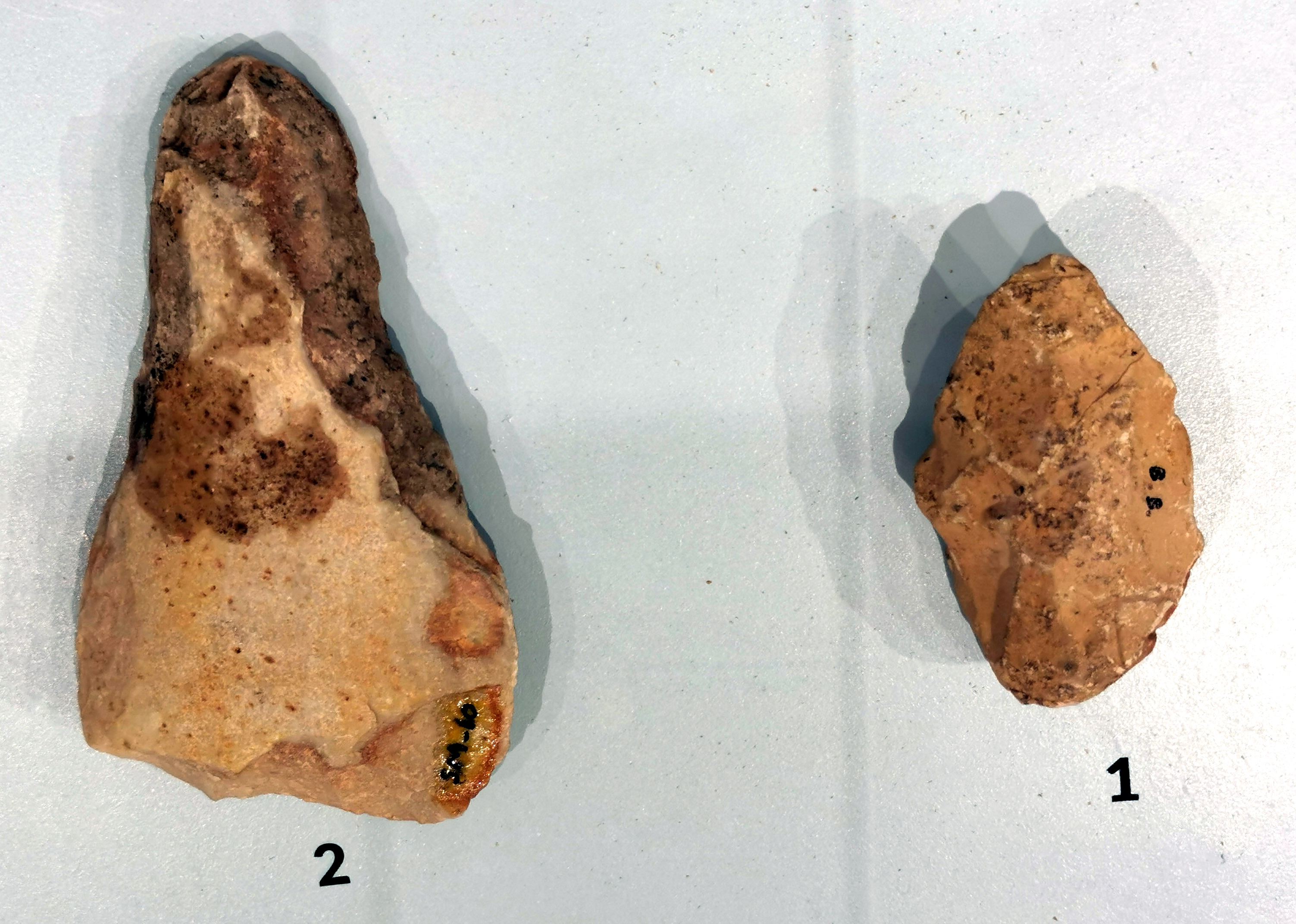
Bifaces de mà del jaciment de Barda Balka. Museu de Sulaymaniyah
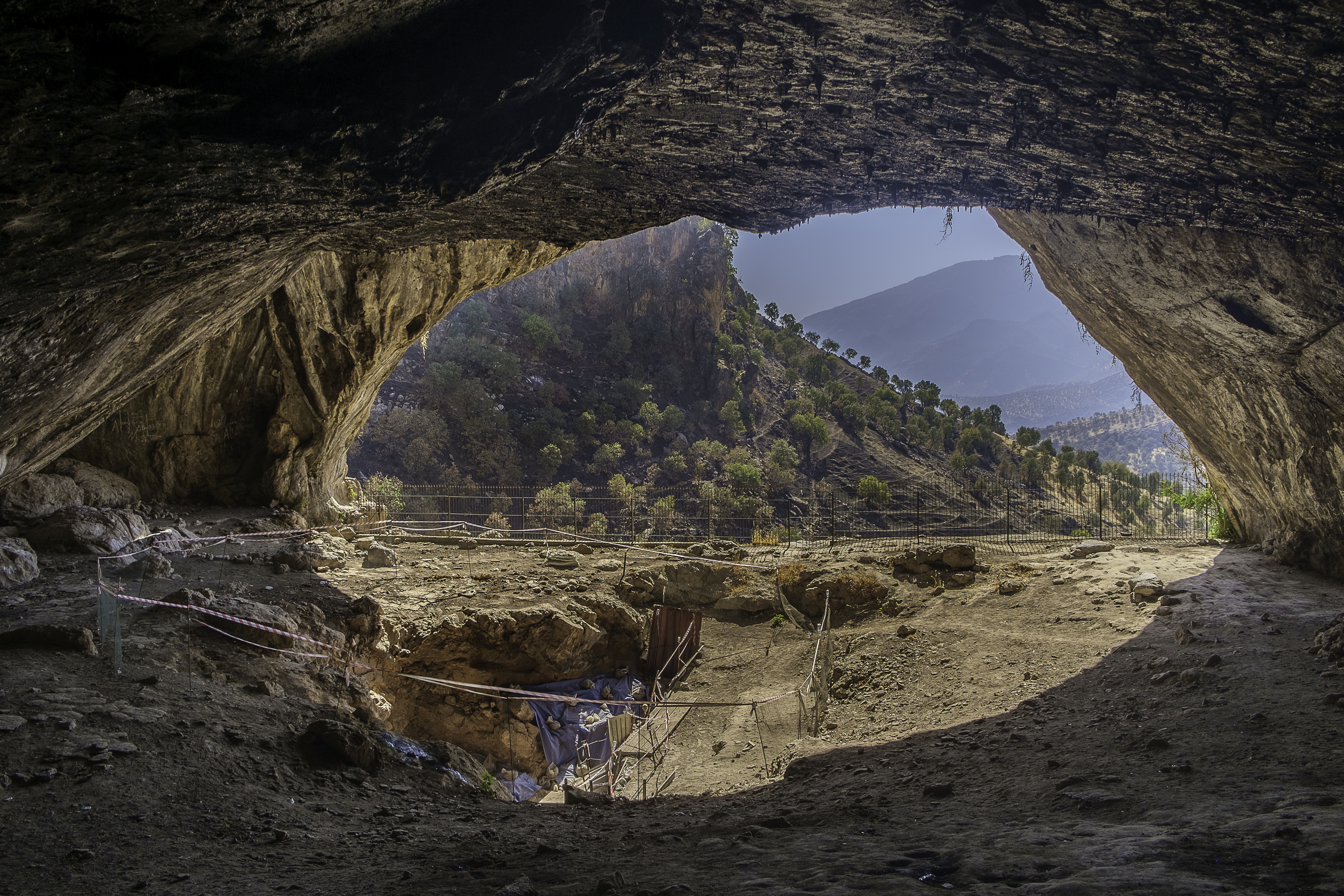
Interior de la cova de Shanidar amb, en primer terme, el jaciment arqueològic
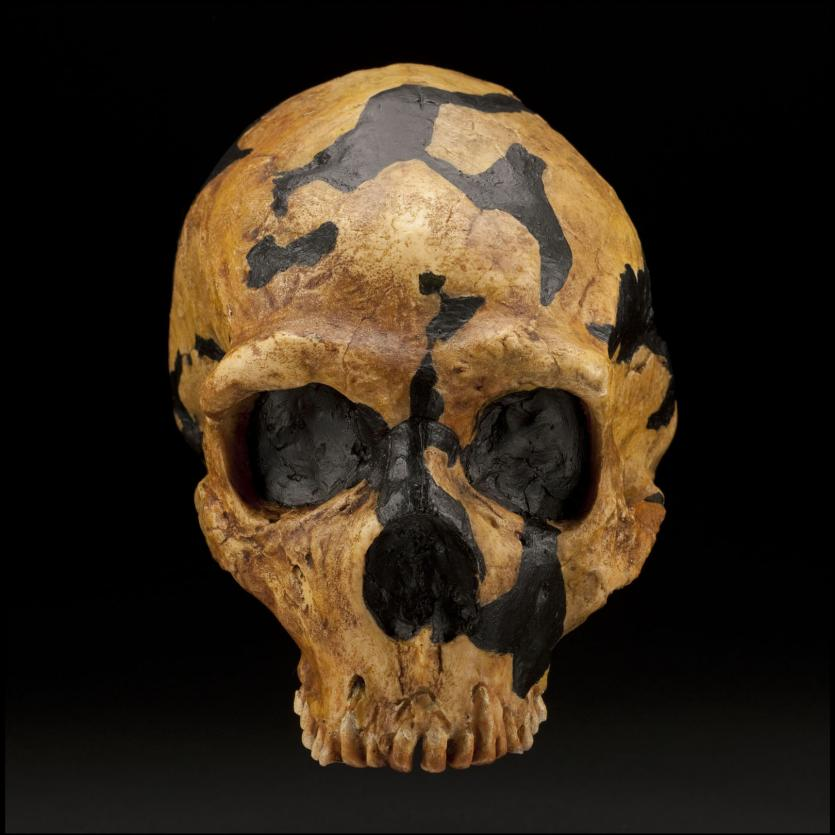
El crani d'un dels neandertals descobert a Shadinar anomenat «Shanidar I»

Però el descobriment més gran consisteix en la presència de deu esquelets humans, inclosos dos nens petits. Aquests esquelets, generalment molt danyats, hi són des dels 60.000 BP els més antics i 45.000 BP els més recents. Els cranis en relativament bon estat mostren les característiques dels neandertals. Els deu esquelets es divideixen en dues categories separades per 10.000 anys: d'una banda, una gran part d'haver pertangut a homes, dones i nens residents a la cova, que van morir sota les pedres que cauen del sostre de la cova i, per l'altra banda, cossos visiblement dipositats allí en enterraments entre 50.000 i 45.000 BP. Un dels morts sembla que estava estirat en posició fetal i cobert de flors; un altre, descobert el 2017 no gaire lluny del primer, estava col·locat en posició de repòs.
A més de l'observació d'una possible pràctica funerària, aquests descobriments ens permeten entendre millor alguns comportaments neandertals. Un dels esquelets mostra tants rastres de discapacitats greus (incloent sordesa i probable ceguesa) i lesions greus que la seva dependència dels altres sembla evident fins a la seva mort a l'edat avançada d'uns quaranta anys. Això permet inferir la solidaritat i l'ús de la cura entre els membres d'un grup. Al contrari, un altre esquelet que mostra rastres de lesions a les costelles suggereix, per la seva banda, l'existència de violència interpersonal dins d'aquest mateix col·lectiu.
Pel que fa a les regions baixes, els jaciments breument excavats indiquen que el desert situat al sud de l'Eufrates i les regions que voregen aquest riu, on almenys un sistema anterior (fòssil) el curs del qual aleshores era molt diferent de l'actual, van ser recorreguts per bandes en aquest període. Però si hi ha campaments d'aquesta època a la plana, estan enterrats sota els sediments dels rius.

## Paleolític superior
El nivell C de la cova Shanidar (entre 34.000 i 26.500 BP) no conté cap esquelet significatiu de la seva ocupació durant el Paleolític superior (entre 45.000 i 12.000 BP). Només s'hi van trobar objectes fets d'os o banyes. El seu estil, semblant a l'aurinyacià, però presenta prou originalitat perquè l'arqueòleg estatunidenc Ralph Stefan Solecki li atribueixi, l'any 1963, el nom de «Baradostià» (al·lusió a les muntanyes de Baradost on es troba la cova). Durant l'últim màxim glacial de la glaciació de Würm, que va experimentar el seu màxim fred al voltant de 20.000 BP, la cova de Shanidar sembla deserta durant uns 10.000 anys, potser a causa del fred que obligava els habitants a baixar a les valls circumdants o per l'amenaça de caiguda de roques des de la part superior del sostre de la cova.
L'estil de les eines de pedra les bases de les quals són mosterianes, i ja presents a les capes superiors del nivell D de Shanidar, tendeix a ser refinat: armadures lleugeres i sovint punxegudes indiquen un renovat ús d'armes de propulsió mecànica, com l'arc. També és una característica important de la indústria lítica durant el Paleolític superior del Zagros. A més, malgrat la petitesa de les troballes, els penjolls són nombrosos i estan fets majoritàriament amb dents canines atrofiades de cérvol comú, perforats al pla de l'arrel o fets a partir de petxines marines perforades de color vermell, o tenyides d'hematita. Un d'ells imita la silueta d'un caní de cérvol, polit, brillant i decorat amb una sèrie d'osques perifèriques. Aquestes activitats estètiques tendeixen a reforçar la idea que una «revolució» espiritual acompanya la progressió de les tècniques de tallar.
S'han descobert i excavat altres jaciments de l'època: s'estenen per tota l'amplada dels Zagros, fins als peus de l'Himàlaia. La cova de Yafteh a Lorestan és una de les principals. Tots aquests jaciments presenten eines pròpies de l'Aurinyacià per als estrats temporals corresponents i superiors. Així, l'any 2006 es va revisar el terme «Baradostià» per tal de definir una etapa més antiga de l'Aurinyacià, intermèdia entre el Mosterià i un Aurinyacià específic dels Zagros. A ulls de l'investigador Marcel Otte, tot el material aurinyacià dels Zagros sembla adoptar una continuïtat tant tècnica com estètica d'est a oest fins a tal punt que des d'allà es confirma una tendència migratòria de l'aurinyacià als Zagros de l'Àsia central, cap al sud-est d'Europa amb les coves dels contraforts orientals de Zagros com a intermediari. A més, encara que és lícit suposar que la població del Baradostià està formada per humans l'anatomia dels quals és la dels humans moderns, hi ha molt pocs documents paleoantropològics que ho demostrin: un queixal de la cova d'Eshkaft-e Gavi (Zagros meridional) i un premolar de la cova de Wezmeh. A més, la cronologia d'aquests dos testimonis no està determinada amb precisió.

## Epipaleolític
A l'inici de l'Epipaleolític (vers 17000-12000 BP), durant l'última edat glacial, les regions del nord dels Zagros, a mitja i alta altitud, estaven desertes. El retorn de la presència humana només es fa sentir a partir de l'escalfament global després de l'últim màxim glacial, en paral·lel a la fàcies epipaleolítica coneguda al Llevant i a la costa sud d'Anatòlia.

### El Zarzià
El final de l'Epipaleolític està marcat per la cultura Zarzi, que cobreix el Kurdistan iraquià amb les coves de Zarzi, Palegawra i Shanidar B1 (reocupada) i després B2 (de nou deshabitada, però que conté diversos enterraments), així com el jaciment de Zawi Chemi. Aquest últim és un «poble» situat a 4 quilòmetres de la cova Shanidar aigües avall del riu Gran Zab i la datació del qual correspon al nivell B2 de la cova (10870 BP). La cova de Zarzi, l'epònim de la cultura zarziana, va ser descoberta i excavada durant les dècades del 1920 i 1930 per l'arqueòloga Dorothy Garrod. Els seus descobriments permeten esbossar les característiques de la cultura de Zarzi al costat de la cultura natufiana i kebariana del Llevant també descoberta durant la dècada del 1930. En aquell moment, mentre que Zagros va ser gairebé abandonat pels arqueòlegs, el Llevant i la cultura natufiana són el tema d'excavacions més detallades. Malgrat això, durant la dècada del 1960 es van descobrir altres jaciments del Zarzià (en particular Warwasi, Pa Sangar, Ghar-i Khar) així com un conjunt de trenta-cinc cossos dipositats a la cova de Shadinar cap al 10700 BP, que permeten una millor descripció de la cultura Zarziana. Altres investigacions, realitzades a partir de la dècada del 1980, donen llum a elements com el clima, la vegetació i les activitats humanes. El 2006 i el 2017, la datació basada en el carboni 14 de diversos ossos d'animals trobats en diversos llocs, com el de Palegawra, va permetre perfeccionar diverses datacions.
La datació basada en el carboni 14 de Shanidar i Palegawra indica que la presència zarziana comença al voltant de 12.000 BP i que probablement s'atura a l'arribada del Neolític fa uns 10.000 anys. Durant aquest període, les condicions climàtiques milloren prou per permetre l'extensió de la vegetació a cotes més altes. Els Zagros occidentals, poblats per cérvols i cabres, sembla estar coberts per una estepa densa boscosa, mentre que la documentació de Palegawra indica la presència d'alzines, àlbers i fins i tot ginebre o tamarisc. Les ribes de l'Eufrates mitjà i probablement del Tigris estan vorejades per boscos de ribera formats per àlbers, salzes i tamarisc. Però cal destacar una certa distorsió entre les dades del pol·len i les dades paleozoològiques, especialment a les zones de Zagros on de vegades semblen aparèixer espècies d'animals forestals on els diagrames de pol·len indiquen l'existència d'estepes.

#### Elaboració d'objectes

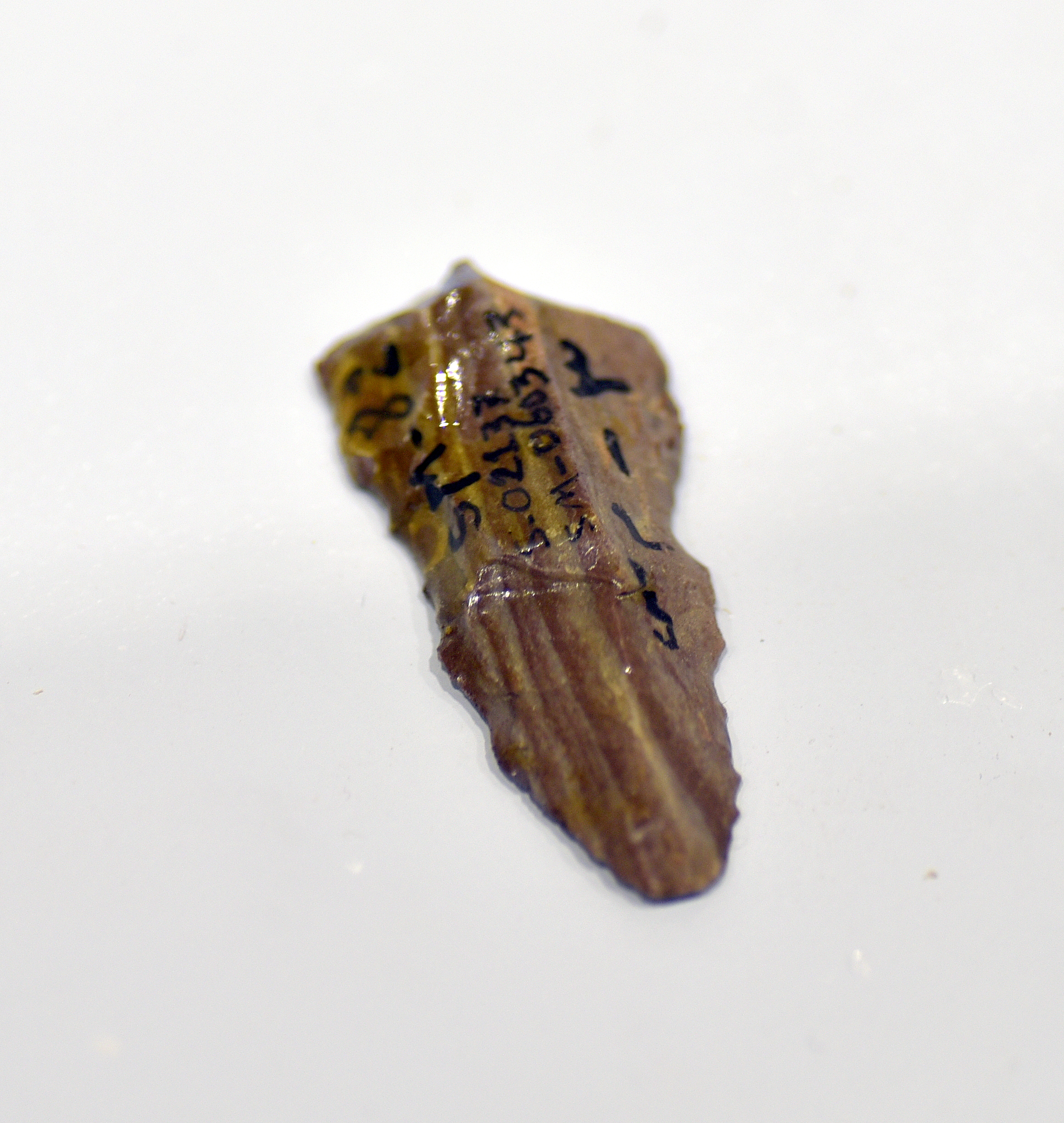
Sílex de la cova Zarzi, c. 18000-14000 BP. Museu de Sulaimaniya

La reducció de la mida de les eines iniciada a principis del Baradostià va assolir el seu punt màxim durant el Zarzià amb eines microlítiques variades, en particular les formes geomètriques, moltes de les quals, al final del Zarzià, eren triangles, trapezis i peces corbes. També es troben destrals polides a Palegawra i Zawi Chemi, però no sembla que pertanyin a la cultura zarziana. L'única destral polida que sembla pertànyer a aquesta cultura prové de Deir Hall a Jazira. Pel que fa als mobles pesats que es van desenvolupar aleshores, diversos jaciments de Zarzià tardà, inclòs Zawi Chemi, proporcionen moles de pedra arenisca o granit amb pilars cilíndrics de basalt. Tot i que algunes d'aquestes eines pesades es poden transportar (com les lloses de gres d'uns 30 centímetres que es troben a Zawi Chemi), algunes semblen estar encastades a terra. A més, també es coneixen ornaments personals fets amb ossos. Algunes estan compostes per petxines marines, fet que indica l'existència d'una xarxa d'intercanvis o moviments de llarga distància. També es troben perles i penjolls a Palegawra i Pa Sangar.

#### Hàbitat
La característica principal dels ocupants de Zagros durant la primera part del Zarzià és la mobilitat. Es mouen en bandes d'un punt de suport a un altre. Els llocs d'ocupació inclouen llocs petits, com ara refugis de caça sense construcció permanent on petites bandes cacen, preparen i tornen la caça als campaments base fixos. Altres llocs semblen ser camps de transició ocupats amb menys freqüència on es fabricaven o reparaven eines de pedra. Els campaments base, per la seva banda, s'instal·len sota abrics rocosos o en coves més grans com Shanidar, Palegawra o Pa Shangar. Aquests refugis semblen tenir el punt comú d'estar a la cruïlla d'ambients variats i de presentar un ampli mirador sobre tota una plana per tal d'observar els moviments de caça (gaseles i onagres).

#### Alimentació
En llocs com Pa Sangar, Palegawra, Zarzi i Shanidar, els arqueòlegs observen que les pràctiques de caça no han canviat des de períodes anteriors; les cabres i els onagres segueixen sent la principal font de carn. Però, el ventall d'espècies caçades es va ampliar considerablement respecte a períodes anteriors; augment de la caça menor com la perdiu, l'ànec, el cranc d'aigua dolça, les cloïsses, les tortugues i, per primera vegada, els peixos. Les restes de Zarzi i Shanidar també contenen closques de cargols terrestres. Aquesta diversitat sembla ser deguda a l'estrès dietètic, que obliga els caçadors-recol·lectors ham de caçar animals més petits, amb els animals més grans cada vegada menys disponibles a causa dels canvis ambientals. El lloc de Palegawra també sembla indicar l'aparició de gossos domèstics.

### El Zarzià final o protoneolític

#### Zawi Chemi
Durant el final del Zarzià, el lloc de Zawi Chemi sembla indicar una tendència a la sedentarització. Situat en una vall oberta no lluny del riu Gran Zab a pocs quilòmetres de la cova de Shanidar, es compon d'habitatges separats de forma aproximadament circular o semicircular, l'establiment dels quals es fa per excavació total o parcial al sòl. Equipades amb una base de pedra, de vegades estan compostes per una lleugera superestructura de pedra o fusta, rematada amb un sostre fet de material orgànic. A Zawi Chemi també hi ha una enigmàtica construcció circular de 2 a 3 metres prop de la qual hi ha un dipòsit de quinze cranis de cabra salvatge i disset ales de rapinyaires. Aquesta instal·lació porta a la hipòtesi d'un ús ritual d'ales o plomes d'aus rapinyaires com a ornamentació de roba o pentinats i recorda a l'investigador Joan Oates els frescos aviaris de Çatal Höyük. Tanmateix, encara que el lloc mostri una clara tendència a la sedentarització, sembla haver estat ocupat durant els períodes de primavera i estiu, essent encara desconegut el lloc d'habitació hivernal.

#### Les sepultures de Shanidar
El nivell B2 de Shanidar (el nivell més recent, al voltant de 10750-10000 BP) és contemporani amb l'ocupació de Zawi Chemi. No mostra cap mena d'ocupació, però té una construcció de pedra semicircular i, sobretot, nombrosos enterraments, molts identificats com a d'infants o adolescents. Probablement encara no s'han exhumat tots els enterraments de la cova, la zona d'excavació només s'estén per una superfície de 6x6 metres al fons de la cova. També hi podria haver altres enterraments encara sense explorar. Es van poder identificar vint-i-sis fosses formades per les restes d'almenys 35 persones en total. Els cossos estan plegats d'una manera antinatural i de vegades s'amunteguen en tombes tant individuals com col·lectives. Algunes tombes estan envoltades de pedres i els cossos no porten rastres de pràctiques funeràries específiques. No obstant això, 15 tombes estan proveïdes d'objectes funeraris. Aquestes ofrenes es componen més habitualment de decoracions de perles, sovint fetes de pedres de colors i, de vegades, de cloisses o pinces de cranc. Les tombes més ricament dotades són les tombes dels nens: una d'elles conté més de 1500 comptes de pedra. Encara es desconeixen els motius per escollir la ubicació del cementiri a la cova de Shanidar. La cova potser va ser reconeguda aleshores pels habitants de la vall de Shadinar com un lloc antigament ocupat per avantpassats llunyans o es va sentir com un refugi eficaç contra els animals o el mal temps. En tot cas, el cementiri no va ser utilitzat durant molt de temps i els cossos amuntegats allà (alguns esquelets es fan malbé per la col·locació de nous cossos) són molt contemporanis entre si. Mentre que la societat zarziana sembla més aviat organitzada en grups reduïts d'una vintena d'individus sota una autoritat més o menys informal, però amb una estructura igualitària, el descobriment de regals dipositats amb certs cossos de Shanidar en detriment d'altres suggereix, al final del Zarzià, el aparició d'una organització social desigual entre els individus.

## Els primers pobles de Mesopotàmia

Mapa de localització dels principals jaciments del Neolític ceràmic de Mesopotàmia i Zagros

El poble estacional de Zawi Chemi i Shanidar B1 sembla donar pas als primers pobles sedentaris coneguts del nord de l'Iraq: M'lefaat, Qermez Dere i Nemrik. Aquests es troben a la unió dels contraforts de Zagros i l'estepa de l'Alta Mesopotàmia. En la seva major part, la seva implantació es fa entre els mil·lennis xii i x aC. Considerats en diversos aspectes com els hereus del Zarzià, la seva evolució només es fa sentir des del mil·lenni ix aC al marge de les altres cultures afiliades al PPNA i al PPNB la influència dels quals finalment només van patir a partir del mil·lenni viii aC.
Tanmateix, la densitat de població és probablement molt baixa al nord de Mesopotàmia i no es registra cap poblat a les planes del Jazera. Això no vol dir una absència humana; les comunitats nòmades o més mòbils encara poden utilitzar part de la regió de manera estacional. La qual cosa és, des del punt de vista arqueològic, difícil de demostrar.

### Caça i recol·lecció
Els habitants d'aquests pobles encara es dediquen a la caça i la recol·lecció i no hi ha, durant aquesta seqüència i per aquests pobles, cap rastre d'activitat agrícola o ramadera. Les gaseles, llebres, guineus, alguns bous, equins i ovicaprins són la presa preferida dels caçadors i recol·lectors que colliren blat, ordi, llenties, pèsols i vescs que formen part de l'entorn salvatge local. Aquestes plantes no presenten rastre de domesticació i no s'observa cap predomini dels cereals.
Nemrik, al estar més a prop de les muntanyes menys proveït d'aliments vegetals que a les planes, sembla tenir una base econòmica més lligada a la caça. Nombrosos llaços amb boles, acompanyats de restes d'animals caçats que podrien haver estat simplement sacrificats pels seus caçadors, suggereixen que, al mil·lenni vii aC, els animals joves poden haver estat capturats amb finalitats de cria i també obre la possibilitat de la pràctica de la falconeria, com molt abans a Zawi Chemi.

### La llar familiar
Els ocupants dels pobles de M'lefaat, Qermez Dere i Nemrik són des del mil·lenni xi aC, caçadors-recol·lectors sedentaris i, pel que fa a l'habitatge, van perfeccionar les habilitats dels seus predecessors natufians del Llevant; a Nemrik, les cases enterrades en una fossa rodona inclouen, a més de pals de fusta, de dos a quatre gruixuts pilars interiors. Aquests pilars de pedra erigits verticalment, de vegades modelats sobre un model antropomòrfic, sostenen una coberta de terra adossada amb, per a alguns, escales d'accés per la teulada. Aquests pilars estan embolcallats per una capa d'argila i calç. Aquest últim sembla ser un material utilitzat aquí abans que al Llevant. A Nemrik o Qermez Dere, els sòls també es cobreixen de calç repetidament. Aquesta renovació i neteja contínua d'habitatges individuals suggereix un canvi social important; la transformació de l'habitatge en una noció de «llar», un lloc de residència permanent per al qual es podria desenvolupar una mena de «propietat» familiar.
Inicialment, les cases estan simplement excavades a terra i mesuren entre quatre i sis metres d'amplada. Al mil·lenni ix aC, s'amplien entre sis i vuit metres de radi. A més, a M'lefaat i Qermez Dere, els pobles tenen una zona oberta central, pavimentada amb còdols. Dissenyats per a les tasques domèstiques habituals, els investigadors van descobrir moles i llars de foc. Més tard, al voltant de les cases, es van aixecar els primers murs sobre terra fets de pedres i/o terra envoltant la fossa inicial i, cap a finals del mil·lenni, van aparèixer els primers maons modelats a Nemrik i M'lefaat. Substitueixen la terra amuntegada i seca de les parets. Estan formats per una barreja d'argila, aigua i un desgreixant vegetal com la closca de gra o la palla picada. Els maons tenen formes diferents (de pastís o de cigar) i s'assequen al sol (això es considera una característica dels primers jaciments del Neolític al nord i el centre de Mesopotàmia). Es cimenten amb un morter d'argila. Aquesta tècnica d'elements prefabricats evita el temps d'assecat prèviament necessari entre cada capa de terra apilada.

### Material lític
També per davant del Natufià del Llevant, la indústria lítica, molt homogènia a la regió i basada en matèries primeres locals, està marcada pel debit laminar del sílex per pressió i pel poliment de la pedra. Tanmateix, les transformacions d'aquesta indústria semblen ser més discretes durant els dos primers mil·lennis de la seva existència. A Nemrik, les excavadores troben objectes pesants com moles, moltes, morters, pedres de mòlta i poliment. Entre els objectes més lleugers hi ha boles de pedra, plats, caps de maça, objectes esmolats i destrals polides (inclosos exemplars en miniatura). També s'han descobert recipients de pedra més rars, un dels quals és de marbre.

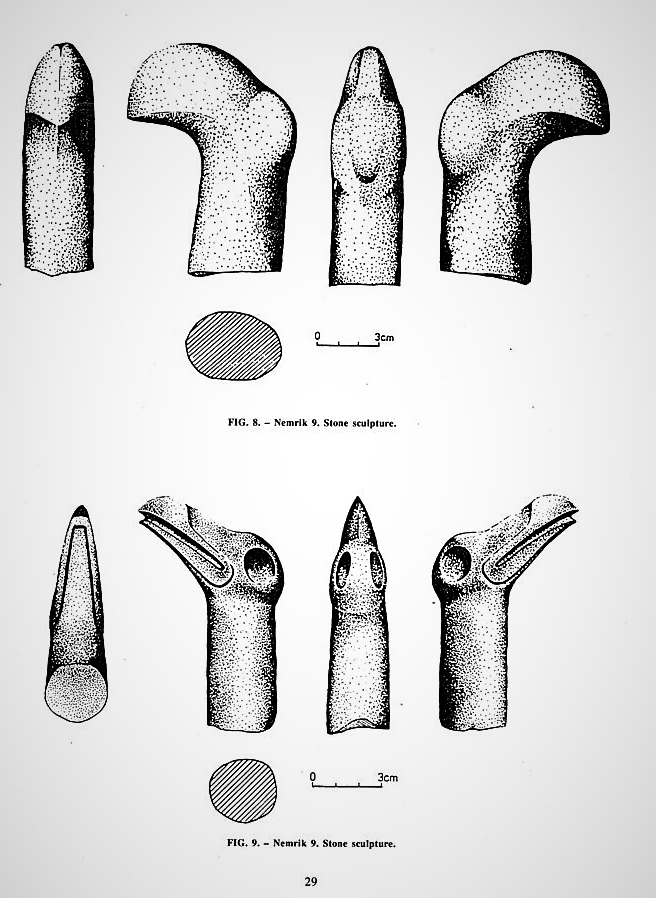
Representacions d'aus rapinyaires diürnes en pedra polida de Nemrik
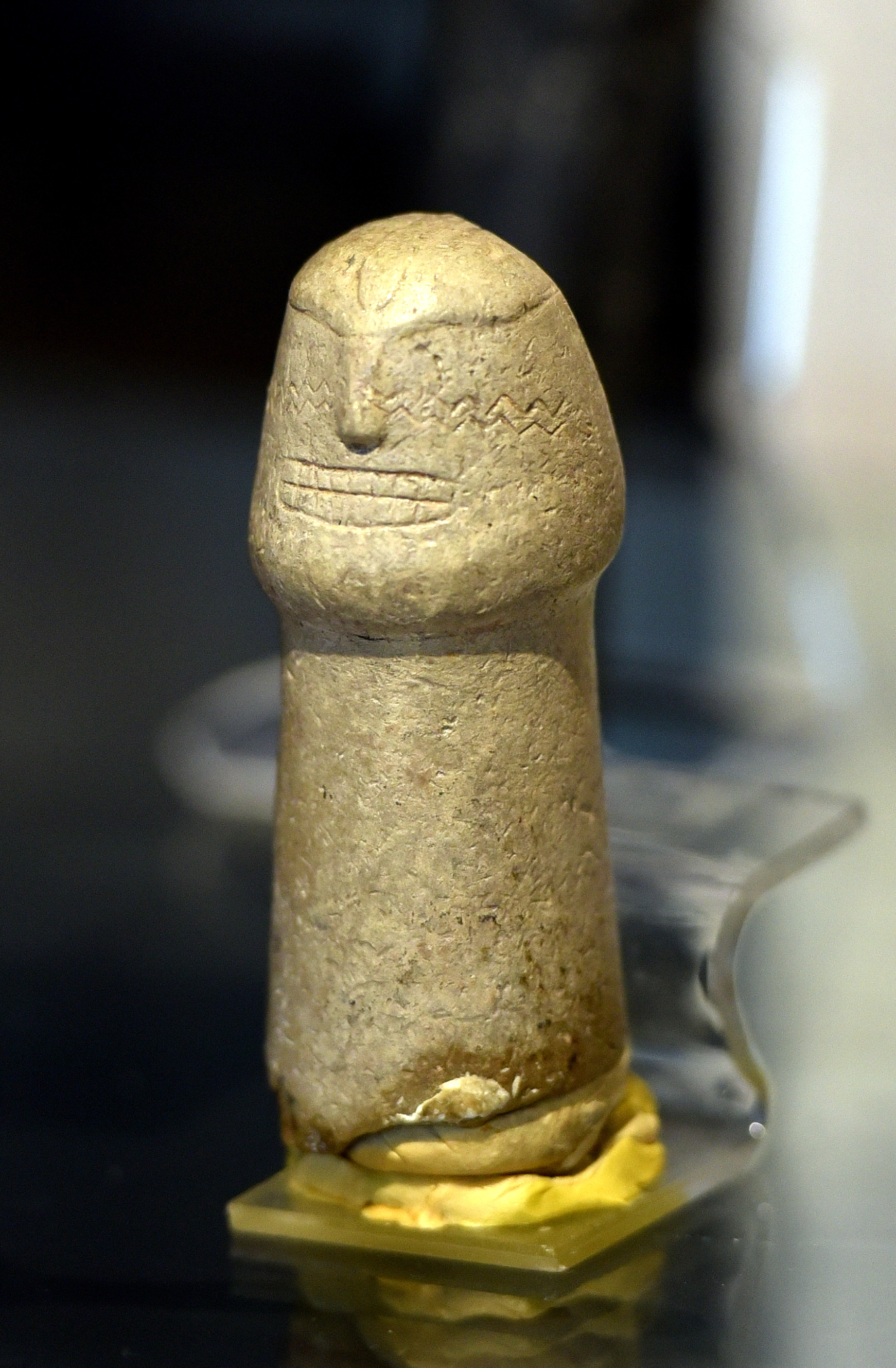
Representació primitiva en pedra d'una figura humana. Nemrik - Iraq. (8000-5000 aC). Museu Nacional de l'Iraq - Bagdad

Cap al 9500 aC, M'lefaat, encara que lluny del context Khiamià, sembla estar sota influència siriana perquè s'utilitzen punts d'El Khiam. Tanmateix, a la fase final d'aquesta indústria (que Jacques Cauvin anomena «nemrikiana») apareixen puntes de fletxa més originals en forma de diamant: les «puntes de Nemrik». Durant aquest període, a M'leffat, els arqueòlegs troben punxons d'os, objectes tallants bisellats i la col·lecció d'objectes tallats més antiga coneguda.

### Art i rituals
La figuració simbòlica s'expressa a través de representacions d'aus rapinyaires diürnes en pedra polida, especialment en Nemrik esculpit a l'extrem de varetes de pedra (probablement baquetes), aus rapinyaires que fan referència al jaciment d'ossos a Zawi Chemi descobert l'any 1960 i estudiat per Rose Solecki. Són testimonis d'un culte local original i podrien donar suport a la hipòtesi de l'ús de la falconeria. L'esquelet d'un individu va ser descobert en una casa cremada, amb els braços aparentment estesos cap a un d'aquests caps d'ocell. Altres animals estan modelats en fang, tallats o gravats als gerros de pedra; senglars, serps, lleons i guineus a Hallan Çemi, al sud-est d'Anatòlia. També es fan figures d'éssers humans. El bou salvatge, encara que ocasionalment caçat, no es representa enlloc excepte a Hallan Çemi: una casa conté la calavera i les banyes d'un ur salvatge, que en un moment es van penjar a la paret. Els temes són semblants als dels objectes de Mureybet (Síria) i Cafer Höyük (Turquia). A Nemrik es descobreixen altres objectes, com penjolls de pedra de diferents formes, comptes de malaquita, representacions d'òrgans sexuals en pedra i ornaments de cloïsses de riu.
Els arqueòlegs observen a Qermez Dere un o dos parells de pilars d'argila la funció dels quals no sembla ser la de suportar la teulada de les cases. Aquestes esteles podrien tenir un significat simbòlic, suggerint que les activitats rituals i domèstiques tenen lloc a les llars.
Qermez Dere i Nemrik contenen algunes evidències de rituals: en particular la preservació deliberada de cranis humans que, en el període final d'ambdós pobles, eren transportats a cada casa. Això indica una veneració als avantpassats així com un reconeixement precoç de la casa com a «llar familiar», confirmant el caràcter sedentari dels habitants de la regió i destacant la solidaritat entre els membres d'una mateixa família. Un cementiri que data de l'última fase d'ocupació de Nemrik presenta objectes funeraris, però també, en alguns dels cossos, puntes de sageta de sílex incrustades als ossos, evidència clara de morts violentes.

## Els inicis de l'agricultura
Cap al 7500 aC, el moviment de neolitització va continuar amb l'arribada dels primers pagesos-caçadors organitzant-se en pobles de la regió de les valls superiors del Tigris i dels Zagros. Aquests pobles neolítics aceramics, l'economia dels quals es basa tant en la caça com en l'agricultura, són de més grans dimensions i acullen més gent durant un període més llarg, i la seva arquitectura és més substancial. Tanmateix, l'aparició de l'agricultura només es va produir de manera molt gradual: els primers rastres de plantes domesticades només es van descobrir cap a finals del PPNB (inicis del mil·lenni vii aC). Abans, els habitants d'aquests pobles practicaven la recol·lecció intensiva de plantes silvestres amb falç, s'equipaven per aixafar les llavors i les posaven en contenidors. A més, alguns animals, sobretot les cabres, són domesticats a la majoria de llocs.
Malgrat una xarxa d'intercanvis de mercaderies establerta entre les valls del Tigris, els Zagros i fins i tot Anatòlia (l'ús de l'obsidiana és un dels principals indicadors), sembla que les poblacions dels Zagros segueixen una evolució independent de les de els primers agricultors de Turquia, al nord, o els de l'oest, del Creixent Fèrtil; la seva indústria lítica sembla hereva de la dels pobles de M'lefaat i Nemrik de l'època anterior. Tanmateix, s'observen dos punts en comú entre tots els emplaçaments de l'època; l'economia mixta, i el fet que les cases esdevinguin rectangulars.
Als Zagros, que sembla ser un centre de neolitització per dret propi, l'aparició de l'agricultura queda il·lustrada pels jaciments de Bestansur i Chogha Golan. El principal testimoni de l'ocupació de la vall del Tigris és el jaciment de Magzalia, les restes d'un poble situat no lluny de Qermez Dere i relacionat amb els de la vall de Belikh.
També és als jaciments de Magzalia i Seker al-Aheimar (del mateix tipus cultural originari de les muntanyes del Taurus, situats a la vall de Khabur), on es va trobar la primera ceràmica decorada de finals del mil·lenni viii aC, creant així un vincle entre el PPNB final i l'inici de l'anomenat període «Proto-Hassuna».

### El sud de Mesopotàmia
Durant els mil·lennis viii i vii aC, el paisatge del sud de Mesopotàmia sembla haver estat un conjunt de pantans en constant fluctuació al costat d'espais més àrids, el conjunt presenta un paisatge generalment comparable al que viuen els actuals àrabs dels pantans. És possible que nombrosos vestigis d'aquest període, situats prop dels rius (que són els principals llocs d'assentament), siguin presents avui dia, però inaccessibles perquè enterrats sota els al·luvions del Tigris, l'Eufrates i els seus nombrosos afluents i uadis, quan no ho són simplement erosionat per aquest últim. Alguns d'ells també es troben sota restes d'èpoques històriques que s'estan explorant actualment. Alguns llocs, com Hajji Muhammad i Ras al-Amiyah, van ser descoberts accidentalment durant les obres de construcció modernes. A les zones desèrtiques a l'oest dels vasts sistemes de uadi ara drenats i secs, els arqueòlegs han descobert proves d'indústries de sílex similars a les del Llevant ceràmic tardà per les quals és possible identificar paral·lelismes amb les indústries de sílex del nord d'Aràbia. Aquestes indústries potser van caracteritzar la zona del Golf que en aquella època encara era seca (i indubtablement influenciada per un clima monsònic). A més, durant les prospeccions superficials als turons de Burgan a Kuwait es van trobar eines lítiques «mesolítiques» (amb microlits, burins, rascadors), per tant datables aproximadament a períodes anteriors al Neolític. Però quan es tracta de les primeres poblacions prehistòriques a l'oest i al sud del futur Sumer, els investigadors només poden especular.

### Una llar als Zagros
Excavat entre 2012 i 2017, el jaciment de Bestansur es troba als contraforts dels Zagros a la vora de la plana de Xahrizur, a 30 quilòmetres al sud-est de la ciutat de Sulaimaniya. Geogràficament proper, però més antic que Jarmo, el poble va existir entre el 8000 i el 7100 aC. Els residents gaudeixen d'una àmplia gamma d'oportunitats ecològiques que inclouen terres cultivables fèrtils, fonts d'aigua, i terrenys muntanyosos aptes per a la caça d'una àmplia gamma d'animals i collir una varietat de plantes, sense comptar la proximitat de múltiples jaciments de pedres aptes per a la fabricació d'objectes de pedra polida i eines de pedra tallada.

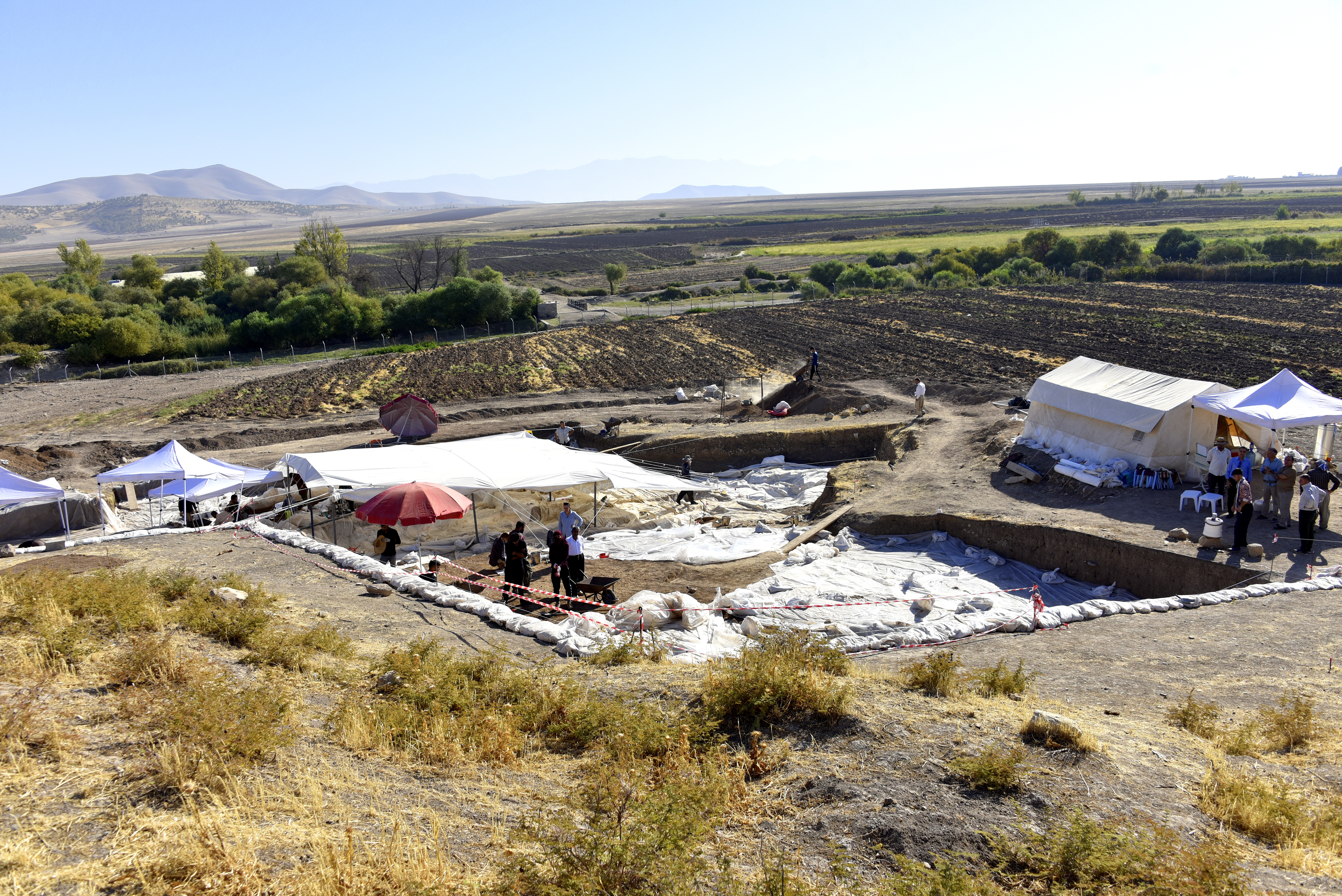
El jaciment d'excavació de Bestansur a l'octubre de 2021
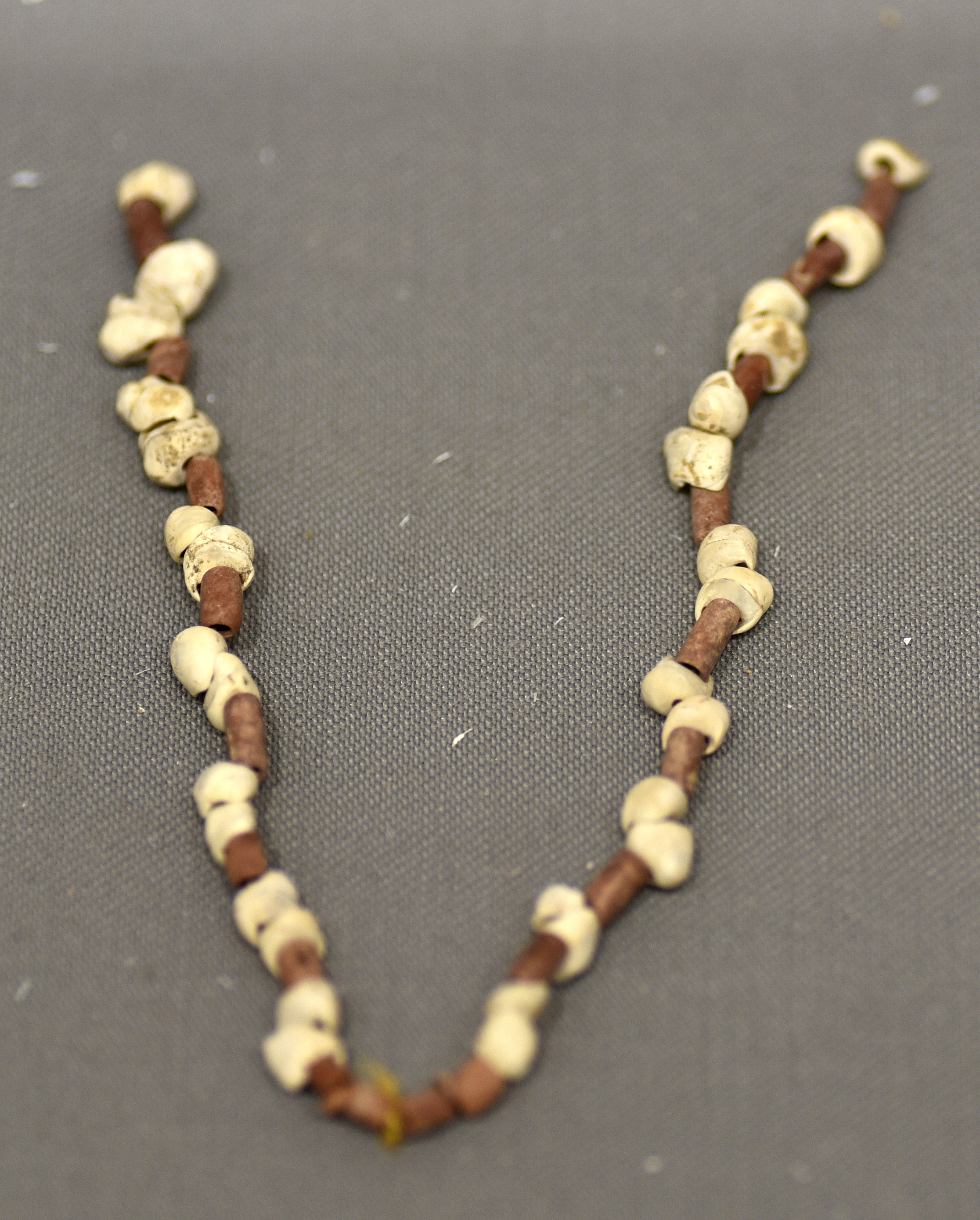
Collaret fet de pedres blanques i cornalines descobert al jaciment neolític de Bestansur. Iraq (7800-7500 aC). Museu de Sulaimaniya

Bestansur presenta una arquitectura caracteritzada per edificis de maó cru, rectilinis i compostos per diverses estances. Aquests edificis no semblen tots atribuïts a l'habitatge; un d'ells està íntegrament dedicat a l'enterrament dels difunts. Sovint desmembrats, els cossos són probablement exhumats i algunes parts, sobretot els cranis, s'extreuen per ser reenterrats a les cases. Aquesta «casa dels morts» aporta molta informació sobre les dificultats probablement vinculades a la transició neolítica a què es van enfrontar els habitants; nombrosos esquelets d'infants i joves posen de manifest greus problemes de desnutrició i estrès alimentari a l'inici de la vida.
Aquest estrès alimentari s'observa malgrat una gran biodiversitat que hauria de reduir la dependència d'un conjunt de plantes neolítiques i així limitar els riscos associats a l'agricultura primerenca i a l'inici de l'explotació d'animals com la cabra domèstica, l'ovella i el porc. També es manté una forma de caça de petits i grans mamífers així com el consum de peixos, aus de corral i cargols terrestres, components importants de la dieta.
Chogha Golan és un dels jaciments neolítics més antics coneguts a l'Iran. Va ser excavat els anys 2009 i 2010 i s'estén en aproximadament 3 hectàrees, i s'atribueixen a aquest jaciment 11 nivells d'ocupació del Neolític preceràmic (calibrats entre 12000 i 9800 BP). L'ocupació del lloc va deixar restes arqueològiques abundants i diverses; restes de parets arrebossades, indústria lítica, plats de pedra, objectes d'os gravats i figuretes de fang. Les restes d'animals són molt variades: cabres, senglars, gaseles, ases salvatges, bestiar boví, llebres, rosegadors, ocells i peixos, etc.
Les abundants restes botàniques documenten els inicis de l'agricultura i demostren que només va aparèixer en un període molt llarg. Aquí, com a Bestansur, l'entorn del jaciment presenta, en el moment de la seva ocupació, variants salvatges de diverses de les plantes fundadores del Neolític: ordi, blat, llentilles i pèsols. També aquí, els diferents estudis sobre l'evolució de les plantes en el procés de domesticació indiquen que el Zagros és un dels centres de domesticació de les plantes, de la mateixa manera que el Llevant nord i el Llevant meridional de l'època.

### Magzalia i la vall del Belikh

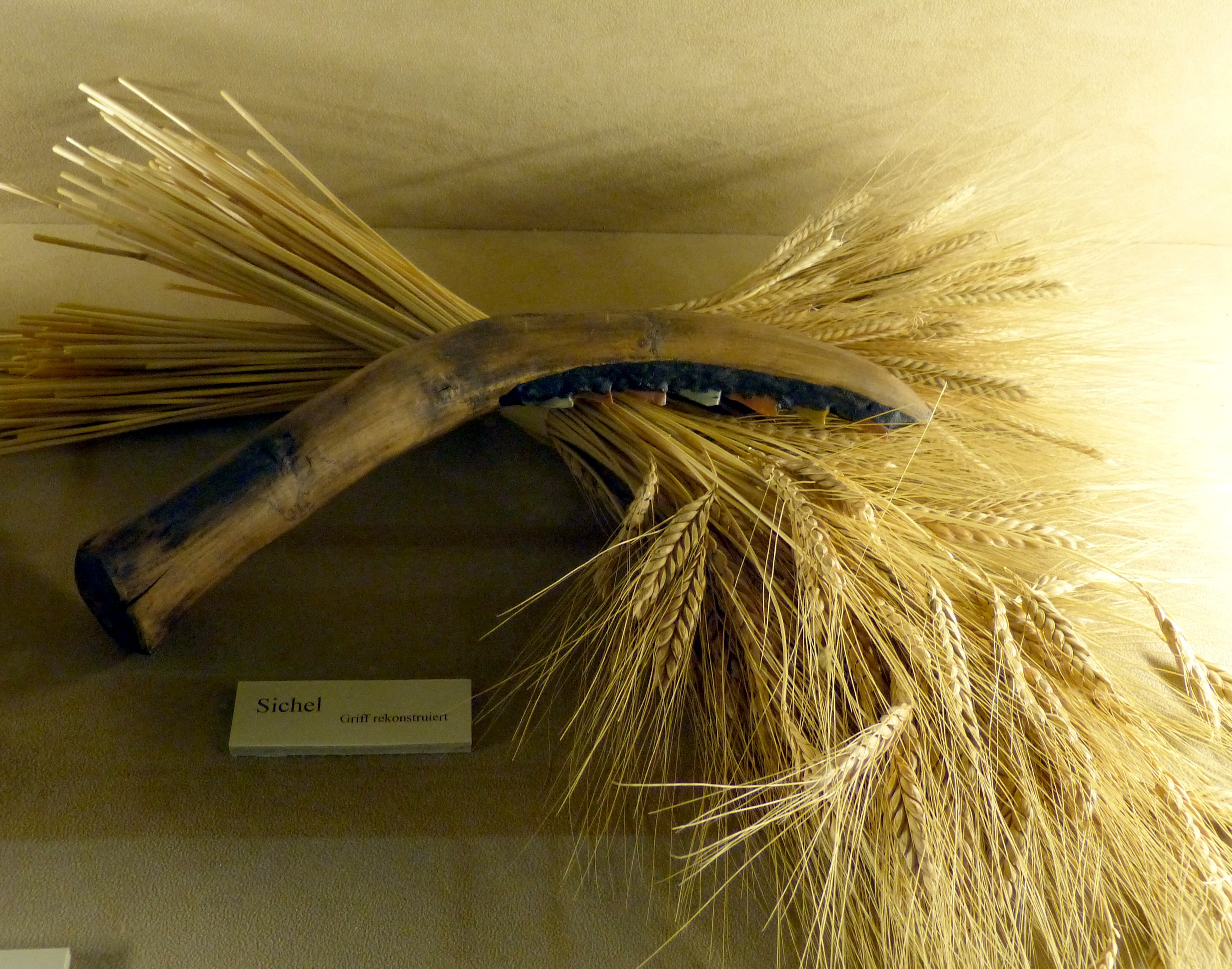
Reconstrucció d'una falç neolítica. Les pedres tallades amb fulla es mantenen al seu lloc amb betum natural. Museu d'Història Natural de Viena

L'assentament de les valls del Tigris està documentat principalment pel jaciment de Magzalia, restes d'un poble de finals de segle viii aC situat no gaire lluny de Qermez Dere, en un uadi al límit de la serralada Jebel Sinjar, la filiació cultural del qual l'apropa a les cultures que caracteritzen el PPNB final del nord de Llevant i la vall de Belikh, al nord de Síria, on s'han descobert uns vint-i-quatre jaciments, especialment Tell Sabi Abyad. Els ocupants d'aquests pobles formen part dels pobles amb la fàcies cultural PPNB típica de Cafer Höyük o Çayönü i troben el seu origen a les muntanyes Taurus i altres regions d'Anatòlia. La seva economia es basa tant en la caça com en l'agricultura, una característica ben establerta de tota la vall de Belikh on es conrea blat i ordi i es crien ovelles i cabres.
A diferència de les antigues cases rodones de Qermez Dere i Nemrik construïdes al voltant d'una zona comuna, les construccions de Magzalia, clarament totes destinades a ser habitades, són rectangulars i els seus murs estan construïts amb tova sobre fonaments fets amb lloses de pedra calcària i farcits de pedres. Hi ha zones d'emmagatzematge i cuina-sala d'estar, i en una de les cases hi ha una llar de foc amb un conducte extern, semblant a les cases posteriors a Umm Dabaghiyah i Çatal Höyük. Com en Nemrik, les etapes finals del poble mostren una muralla flanquejada per torres que envolten les cases, indicant possibles conflictes amb els veïns.
Com a Nemrik, els primers nivells de Magzalia mostren que predomina l'obsidiana, malgrat la distància dels jaciments més propers situats a Anatòlia d'on, a més, s'importava la tècnica del tall a pressió. El lloc també conté puntes de fletxa, ambdós en forma de fulla, ganivets i iesques que funcionen amb rotació en sentit horari. Als nivells superiors d'un jaciment de la vall de Belikh, Tell Sabi Abyad II, es van trobar puntes de fletxes de Biblos i d'Amuq. Les rascadores de sílex, posteriorment utilitzades durant el període Hassuna, ja són presents. També es descobreixen a Magzalia i altres pobles de la vall de Belikh falçs recobertes de betum, les fulles de les quals contenen restes de collites de cereals. Els habitants també hi van deixar bols de marbre, polseres i punxons polits. Tot i que el poble de Magzalia encara és aceràmic, s'hi fan servir vaixella de guix i ceràmica decorada. Es troben a tot Jazira i al desert de Síria, sobretot a Seker al-Aheimar.

### Seker al-Aheimar i el«Pre-Proto-Hassuna»
Seker al-Aheimar és un gran jaciment mesopotàmic d'aproximadament 4 hectàrees, que és l'únic que proporciona informació sobre la transició entre la ceràmica de tipus PPNB i «Proto-Hassuna». Els nivells ceràmics del poble del PPNB consisteixen en petites construccions rectangulars sobre una plataforma pavimentada del tipus que ja es trobava a Magzalia. Allà és habitual l'ús de guix de calç a les parets de maó. Tot i que alguns aspectes de la indústria lítica utilitària de Seker al-Aheimar són similars a la de Zagros, els rascadors d'extremitats, els burins, les destrals polides i els tipus de puntes de fletxa comuns al PPNB final són similars als descoberts a la vall de Belikh. Els objectes decoratius inclouen recipients de guix, així com perles de pedra i obsidiana d'Anatòlia.
Però el descobriment més significatiu és el de nombrosos recipients de pedra, vaixella blanca i sobretot un primer tipus de recipient impermeable que representa la forma de ceràmica més antiga que es troba a tot el Nord i Centre de Mesopotàmia. Cuita a foc baix i temperat, característica del primer neolític ceràmic, aquesta ceràmica té una consistència densa i granulosa i és molt diferent de la futura ceràmica «Proto-Hassuna». Per als investigadors Yoshihiro Nishiaki i Marie Le Mière, aquest descobriment demostra l'existència d'una fase ceràmica primerenca (representada per una entitat cultural anomenada provisionalment «Pre-Proto-Hassuna») que sembla començar al PPNB mitjà i acabant al Proto-Hassuna, presentant aquest.

## Creixement de les comunitats agrícoles
Els períodes del Neolític ceràmic (al voltant del 7000 al 5000 aC) van veure com les comunitats agrícoles ocupaven cada cop més l'espai mesopotàmic. Es van establir pobles a la Baixa Mesopotàmia amb un clima més sec, la qual cosa indica l'establiment de sistemes de reg. Però això no vol dir que abans del mil·lenni vi aC la Baixa Mesopotàmia estiguès desocupada. Les restes d'ocupacions anteriors poden resultar molt difícils d'accedir perquè estan enterrades en profundes capes de llim o simplement destruïdes per una erosió fluvial molt intensa a les planes. Les instal·lacions més importants a Mesopotàmia central són Bouqras (prop de l'Eufrates, no lluny de la frontera iraquiana a l'est de Síria), Tell es-Sawwan (al sud de Samarra, al Tigris), els llocs d'Umm Dabaghiya (a l'estepa a l'oest de Hatra), i Choga Mami (a l'extrem oriental de la plana mesopotàmica, al peu de les muntanyes del Zagros, a l'est de Bagdad).
Al començament d'aquest període (fins al 6500 aC) van aparèixer les primeres ceràmiques decorades, sobretot a Bouqras, Tell es-Sawwan i Umm Dabaghiya. Aquestes es van perfeccionar després fins a l'inici del Calcolític. Els historiadors distingeixen diverses cultures relacionades amb aquestes ceràmiques pintades: les de Hassuna, Samarra, Halaf i Obeid, dels noms dels jaciments arqueològics on es van descobrir per primera vegada. En els primers segles, la ceràmica es va decorar parcialment per primera vegada mitjançant incisions de línies, patrons ondulats o pastilles en relleu que caracteritzen la cultura Hassuna. A partir de llavors, cada cop són més fines i recobertes íntegrament de pintures geomètriques, esdevenen més complexes cap a representacions d'elements naturals estilitzats com plantes o ocells per a les cultures de Samarra o Halaf. Encara que la producció de ceràmica pintada desapareix al mateix temps que apareix l'ús dels primers signes pictogràfics, aquestes decoracions no es poden considerar un mitjà de transmissió de la parla com l'escriptura. Tanmateix, probablement és un codi o llenguatge pictòric del qual s'ha perdut el significat.

Mapa de localització dels principals jaciments del Neolític ceràmic (o tardà) al Pròxim Orient, cap al 7000-5500 aC
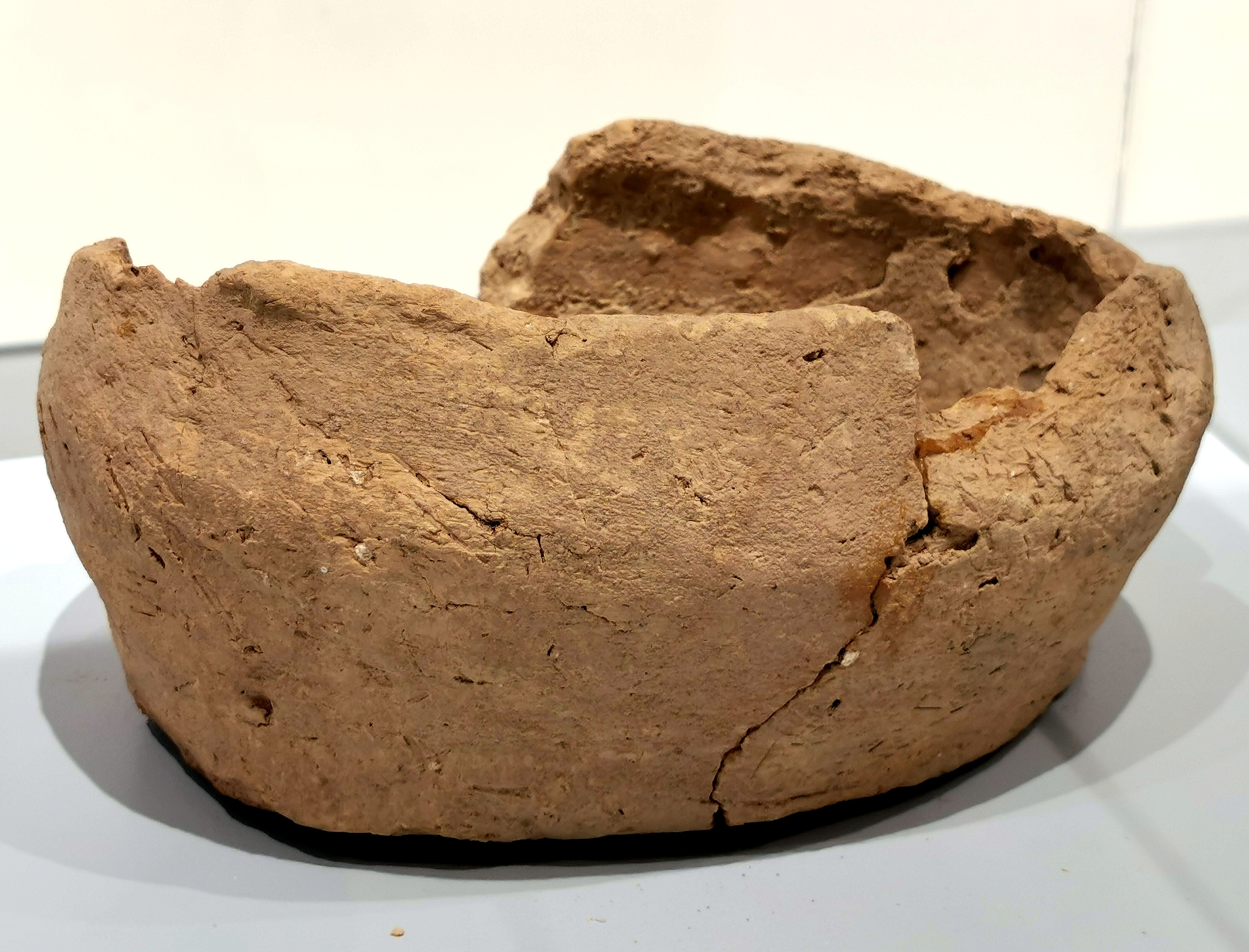
Bol de terracota de Jarmo. Museu Sulaimaniya

Als Zagros, sembla que les comunitats mostren una certa divergència de desenvolupament respecte a les de les terres baixes de Mesopotàmia. Jarmo n'és un exemple. És un poble situat als afores occidentals de Zagros, en un turó de la vall de Chemchemal al nord-est de l'Iraq. Va ser excavat originalment a les dècades del 1940 i 1950 per l'arqueòleg Robert John Braidwood per investigar els orígens de l'agricultura. El poble està format per cases construïdes amb maons crus, amb diverses estances unides entre si per portes baixes. S'han identificat fonaments d'un tipus també conegut a Çayönü en forma de quadrícules. L'elevat nombre de figuretes de fang descobertes a Jarmo probablement indica una especialitat del lloc; s'hi han trobat més de 5500 figuretes i unes 5000 peces de fang. No obstant això, la ceràmica de foc baix, coneguda com a «ceràmica de cap gros», sembla ser força diferent de la de la cultura Proto-Hassuna que es troba a les terres baixes de Mesopotàmia, mentre que altres exemples d'aquesta ceràmica es descobreixen més aviat a l'est. Això sembla indicar, a partir d'aquest moment, una demarcació cultural entre els Zagros i les terres baixes de Mesopotàmia.
A l'Alta Mesopotàmia, el tractament dels difunts abans del període d'expansió de la cultura Obeid al mil·lenni v aC està experimentant una diversificació de manera i ubicació. Això va des d'un simple enterrament acompanyat d'uns quants objectes fins al de cossos desarticulats (el crani dels quals està sotmès a un tractament especial), com l'enterrament en una urna de ceràmica. A més, encara que l'evidència és feble, sembla que algunes comunitats practiquen l'enterrament fora del poble; els enterraments es troben al cim del túmul de Yarim Tepe (poble abandonat desprès de l'enterrament dels difunts). A Tell Sabi Abyad, un poble cremat deliberadament, els arqueòlegs troben dos esquelets que semblen estirats al terrat d'una casa; és, sens dubte, un ritual molt elaborat en el qual els difunts tenen un paper central. A Domuztepe, al sud-est d'Anatòlia, la «fossa de la mort» és un complex mortuori que conté les restes fragmentades intencionadament d'almenys quaranta individus. Els investigadors veuen això com una transformació dels morts en un avantpassat col·lectiu reconstituït. El canibalisme i el sacrifici humà també són possibles.
Cap al 6500 aC, notem l'ús del coure, l'aparició de segells, el regadiu, les pintures murals, els primers santuaris. Les divisions socials cada cop més evidents i la gestió cada cop més complexa de la societat. A més, els primers maons motllurats rectangulars i els primers contraforts interiors i exteriors dels murs, observats anteriorment a Cafer Höyük, apareixen principalment a Samarra, a Bouqras i, en menor mesura, a Tell Hassuna.

### La fase Proto-Hassuna
Umm Dabaghiya, ocupada durant tres o quatre segles, situada al Jazira iraquià entre els dos rius Tigris i Eufrates, clarament millor regat al mil·lenni vii aC, ofereix avui la documentació més completa de la fase Proto-Hasuna (al voltant del 7000-6500 aC). Sens dubte hereva del PPNB de Síria, la població d'Umm Dabaghiya encara funciona al voltant d'una economia mixta i l'onagre es caça principalment tant per la seva pell com per la seva carn. Aquest pot ser un lloc estacional. Però el blat, les llentilles i l'ordi són presents, així com plantes típicament d'aiguamolls, la qual cosa suggereix la presència de salines i llacs poc profunds a la regió. Els murals suggereixen que els onagres, molt ràpids, són atrapats amb xarxes.
Els edificis d'Umm Dabaghiya mostren emprentes tallades a les parets que semblen indicar que el seu accés és a través dels terrats. Aquests edificis amb habitacions generalment molt petites tenen xemeneies internes de guix associades a forns externs, la qual cosa suggereix hiverns freds (que és el cas en els temps moderns a la regió), tret que aquest dispositiu s'utilitzi per assecar pells d'onagre. Alguns edificis formats per llargues fileres semblen estar reservats per a emmagatzematge. Es van trobar estructures d'emmagatzematge similars però més curtes més al nord, a Yarim Tepe. En comparació amb altres llocs, Umm Dabaghiya no té molts exemples de ceràmica. A més, molt semblant a la de Bouqras que sembla que hi té relació, aquesta és senzilla: grans pots o bols pintats amb ocre vermell i de vegades decorats amb motius rudimentaris com bandes, sanefes o punts.
Tanmateix, Bouqras és un poble molt més gran que té clarament els seus orígens al PPNB sirià. A més del típic material ceràmic del Neolític i de la ceràmica prèviament descrita per a Umm Dabaghiya, les troballes inclouen testos d'alabastre i pintures d'estruços o grues pintades amb ocre vermell en algunes parets interiors totes cobertes amb guix. Aquests edificis de tres o quatre fileres d'habitacions són de planta regular i es disposen al llarg de carrers estrets en un traçat coherent. Tot i que encara no hi ha proves clares, la mida d'alguns edificis i aquesta disposició suggereixen l'establiment d'una autoritat formal.

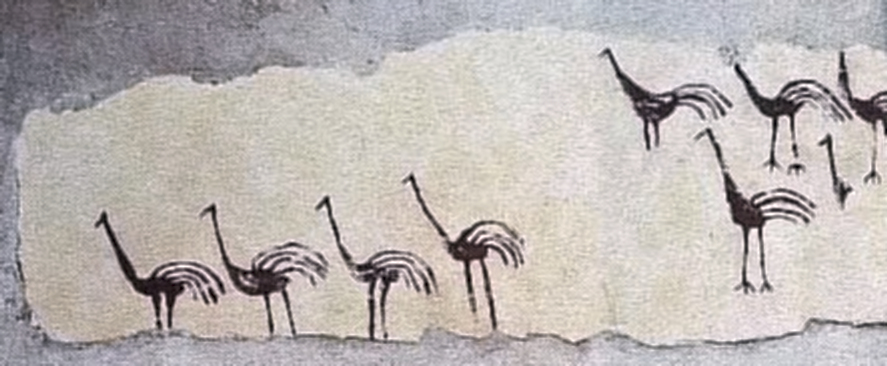
Pintura mural neolítica de Tell Bouqras al Museu Deir ez-Zor
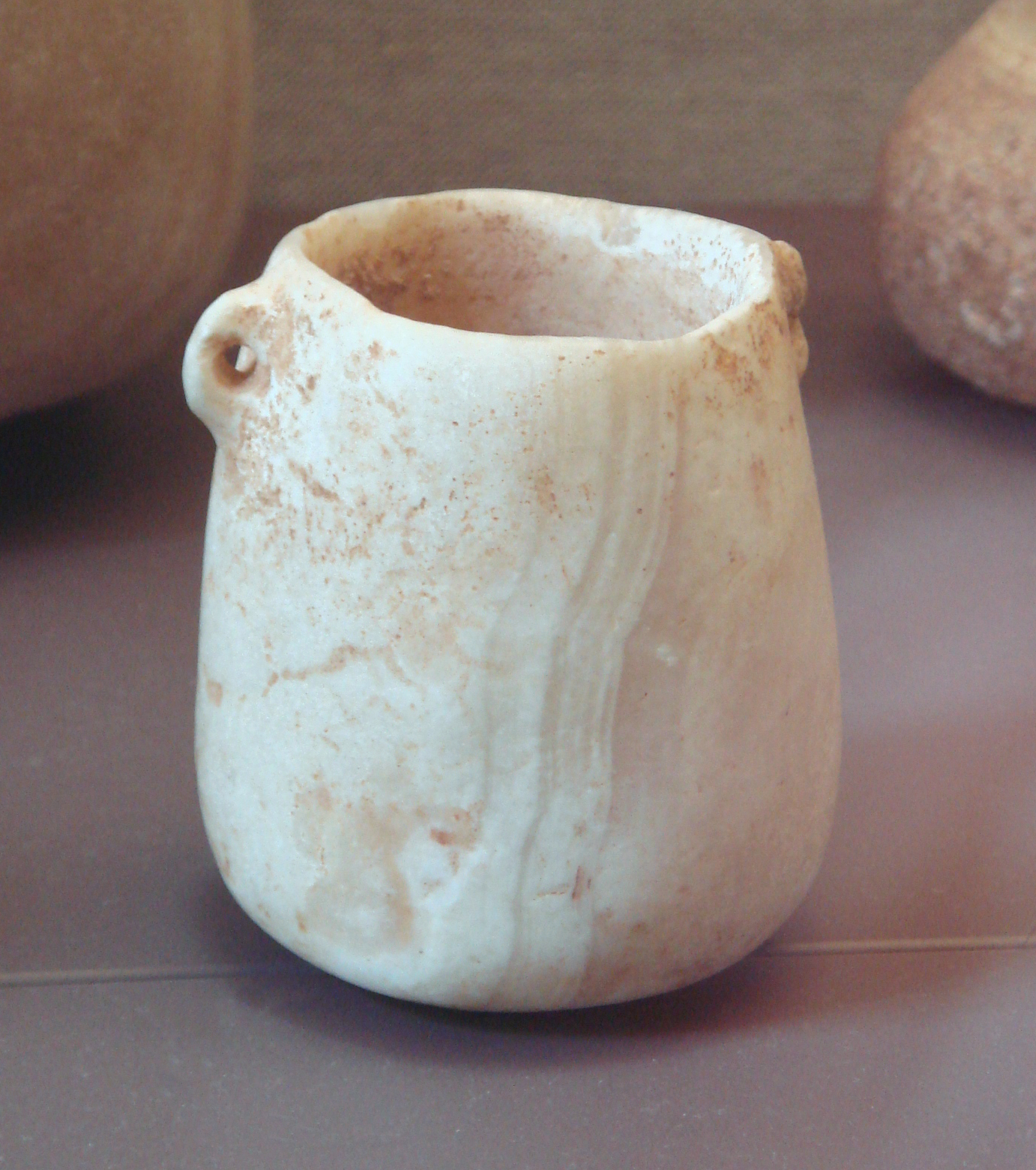
Olla d'alabastre amb nanses, regió de Bouqras 6500 aC. Museu del Louvre
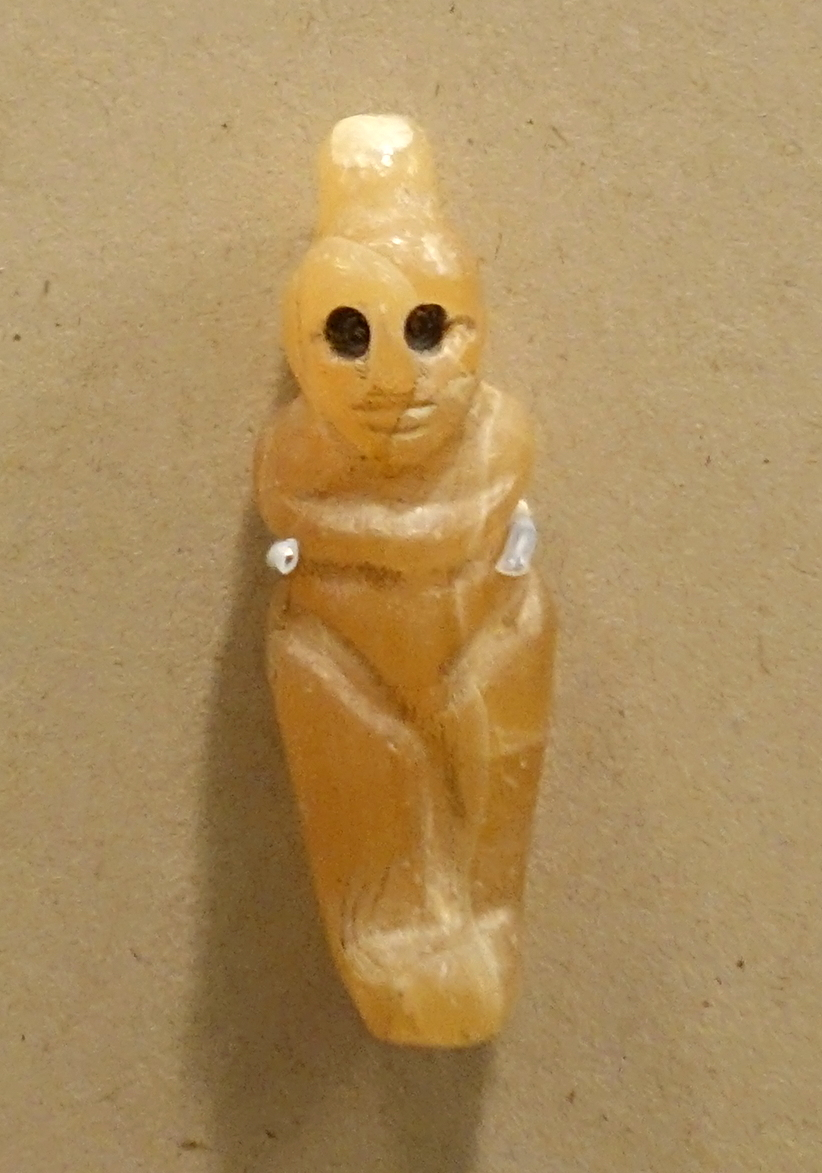
Figureta d'alabastre descoberta a Tell es Sawwan. Institut oriental de Chicago

La ceràmica feta amb una tècnica semblant a la d'Umm Dabaghiya i Bouqras, però d'estil diferent, també es troba, però més rarament, als nivells I i II del jaciment de Tell es Sawwan, un un poble del mil·lenni vii aC a la Baixa Mesopotàmia al llarg del Tigris a uns 80 quilòmetres al nord de Bagdad. S'hi van descobrir unes 400 tombes, tres quartes de les quals contenen infants. En molts enterraments falten alguns ossos. Un, per exemple, conté només els ossos de les mans d'un nen, cosa que suggereix que alguns cossos van ser traslladats a altres llocs d'enterrament. Sota les tombes hi ha una gran quantitat d'objectes d'alabastre: gerros, figuretes i objectes diversos. Tots aquests objectes són específics del jaciment de Tell es-Sawwan: determinades figuretes tenen incrustacions d'altres materials, com petxines o pedres de diferents colors que sovint destaquen els ulls. Segons la seva disposició amb relació a les tombes, els investigadors dedueixen una important diferenciació social entre els individus. Algunes figuretes d'argila i alabastre descobertes fora de les tombes poden haver estat relacionades amb rituals funeraris. La majoria dels enterraments es van trobar sota grans edificis de tres parts (coneguts com a «tripartits»), una estructura que va persistir a l'antiguitat mesopotàmica. Però certs enterraments estan situats en altres sectors i estan clarament dissociats de qualsevol arquitectura, fet que dificulta una interpretació clara entre «sepultures sota l'hàbitat» i «cementiri».
Les cases són «tripartides», és a dir, estan formades per un espai central rectangular pel qual s'entra per una de les amples, que dona accés a una sèrie de petites estances que el voregen simètricament al llarg de la seva llargada. A Tell es Sawwan, aquests edificis es van trobar buits i no contenien cap objecte domèstic, com si els habitants haguessin marxat, emportant-se tot el que hi havia. De fet, el lloc probablement estava desert i reocupat després d'un període estimat entre 123 i 300 anys.
El final del període Proto-Hassuna també marca els primers usos dels segells: tant a Hassuna com a Bouqras i Tell es Sawwan, aquests van introduir una pràctica que es va desenvolupar a Mesopotàmia i que encara perdura avui com a «garantia». Les primeres impressions de segell apareixen en petites tapes blanques, identificant clarament la «propietat» continguda dins del recipient segellat. A finals del període Samarra, aquests segells eren dispositius «contractuals» àmpliament utilitzats a Mesopotàmia central i septentrional.

### La culturà de Hassuna
La cultura Hassuna (al voltant del 6500-6000 aC) pren el nom d'un jaciment arqueològic, Tell Hassuna, situat al centre de Jazira, entre la vall del Tigris i Jebel Sinjar, no lluny de l'actual Mossul. Yarim Tepe i Telul eth-Thalathat, a l'altiplà de Jazira i als contraforts del Kurdistan, també cauen sota el perfil Hassuna. Aquests pobles es mantenen al llarg del mil·lenni vii aC en una regió plujosa on són possibles els cultius de secà. Els habitants conreen una gran varietat de cereals, llentilles i pèsols. S'hi cria vedella, cabra, ovella i porc, però també s'hi caça urs, gaseles i óssos.

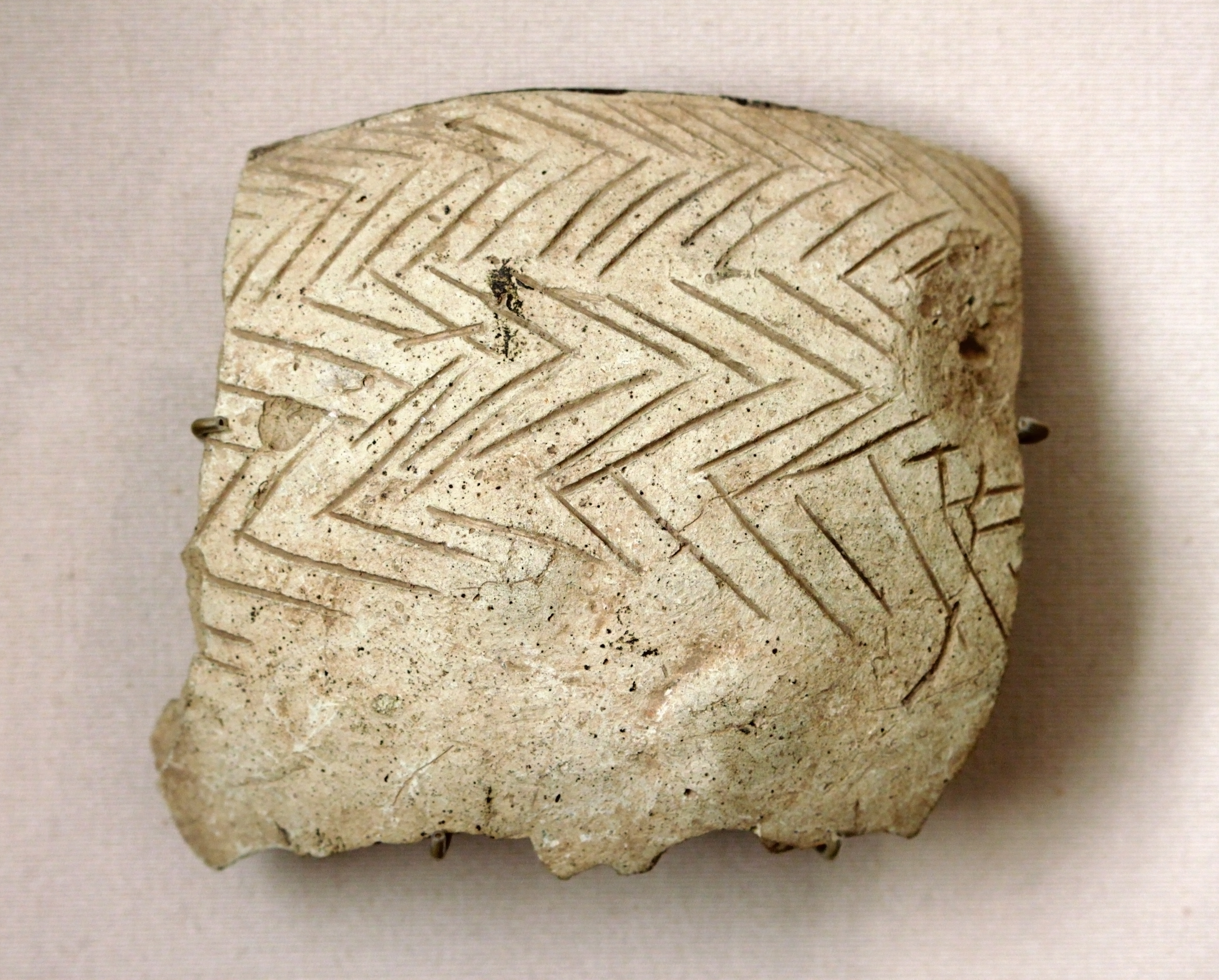
Fragment de ceràmica amb decoració incisa. Tell Hassuna, 6500-6000 aC. Museu del Louvre
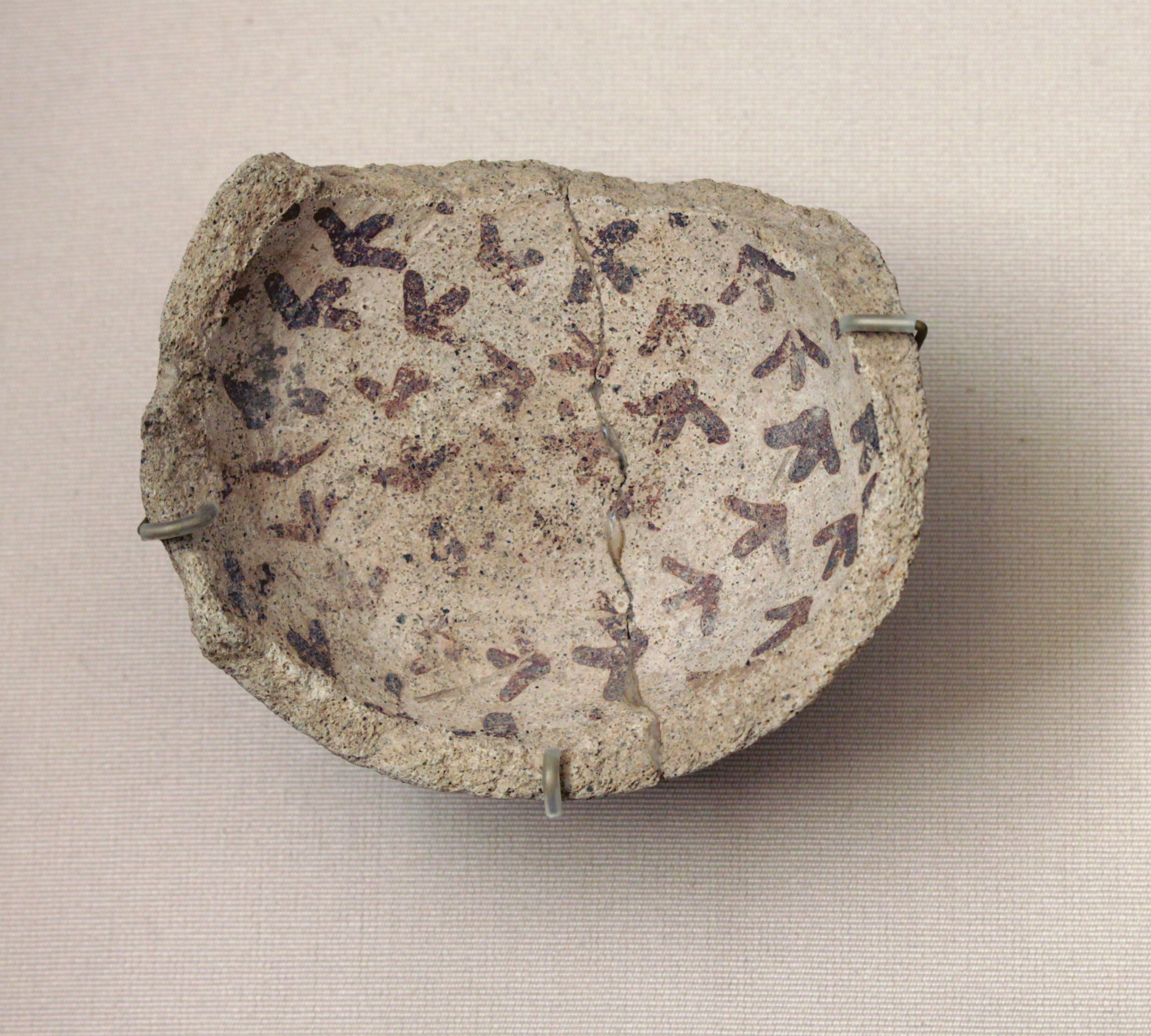
Fragment de ceràmica amb decoració pintada. Tell Hassuna, 6500-6000 aC. Museu del Louvre

Construïdes primer amb tova, les parets de les cases de diverses habitacions es van fer gradualment amb maons amb forma. Les cases estan, a més, disposades de manera que s'agrupen cada cop més i es tornen cada cop més complexes; una d'elles inclou onze habitacions. Ja en marxa dins de la societat neolítica de Mesopotàmia Nord de Magzalia, el sistema de famílies agrupades al voltant dels graners col·lectius considerats com el centre de l'hàbitat va assolir el seu ple desenvolupament durant el període Hassuna. Aquest sistema sembla garantir la cohesió comunitària.
La cultura Hassuna es caracteritza per una ceràmica molt particular, amb motius pintats amb ocre vermell o incisos en xarxes de línies paral·leles i/o cabres. Aquest tipus de ceràmica es troba principalment al nord i el centre de Mesopotàmia, així com a la regió de Khabur, al nord-est de Síria.
La seva producció s'assegura amb la cocció en forns grans. Els arqueòlegs han descobert a Yarim Tepe el primer exemple ben conservat d'un forn de terrisser format per dues cambres superposades separades per una paret amb un sistema d'evacuació de fums.

### La cultura de Samarra
La cultura de Samarra (al voltant del 6200-5700 aC) es caracteritza per la ceràmica pintada. Documentat per Tell es-Sawwan i Choga Mami a la Mesopotàmia central, es considera una evolució de la ceràmica del període Hassuna i la del corredor del Llevant els pobles del qual es van anar despoblant progressivament. Els arqueòlegs també troben proves de ceràmica de Samarra en alguns jaciments del nord de Mesopotàmia fins al Jazira sirià i la vall del Balikh. És una ceràmica fàcilment reconeixible i sovint decorada amb cura. Millor feta que abans, està composta per grans plats i gerros amb espatlles arrodonides. El seu material beix clar, lleugerament rugós, és més harmoniós. La decoració està feta de dissenys geomètrics pintats en vermell brillant, marró o marró morat. Aquests dissenys també poden representar homes, dones, ocells, peixos, antílops o escorpins. En alguns objectes, fins i tot hi ha relleus de rostres humans els trets dels quals estan pintats d'una manera estilitzada. La ceràmica característica d'aquesta cultura també es troba a Tell el-'Oueili, el poble més antic conegut del sud de la Baixa Mesopotàmia i que documenta l'època Obeid (fase coneguda com «Obeid 0», cap al 6200-5900 aC).

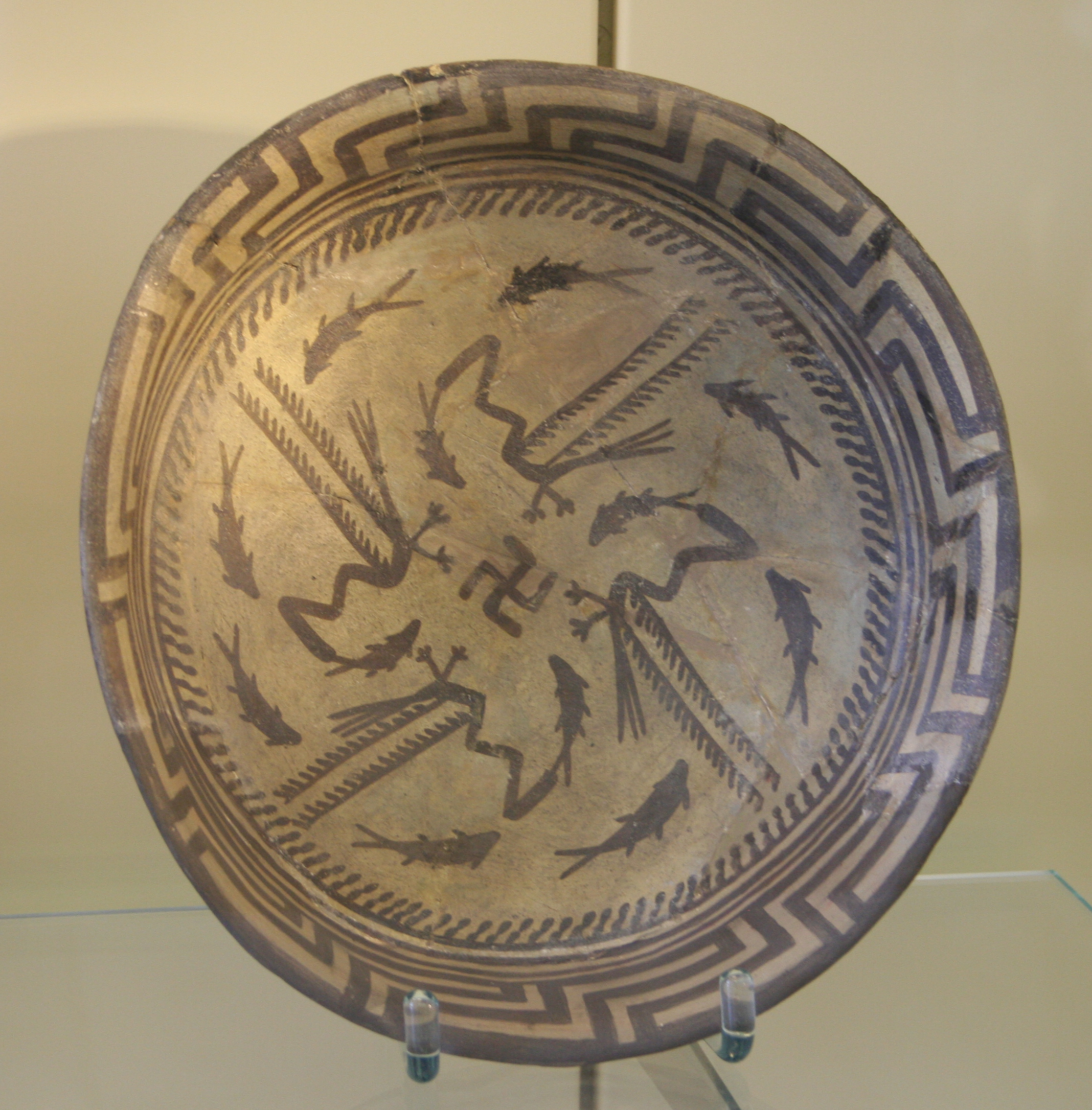
Plat pintat de l'època de Samarra. Museu de Pèrgam a Berlín
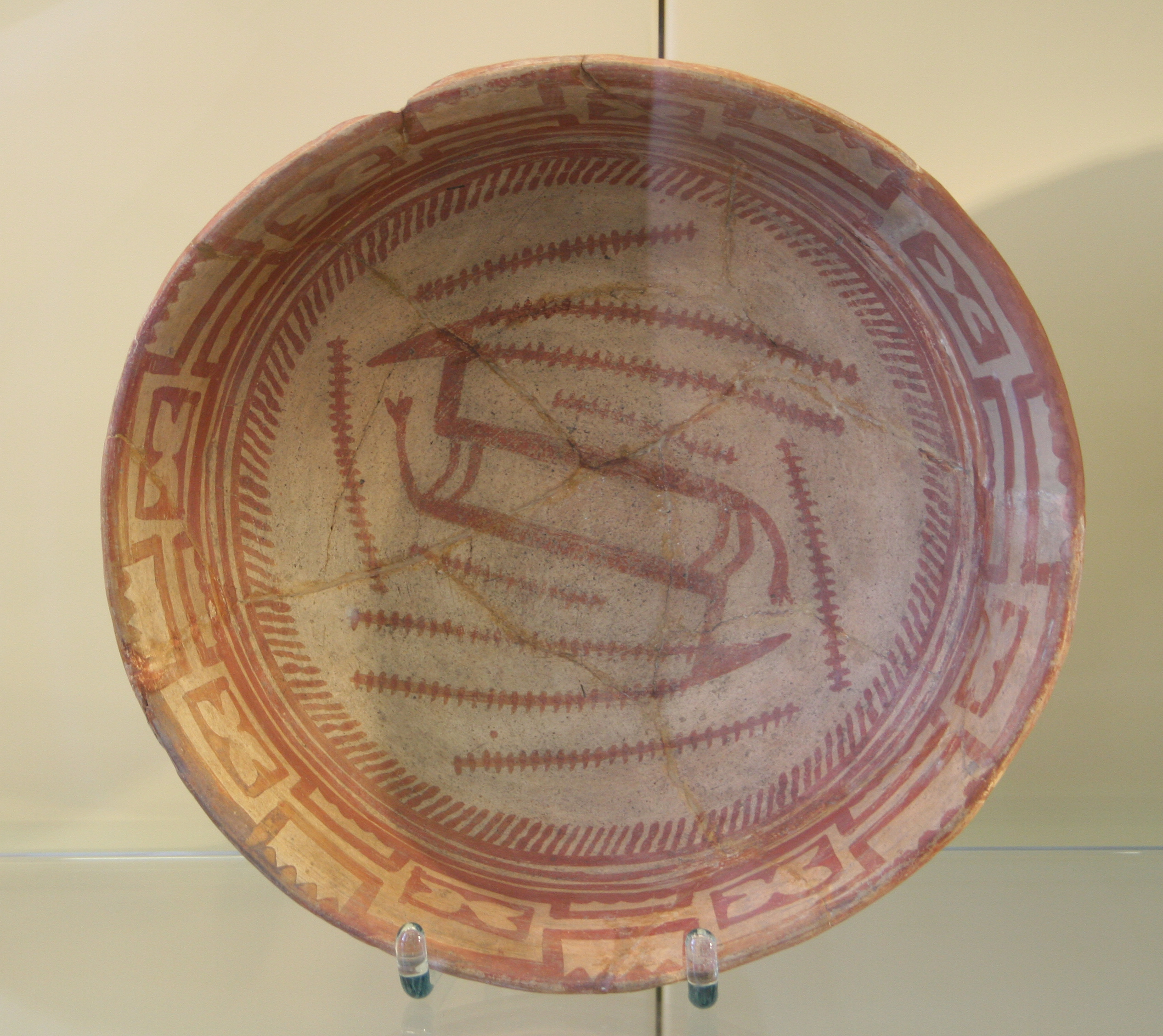
Plat pintat de l'època de Samarra. Museu de Pèrgam a Berlín
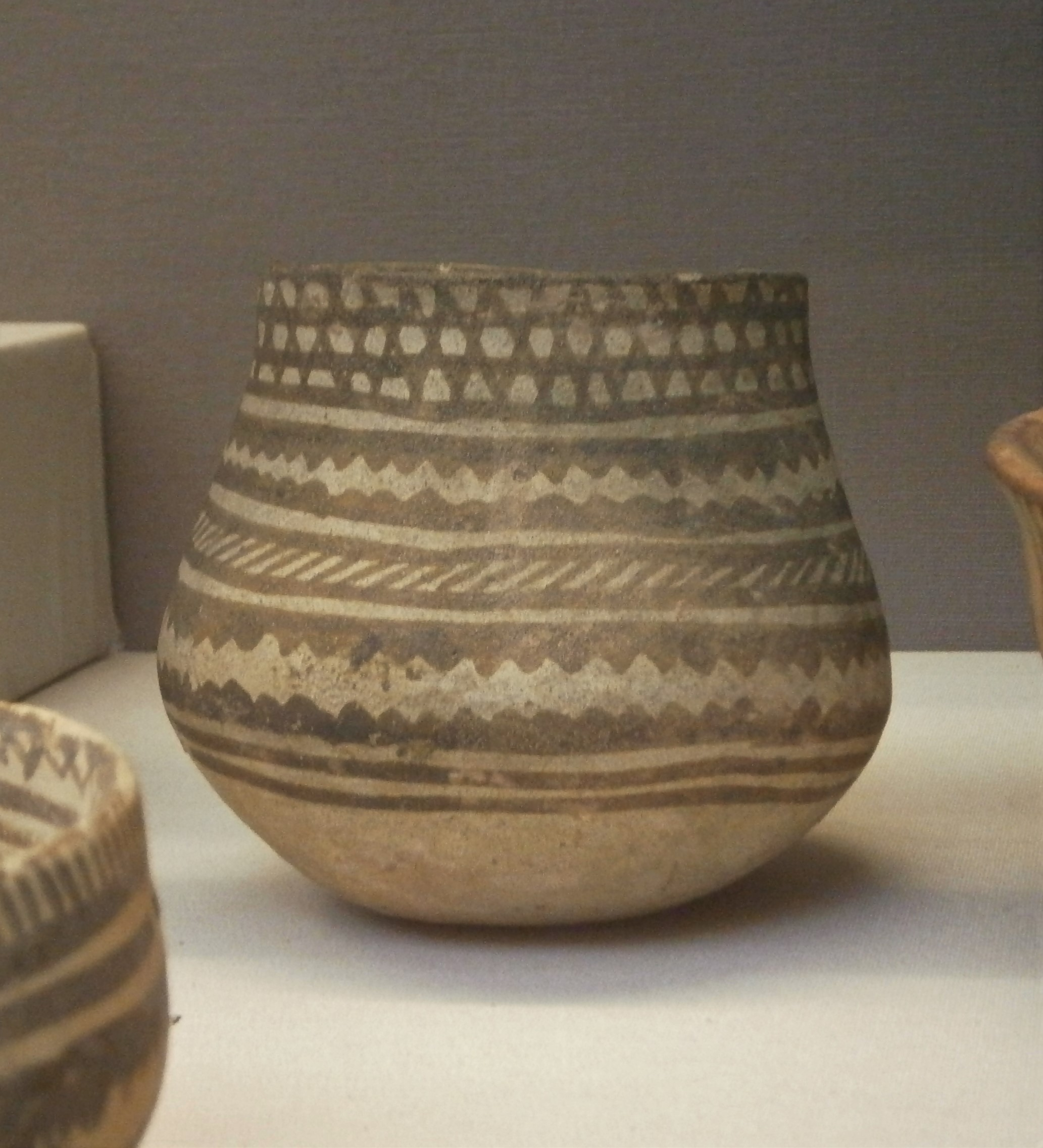
Pot amb decoració pintada de la cultura de Samarra. Museu Britànic de Londres.

Les estatuetes de Samarra estan fetes de terracota o alabastre. Les figures són generalment dempeus o ajupides; aquestes són la majoria de les dones. Entre les figuretes descobertes a Choga Mami no n'hi ha cap completa; els caps estan tots trencats i la presència de cames simples amb superfícies interiors primes i planes suggereix que el trencament va ser deliberat. Els investigadors pensen en una mena de «contracte» que té lloc quan es trenquen les estàtues. Algunes estatuetes tenen un crani allargat i uns ulls de «gra de cafè» molt oberts. Com en la fase Hassuna, els ulls i els colls solen estar fets d'un material extern, sobreafegit o incrustat: la pupil·la és de nacre i les celles negres gruixudes són de betum. Una tècnica que recorda la futura producció sumèria. Aquestes figuretes semblen indicar una pràctica de deformació cranial ja testimoniada al Llevant preceràmic que es va estendre fins a l'última fase del període Obeid. Aquesta deformació també és visible en certs esquelets de la fase obeidiana d'Eridu i Tell Arpachiyah. Aquesta pràctica sembla tenir lloc dins d'una classe dirigent que, sens dubte, busca demostrar que portar càrregues al cap ja no els és possible.

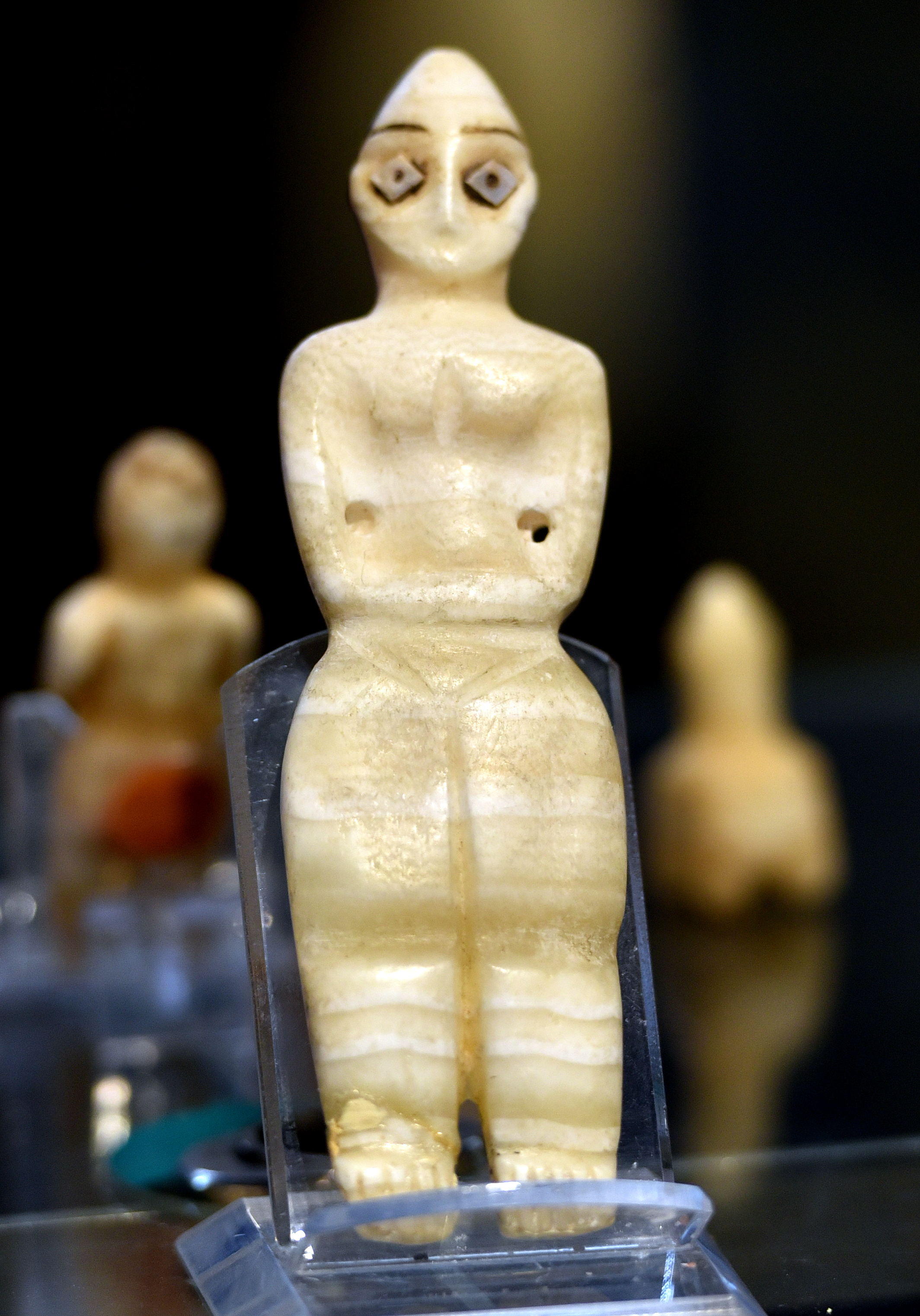
Estatueta femenina de Tell es Sawwan, període Samarra. Museu Nacional de l'Iraq a Bagdad
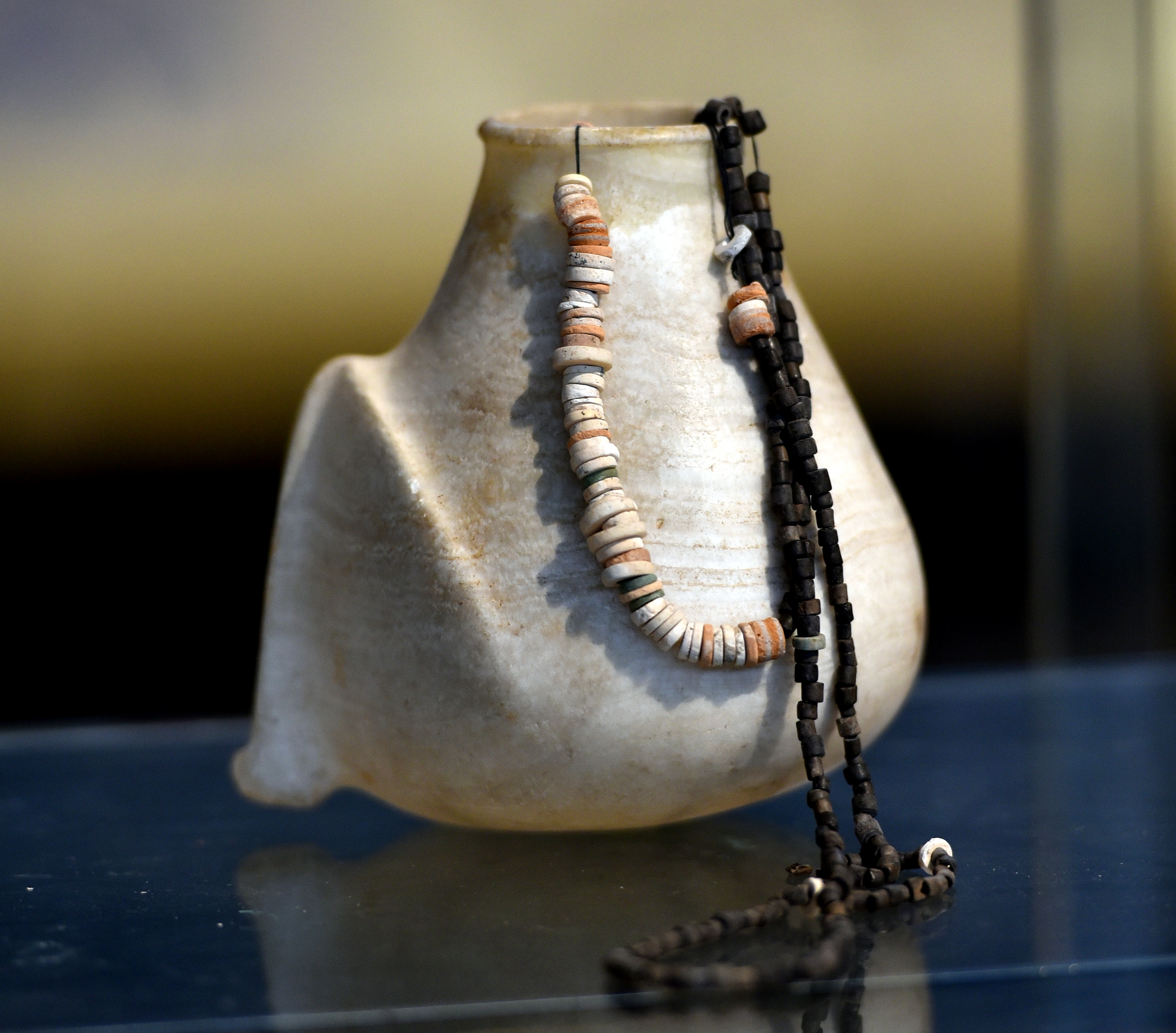
Gerro d'alabastre i collarets de Tell es Sawwan, c. 6000-5800 aC. Museu Nacional de l'Iraq a Bagdad.
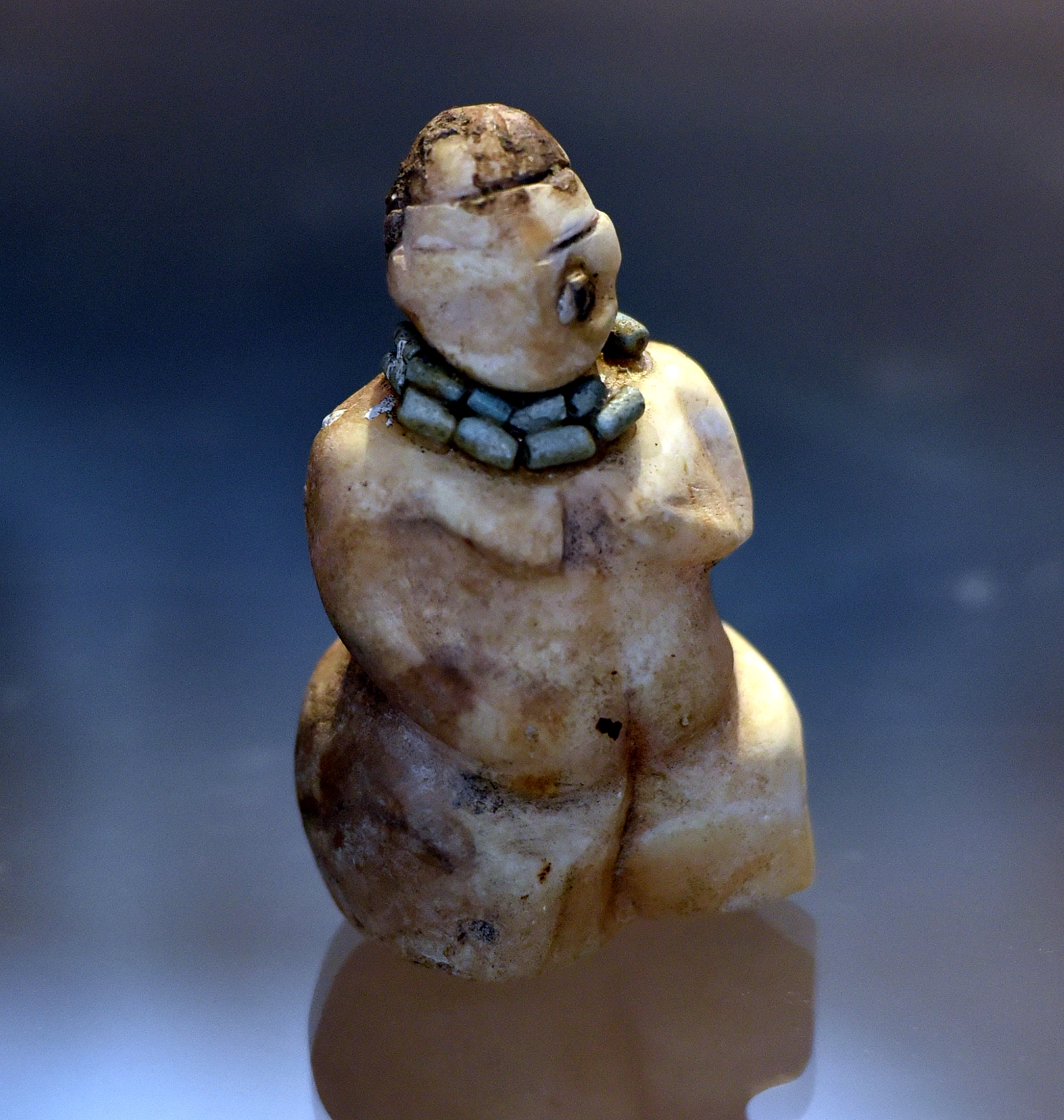
Estatueta femenina de Tell es Sawwan, període Samarra. Museu Nacional de l'Iraq a Bagdad

Els nivells iii i iv de Tell es Sawwan confirmen l'ús del plànol de casa mesopotàmica «tripartit» ja descobert a l'època Hassuna però que pren forma de T majúscula. Aquests nivells es caracteritzen, a més, per la ceràmica fina de Samarra i per una segon tipus d'edificació que sembla servir de «graners» identificats pel seu sòl cobert de calç i en el qual hi ha instruments agrícoles. Totes aquestes cases, envoltades per una paret de tàpia (també visible a Choga Mami) i un fossat, estan formades per habitacions notablement petites. Això suggereix l'ús d'una coberta plana per a les activitats diàries o implica la presència d'un terra que cobreix tota la superfície a la qual s'accedeix per una escala. Aquesta darrera configuració podria implicar una distribució d'activitats entre dos nivells: a la planta baixa hi ha les zones de serveis, reserves, tallers i s'hi desenvolupa la vida del bestiar; a dalt hi ha les sales d'estar, una sèrie d'habitacions i diverses cambres. L'ús de maó cru modelat està demostrat a Tell es Sawwan, Bouqras i Samarra. Aquest procés constructiu (del qual es coneixen alguns intents anteriors aïllats) es va generalitzar durant el període de Samarra. Això permet estandarditzar i racionalitzar la construcció segons un pla preestablert. Prefigura l'arquitectura dels zigurats i grans edificis de Mesopotàmia de l'època històrica.
En la fase de Samarra apareixen els primers edificis «públics» mesopotàmics, testimoni d'activitats socials i religioses. Es poden considerar els avantpassats dels santuaris mesopotàmics. Les tombes de sota dels últims nivells de Tell es Sawwan contenen objectes funeraris composts principalment per ceràmica i figuretes d'argila, que contrasta molt amb les tombes dels primers nivells.
Choga Mami, a uns 2 quilòmetres de la frontera iraniana (al nord-est de Bagdad), està construït sobre un eix de comunicacions al llarg dels Zagros on hi ha aigua disponible. Aquí les cases es construeixen molt juntes amb grans patis separats que potser constitueixen zones de treball. Els antics habitants de Samarra criaven ovelles i cabres, i caçaven gaseles i uros. Al sud de Mesopotàmia, amb poca pluviositat, els pagesos han de recórrer al regadiu per fertilitzar sòls ja sotmesos a l'erosió i la salinització. Va ser a Choga Mami on es van descobrir els primers rastres de canals de reg.
Al final del període de Samarra, els segells i altres dispositius de «contracte» es van utilitzar més àmpliament al centre i el nord de Mesopotàmia. Només un petit nombre d'aquests segells apareixen al sud de Mesopotàmia, però aquesta absència podria ser causada per la dificultat d'explorar les capes sedimentàries de la regió.

### La cultura de Halaf
A l'Alt Jazira i a la resta de l'Alta Mesopotàmia, la cultura de Halaf (al voltant del 6100-5200 aC) es va desenvolupar paral·lelament a la cultura de Samarra. Rep el nom del lloc on es van descobrir els primers exemples de ceràmica ricament decorada l'any 1929; el jaciment de Tell Halaf a la frontera turco-síria. Més tard es van descobrir altres fragments d'aquesta ceràmica a Nínive, Tell Arpachiyah (tots dos als afores de l'actual Mossul) i molts altres llocs com Chagar Bazar, Tepe Gawra, Yarim Tepe, també al nord de Síria (Yunus Höyük) i al sud-est d'Anatòlia, a Domuztepe. Juntament amb l'obsidiana d'Anatòlia, la ceràmica Halaf és, de tot tipus de ceràmica antiga, la ceràmica més distribuïda; es troba des de Zagros fins al Mediterrani, en una distància aproximada de 1.200 km. Però és a la vall de Belikh, al jaciment de Tell Sabi Abyad, on es descobreixen els vestigis més antics d'aquesta cultura. És aquí on es va descobrir una ceràmica de tipus Samarra tardà, anomenada aquí «Halaf de transició», que es va transformar en un autèntic Halaf primerenc, determinant així l'origen de la cultura d'Halaf, inicialment percebuda com a localitzada al nord-est d'Anatòlia.

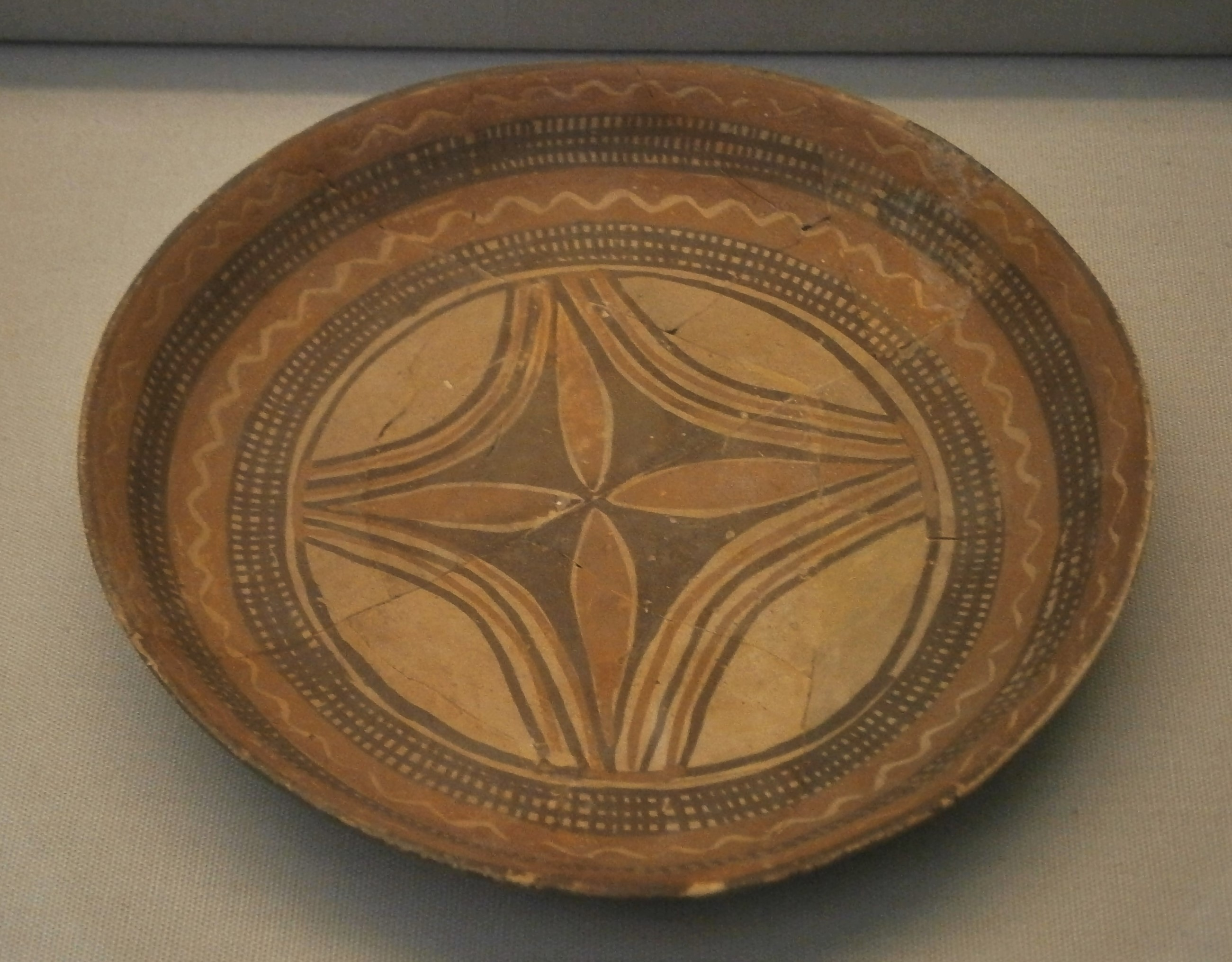
Plat amb decoració pintada, Halaf recent (c. 5600-5200 aC), Tell Arpachiyah, Iraq. Museu Britànic
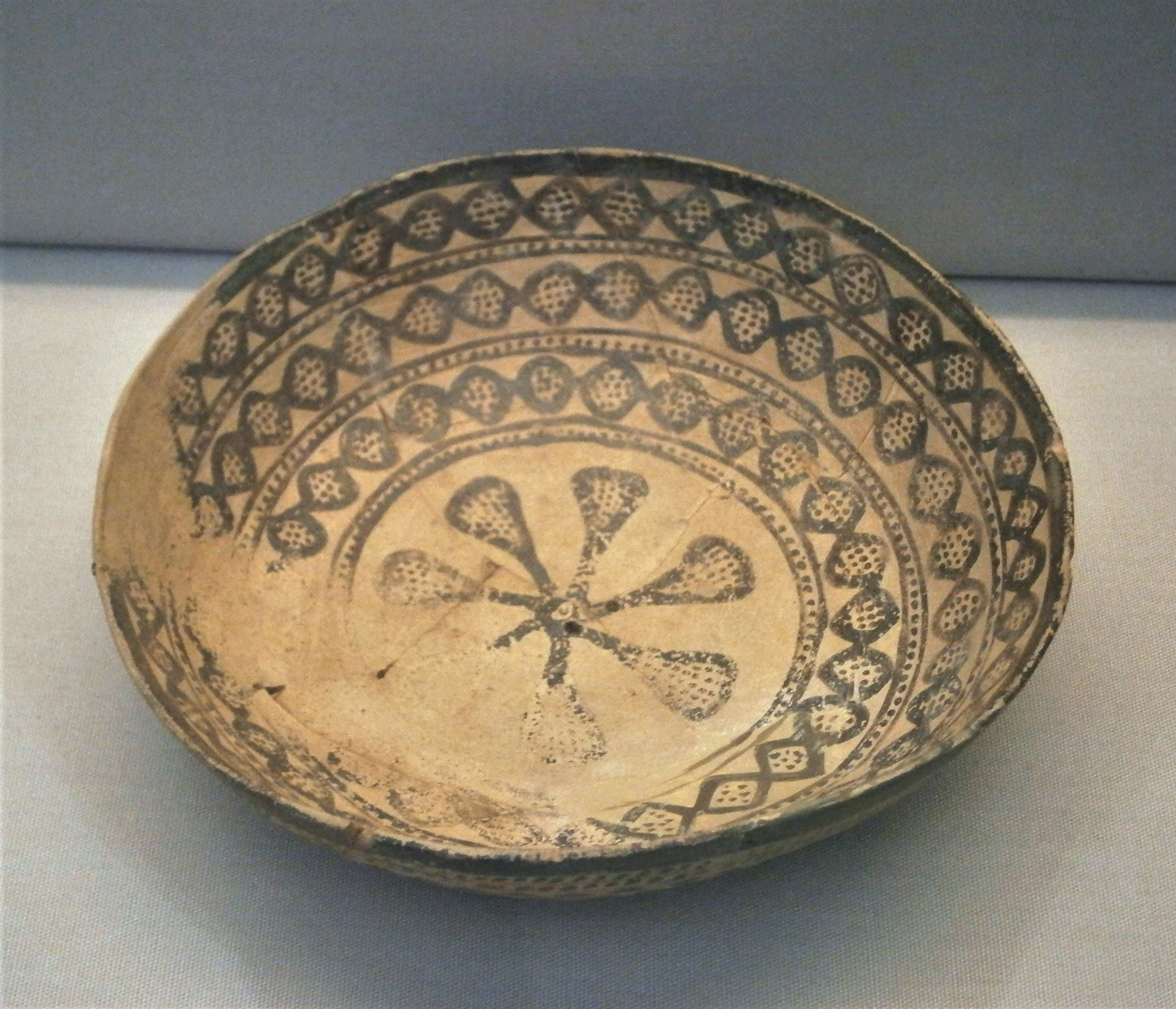
Bol amb decoració pintada, Halaf recent (c. 5600-5200 aC), Tell Arpachiyah, Iraq. Museu Britànic
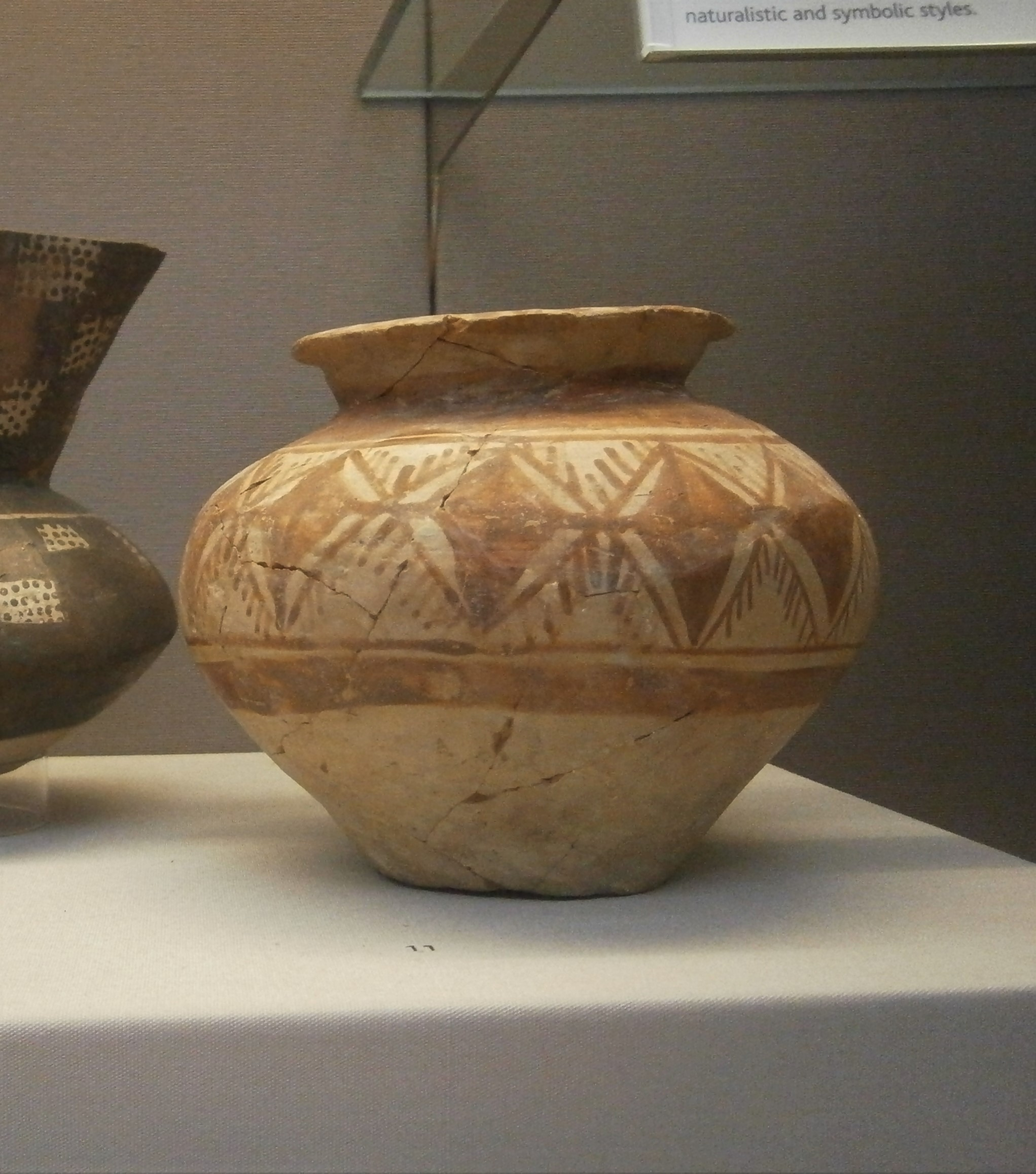
Gerro amb decoració pintada, Halaf recent(c. 5600-5200 aC), Chagar Baçar, Síria. Museu Britànic

La cultura de Halaf es caracteritza per la ceràmica que és una continuació de la de Samarra, però aquesta és tècnicament més elaborada. Tant és així que dona fe d'una especialització molt més gran dels artesans terrissers, que ja era visible durant l'època de Samarra. Aquestes ceràmiques, de pasta molt fina, estan sotmeses a una cocció més calenta i més oxidant que les dona un color ataronjat o brillant, creada mitjançant una roda girada lentament a mà, (el primer mètode rotatiu de fabricació de ceràmica), estan fetes d'argiles locals curosament seleccionades. La seva cocció es fa generalment en forns de base rodona o ovalada, amb tiratge ascendent. Aquests estan equipats amb una sola cambra (terrissa i combustible a la mateixa cambra) per ser substituïts progressivament per forns de doble cambra (terrissa i combustible separats) que permeten una millor distribució de la calor en els objectes a cocció. Inicialment dominades per patrons geomètrics (triangles, quadrats, escaquers, creus, fistons, petits cercles i plomejats creuats), les decoracions de ceràmica consisteixen gradualment en patrons decoratius més complexos com els patrons sempre molt estilitzats de plantes o animals: ocells, gaseles i guepards en repòs. Altres motius són sens dubte més religiosos amb bucranis (caps de bou estilitzats), dobles eixos o «creus patents» (quadrat amb un triangle a cada cantonada). A l'Eufrates, les excavacions han revelat decoracions bicromades negres i vermelles i, en menor nombre, a la riba del Khabur, decoracions policromades que combinen vermell, negre i blanc.

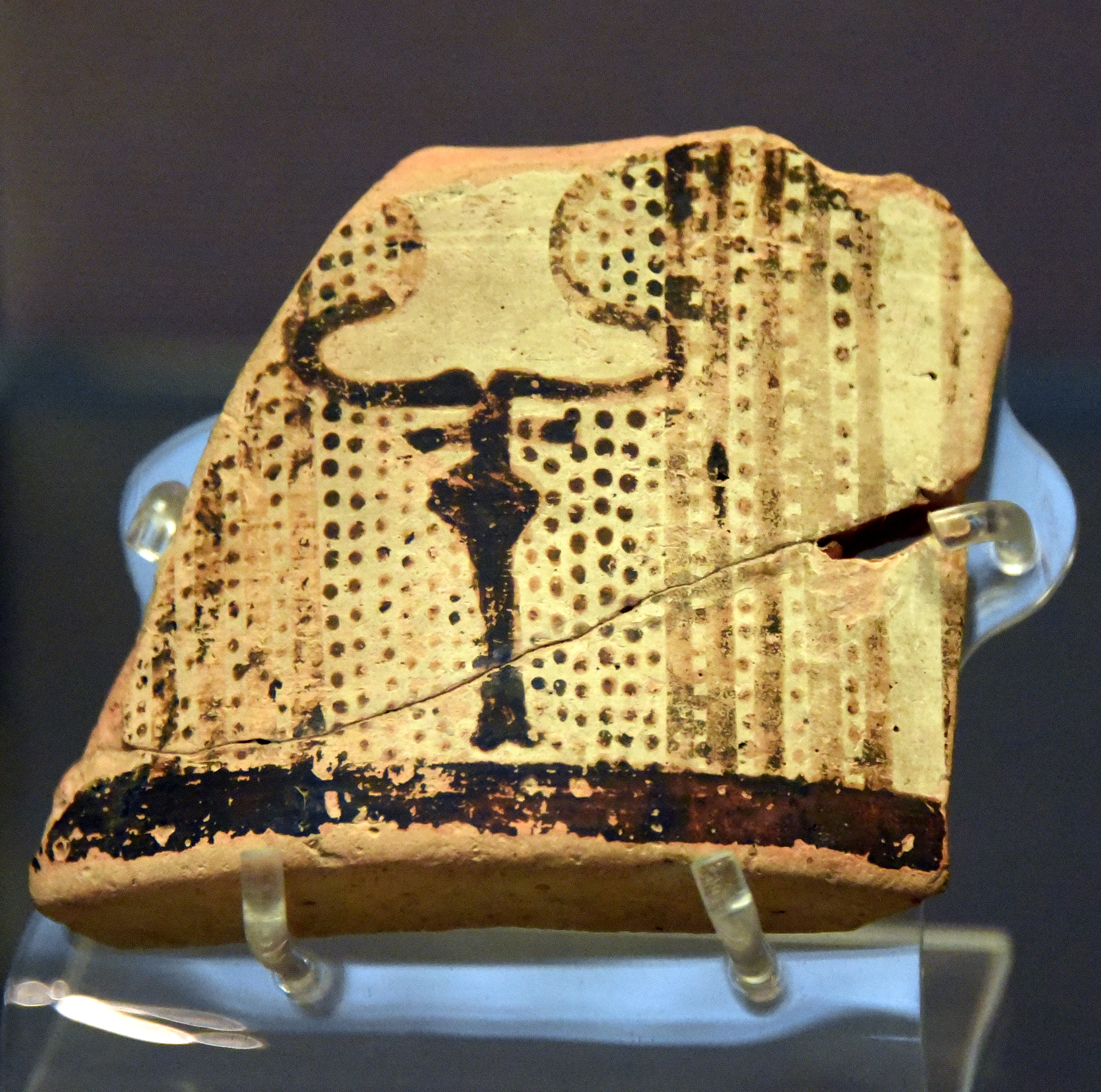
Ceràmica trencada. L'exterior està pintat amb un bucrani. Tell Arpachiyah, Iraq. Període Halaf (6000-5000 aC). Museu Britànic
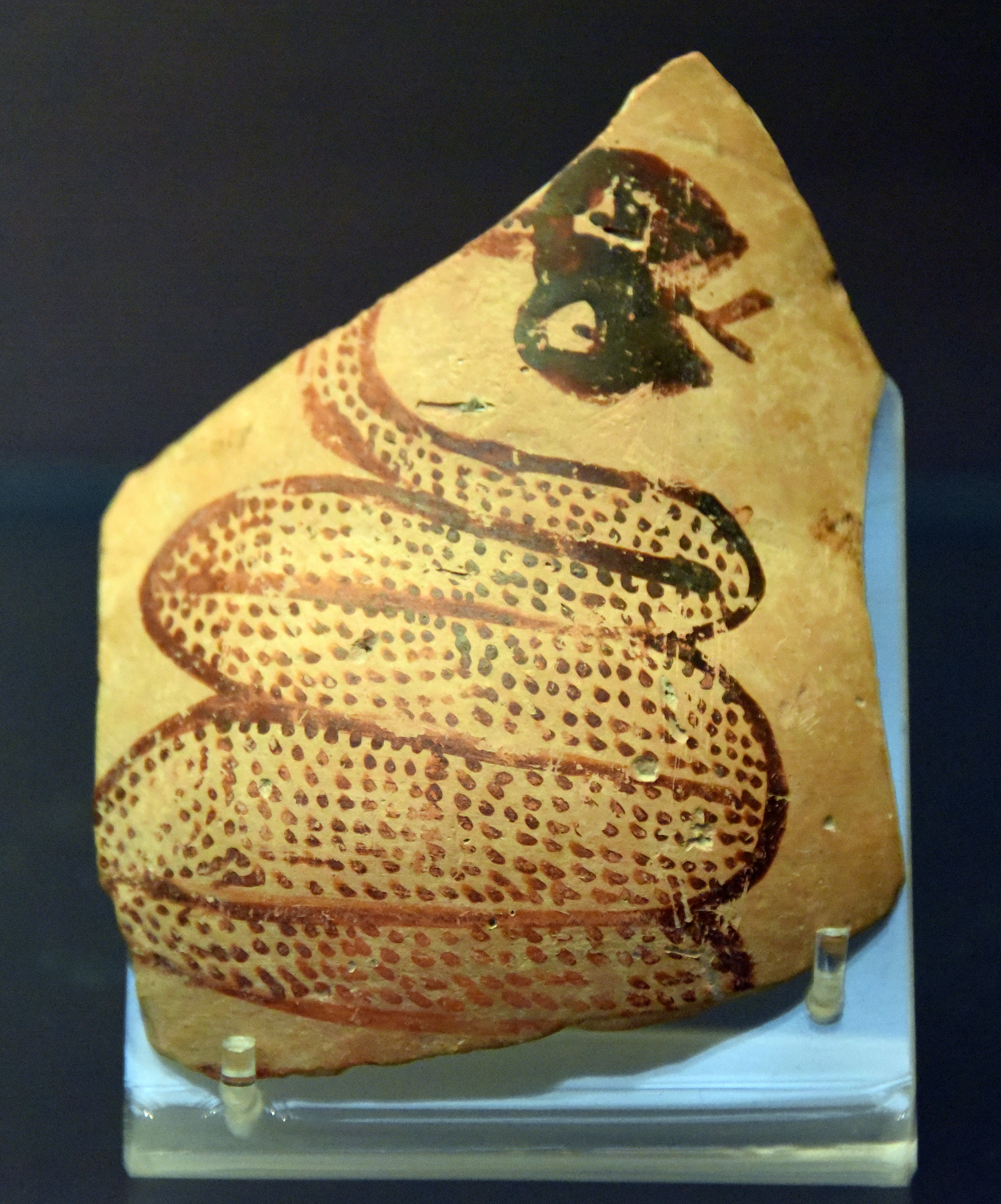
Ceràmica trencada decorada amb una serp que treu la llengua.Tell Arpachiyah, Iraq. Període Halaf (6000-5000 aC). Museu Britànic
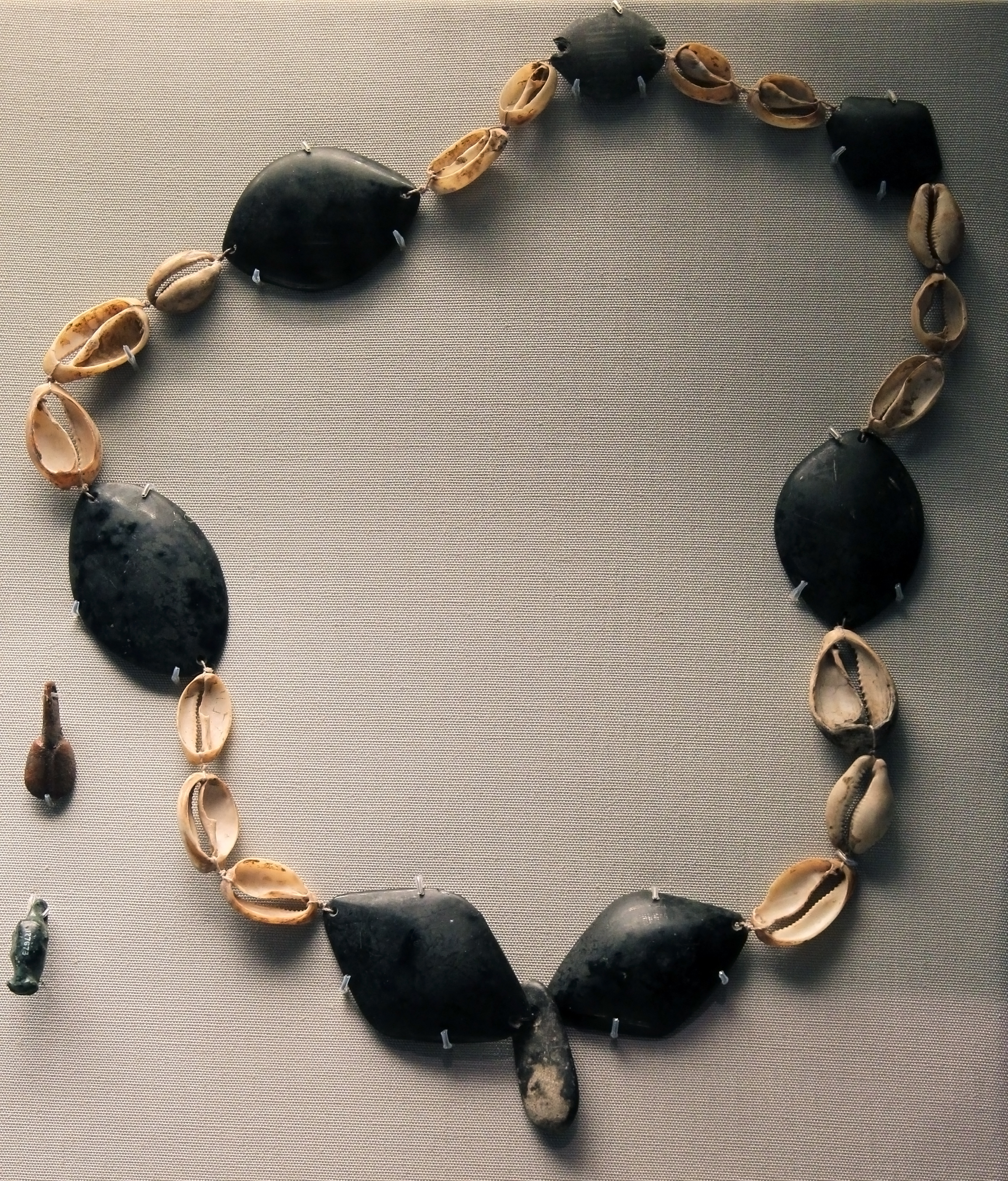
Collaret descobert a Tell Arpachiyah, fet amb comptes d'obsidiana i cloïsses de cauris del golf Pèrsic pintades antigament amb ocre vermell. Museu Britànic

Sembla que la ceràmica tipus Halaf es fèia en centres especialitzats com Tell Arpachiyah, Tell Brak, Chagar Bazar i Tell Halaf. A Tell Arpachiyah, sota els nivells superiors datats a l'Obeid, els arqueòlegs han descobert el que semblen ser tallers o botigues de ceràmica perquè hi havia nombroses eines de fabricació de ceràmica i d'asclat; objectes de pedra i obsidiana, un gran nombre de nuclis de sílex i obsidiana. Aquest nivell es va cremar completament, aparentment deliberadament, probablement per motius rituals. És possible que Tell Arpachiyah sigui un lloc religiós especial; una zona d'edificis rodons (erradament equiparat amb el tholos de Micenes), envoltat per un mur circumdant, té molts enterraments, però, a diferència de les construccions rodones d'altres llocs, no hi ha cap rastre d'habitatge.
Un cop produïda al centre de producció, la ceràmica és transportada, a través de centres de relleus, a destinacions més llunyanes, sobretot al golf Pèrsic a canvi d'altres productes. A part d'aquests centres de producció, els pobles de cultura de Halaf tenen la característica comuna de ser sovint molt petits. L'expansió d'aquesta cultura sembla passar pas a pas; tan bon punt un poble supera el centenar d'habitants, els colons marxen per construir un nou poble no gaire llunyà. Per al prehistoriador Jean-Paul Demoule, aquesta és la marca d'una societat poc jeràrquica que evoluciona en aglomeracions humanes restringides. Per a Georges Roux «res no indica una invasió brutal i tot el que sabem d'ells indica la lenta infiltració d'un poble pacífic». Però per a l'investigadora Joan Oates, hi ha prou evidència d'aquesta cultura de deformació cranial voluntària, una «pràctica amb un considerable potencial d'elitisme» ja esmentada en l'apartat dedicat a l'època de Samarra. A Tell Arpachiyah, la dentició trobada als cranis deformats indica que els seus portadors estan relacionats genèticament, cosa que suggereix la creació d'un grup familiar d'elit.
Un altre aspecte notable de la cultura de Halaf consisteix en figuretes femenines de dones parint, típiques d'aquesta cultura. Representen una dona asseguda i recolzant els seus pits amb els braços. El cos està decorat amb línies i trets que semblen representar tatuatges, joies o roba. El cap es representa sovint per una soca del coll aplanada sobre la qual de vegades es dibuixen dos grans ulls. Poden ser talismans contra l'esterilitat.

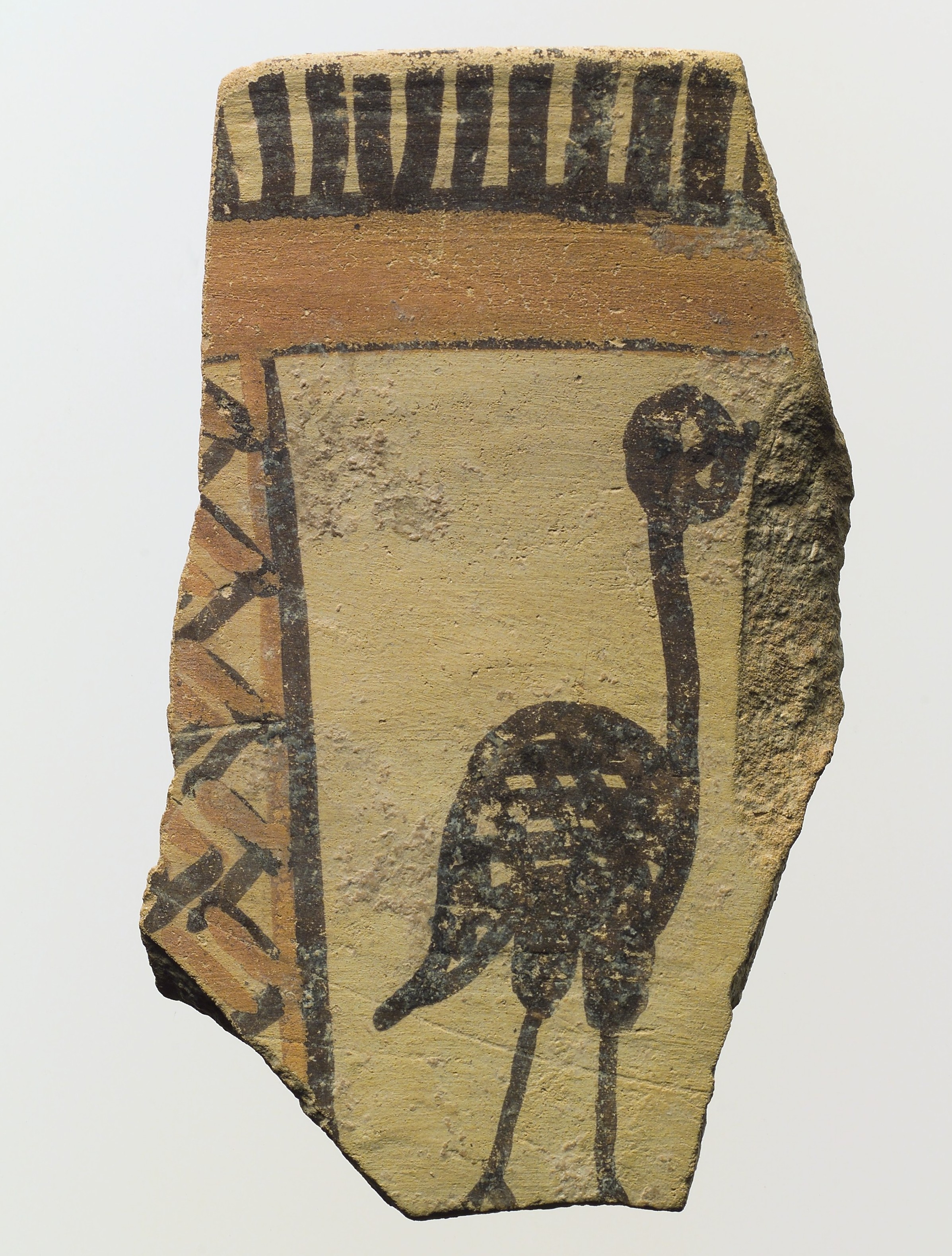
Ceràmica trencada amb decoració bicromada amb un ocell estilitzat de perfil.[112] Museu Metropolità d'Art
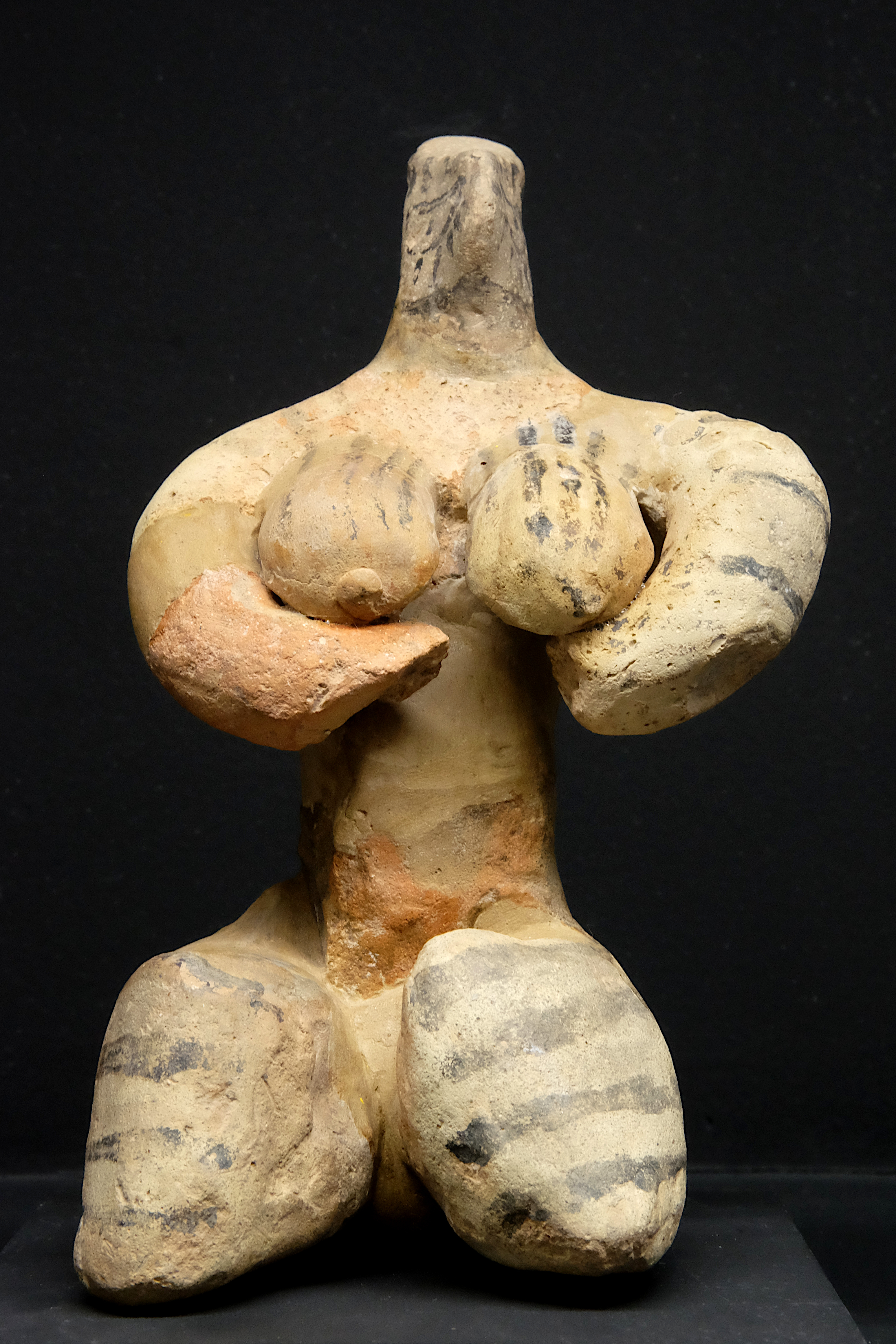
Figureta de dona parint asseguda de l'època Halaf. Les ratlles de pintura estan pintades amb henna, la part superior dels braços mostra traces d'escarificació.[113] Museus Reials d'Art i Història de Brussel·les
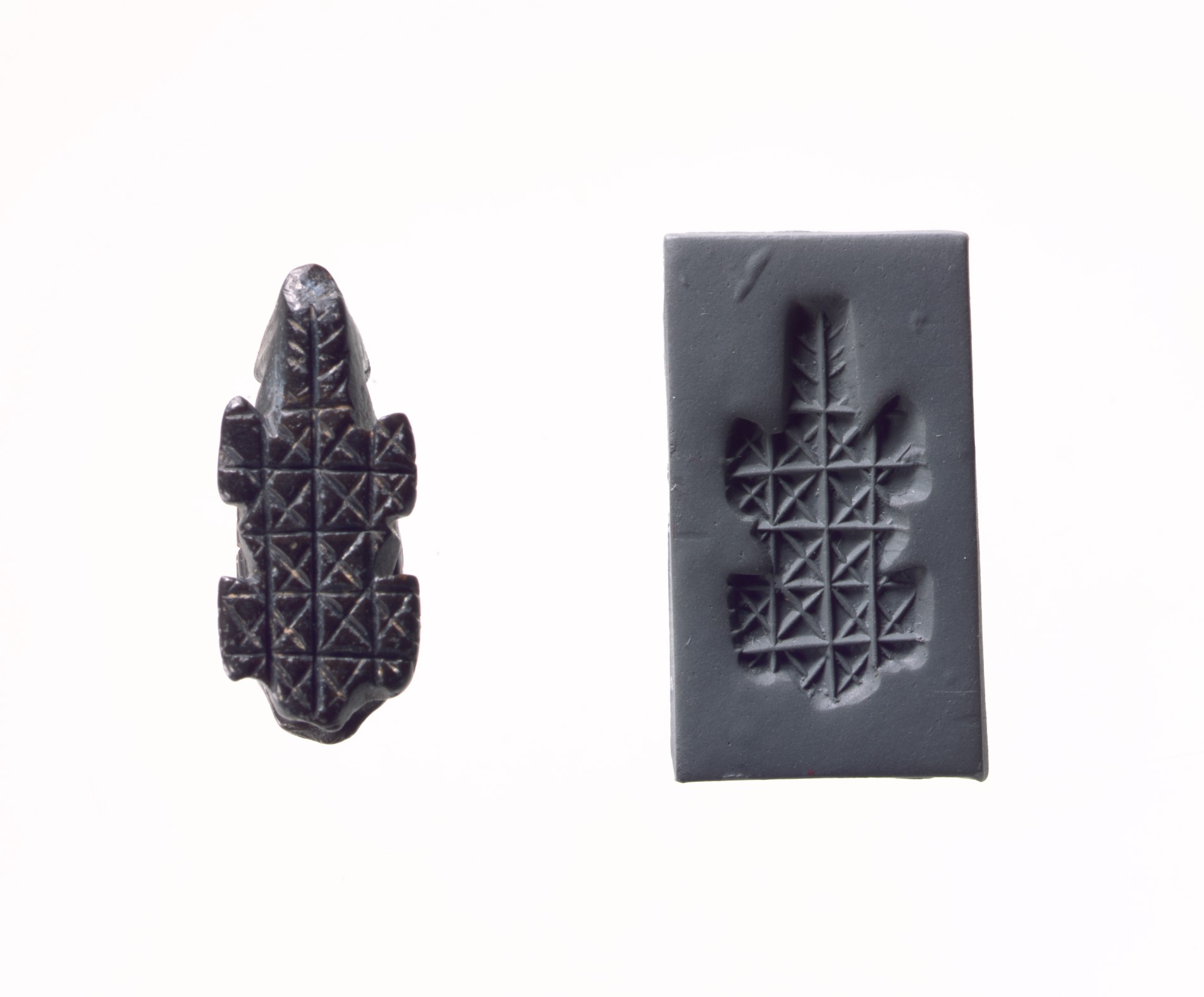
Segell i la seva impressió moderna amb dibuix geomètric del període Halaf. Origen: Nord de Síria (vers 5600-5000 aC).[114] Museu Metropolità d'Art

La cultura de Halaf presenta construccions circulars anomenades «tholoi» pels arqueòlegs, però que són majoritàriament habitatges (a diferència dels tholoi de Micenes). Construïdes amb tova o maons sobre bases de còdols, de vegades tenen una extensió quadrangular i estan cobertes amb una cúpula. Les llavors de plantes domesticades conreades en agricultura de secà recollides als pobles indiquen que, com els seus contemporanis a Samarra i Hassuna, els habitants de les cases rodones de la cultura de Halaf són en gran part agricultors-ramaders. Això no impedeix l'existència de pastors itinerants entre els pobles base i els camps de transhumància ocupats estacionalment. Els ossos trobats són els d'animals comuns com ovelles, porcs, cabres i bous.
Cal destacar l'existència marginal d'una forma de caça que evoluciona des d'una pràctica col·lectiva, característica del PPNB, cap a una caça més individual practicada per un grup més reduït de persones. Aquesta caça, observada a partir dels ossos d'animals salvatges (gaseles, onagres, cérvols, daines i cabirols), sembla més important a les comunitats situades al sud on les estepes són més àrides. El producte d'aquesta caça podria haver estat intercanviat per productes vegetals cultivats més al nord. Principalment alimentària, també es practica per protegir ramats, camps i bestiar. Tanmateix, les fletxes halafianes, sens dubte recobertes de verí, són rares i estan fetes de sílex local, sovint de mala qualitat, i més rarament d'obsidiana. La majoria de les fletxes trobades encara estan sense utilitzar. En conseqüència, es podrien haver utilitzat altres armes fetes de material perible com fones o trampes.
A Tell Sabi Abyad, els arqueòlegs van descobrir unes 300 impressions de segells fetes amb argila, sense que es trobessin els seus segells originals. Aquestes impressions segellen recipients, cistelles o gerros transportables. Molt més nombroses que les ja descobertes per als períodes de Samarra, aquestes estampes representen cabres, plantes i patrons geomètrics. Com passa amb Samarra, és difícil deduir-ne un significat, a part que podria ser una pràctica administrativa de tipus «contracte» o reflectir una voluntat de controlar la circulació de mercaderies o bens. Altres impressions de segells que pertanyen al final del període Halaf també es van descobrir a Tell Arpachiyah.

### Desenvolupament i difusió de la cultura Obeid
El llarg període Obeid (al voltant del 6500-3900 aC) fa referència a una fase final del Neolític i una fase inicial del Calcolític de la Prehistòria i deu el seu nom al jaciment de Tell El Obeid, situat no lluny d'Ur. Leonard Woolley el va descobrir l'any 1924, mentre dirigia les excavacions d'un temple sumeri, nombrosos testimonis de ceràmica monocroma d'una cultura diferent. Més aspra i menys cuidada que la ceràmica de la cultura d'Halaf, aquesta ceràmica decorada, sovint precipitadament, amb motius geomètrics i de vegades inspirada en la natura, també es va descobrir en un antic cementiri dels voltants.
Més tard, les restes de la ciutat d'Eridu proporcionen la primera informació important sobre l'arquitectura de la cultura d'Obeid. Posteriorment, el descobriment a la dècada del 1980 del jaciment de Tell el-'Oueili, al nord de la ciutat moderna de Nasiriyah, va revelar el caràcter molt més antic de la cultura d'Obeid i va retrocedir els seus orígens cap al 6500 aC, atribuint així Tell El Obeid a una fase molt tardana de la seva cultura homònima. El terme «cultura d'Obeid» és, per tant, un nom força convencional que no reflecteix una continuïtat o uniformitat real d'aquesta cultura.

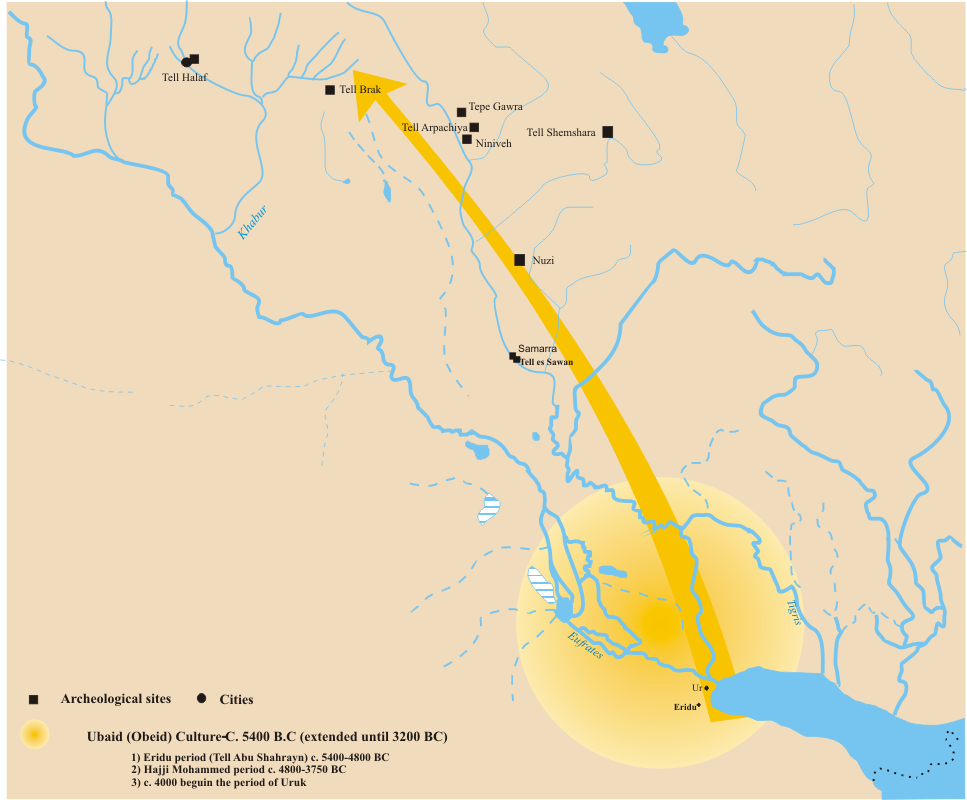
Expansió cap al nord de la cultura Obeid
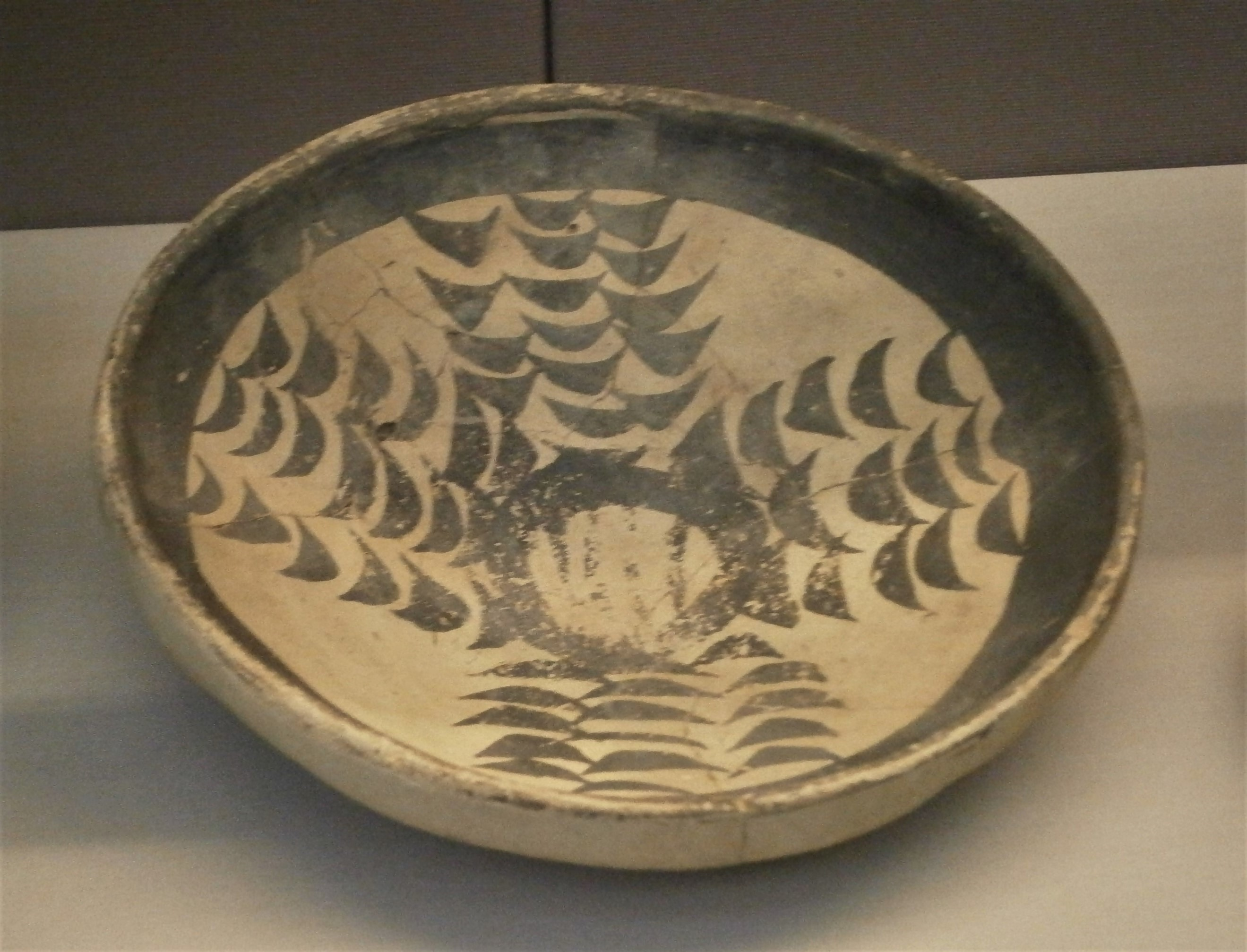
Bol pintat amb motius geomètrics foscos, Ur. Museu Britànic

A partir de les evolucions visibles de les formes i decoracions de la ceràmica relacionades amb aquesta cultura, els investigadors distingeixen sis fases successives, numerades del 0 al 5, i que porten el nom del seu jaciment representatiu. L'antic Obeid està documentat principalment pels jaciments de Tell el-'Oueili (Obeid 0 i 1), Eridu i Hajji Mohammed (Obeid 1 i 2), que són els jaciments més antics coneguts de la Baixa Mesopotàmia (al voltant del 6500-5300 aC). Les últimes fases 3, 4 i 5 són, entre d'altres, documentades pel mateix Tell El Obeid, però estan especialment marcades per l'expansió de la cultura obeidiana cap al nord de l'Iraq i el nord-est de Síria a mitjans de segle vi aC amb, com a llocs significatius, Tepe Gawra, al nord-est de Nínive, i Zeidan, prop de la confluència dels rius Khabur i Eufrates. A més, la cultura d'Obeid també sembla estendre's cap al sud; llocs relacionats amb la cultura d'Obeid també estan presents a Kuwait i contenen proves de l'ús de vaixells que suggereixen el desenvolupament de la pesca i potser fins i tot la presència de bussejadors de perles. També es documenten llocs estacionals al llarg de la costa nord-est de l'Aràbia Saudita i a Qatar. Al sud dels Emirats Àrabs Units també s'han trobat fragments vinculats a la cultura Obeid.
Fins al final del mil·lenni v aC, el caràcter igualitari i no estratificat de les comunitats de la cultura d'Obeid és generalment acceptat; com a les comunitats del Neolític final, el lideratge temporal i cíclic (basat en una identitat corporativa comunitària) sembla estar en mans dels Ancians. L'escassetat de marques d'estatus i de diferenciació a les restes, la virtual absència d'objectes de luxe, exòtics o de prestigi, en pobles generalment petits i on les diferències en l'arquitectura individual són molt petites, són indicadors d'un tipus d'organització poc jeràrquica. A això s'afegeix, fins i tot en llocs probablement d'importància regional, la raresa de segells vinculats al control administratiu així com una aparent absència d'especialització en els oficis. Va ser només cap als darrers segles de l'ocupació de Tell Abada (finals del mil·lenni v aC) que els arqueòlegs van observar una activitat especialitzada en l'elaboració de ceràmica i l'ús intensiu de fitxes retoladores, senyal d'una gestió més elaborada de l'administració.

#### La cultura de l'Obeid del Sud

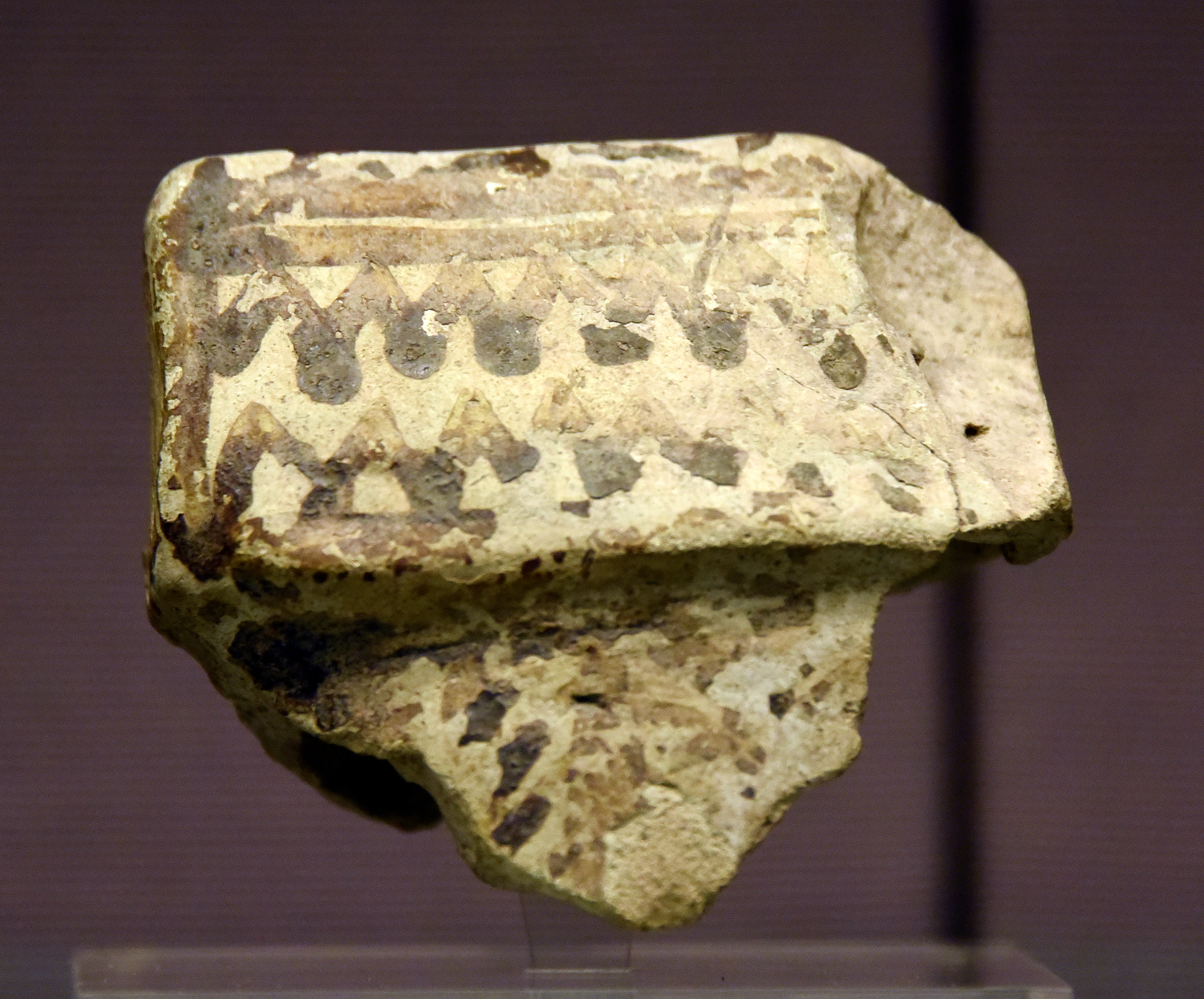
Maqueta en terracota d'una casa de la qual només en queda la teulada de canya, representada per les línies de pintura. Tell El Obeid 5900-4000 aC. Museu Britànic, Londres

Descrites com «illes encastades en una plana pantanosa» encara evocades en impressions de segells cilíndrics des del final del mil·lenni iv aC, els jaciments descoberts fins ara al sud de Mesopotàmia es troben en terrasses anomenades «closques de tortuga», vestigis de terrasses al·luvials esglaonades incises durant el Plistocè que, vistes des del cel, evoquen els dibuixos d'una closca de tortuga. Aquests llocs, com Hajji Mohammed i Ras al-Amiyah, van ser descoberts accidentalment durant les obres de construcció modernes perquè es troben profundament enterrats sota gruixudes capes d'al·luvions transportades pels rius de l'antic delta de Mesopotàmia. Per tant, és probable que molts altres llocs romanguin sense explorar sota una gruixuda capa de sediments.
Els nivells explorats més antics de la cultura d'Obeid es troben a Tell el-'Oueili. Datades del 6200 aC utilitzant mesures de carboni-14, es troben just a sobre d'un nivell freàtic. Això impedeix que els arqueòlegs arribin a sòl verge i deixa una o més capes arqueològiques actualment inexplorables i no sembla que l'ocupació dels llocs comencés fins al 6200 aC ja que el nivell de neolitització de les poblacions dels nivells explorables és ramader. Ja conreen cereals com el blat i l'ordi, mentre que les carns de boví, porc, ovella i cabra són domesticades. A més, els nivells de Tell el-'Oueili d'Obeid 0 van donar ceràmica estretament relacionada amb la de Choga Mami (evidència de contactes amb la cultura de Samarra), figuretes femenines i edificis tripartits semblants al Proto-Hassuna de Tell es Sawwan.
Però els edificis semblen més grans que els de Tell es Sawwan; pals de fusta sostenen la teulada mentre que unes escales donen a unes terrasses i un gran saló amb llar de foc, un possible lloc de reunions familiars que semblen reunir dues generacions. Al costat d'aquesta sala hi ha habitacions petites, cadascuna amb una llar de foc dins d'un forat, que probablement constitueixen espais privats per a una família nuclear. A més, una altra gran estructura exterior feta d'immenses bases sembla ser un gran àtic comú. Totes aquestes construccions estan predissenyades mitjançant plànols a mida real dibuixats prèviament al terra. Aquests plànols es desenvolupen utilitzant una unitat de mesura d'aproximadament 1,75 m, o sis peus de 0,29 m. A més, el coneixement de determinades propietats geomètriques dels triangles permet dibuixar angles rectes. Les parets estan fetes de maons crus premsats entre dos taulers. Aquests maons tenen la part superior arrodonida i estan proveïts d'empremtes dactilars, afavorint així la seva adherència al morter. És només a meitats del mil·lenni vi aC (Obeid 1) que es modelen maons de mida uniforme en un marc. També s'utilitzen per a la construcció d'àtics més nombrosos però més estrets que abans.
En termes generals, malgrat el clima aparentment més humit de l'època, l'agricultura de regadiu semblava anar desenvolupant-se progressivament deixant una part a l'explotació dels pantans (peixos, canyes), un altre factor important en el desenvolupament de les comunitats humanes de la regió del sud de Mesopotàmia. Es conrea la palmera datilera així com el blat i l'ordi. El bestiar boví i porcí es cria juntament amb un nombre menor d'ovelles i cabres.
Durant l'Obeid 2 i 3, certs edificis es van expandir fins a tal punt que la comunitat d'arqueòlegs es va dividir sobre el seu ús. Per a alguns, encara que hi hagi dubtes, aquests podrien ser els primers temples de Mesopotàmia, per a altres, la religió de l'època sembla que encara es practica en petits santuaris i grans edificis descoberts sota el zigurat d'Eridu semblen més aviat destinats a reunions o a donen la benvinguda als visitants a la manera de l'actual mudhif dels àrabs dels pantans del sud de l'Iraq. Pascal Butterlin planteja la hipòtesi que els edificis comunitaris se situen al costat dels reservats al culte, tots dos construïts en el model tripartit i són ampliats al llarg dels segles. Més tard, durant el període d'Uruk, la mida dels edificis d'Uruk sembla augmentar més ràpidament que els del nord de Mespotàmia a Tepe Gaura o Tell Brak.

#### Expansió cap al nord
La tercera fase d'Obeid (al voltant de 5200-4500 aC) està marcada per una expansió cap al nord de l'Iraq i el nord-est de Síria. Ceràmica i objectes utilitaris com foradadors de fang i figuretes idèntiques als jaciments descoberts al sud també es troben als jaciments del nord: Tell Arpachiyah i Tepe Gaura situats prop de Mossul, Tell Zeidan a l'Eufrates mitjà, i fins a Değirmentepe a l'est d'Anatòlia, on apareixen els primers rastres de la metal·lúrgia del coure (calolític). Encara que està ben establert que la propagació de la cultura d'Obeid es va estendre al llarg de diversos segles a través d'un canvi lent, progressiu i pacífic, el seu mecanisme segueix sent objecte de discussió. Per a Joan Oates, aquesta propagació és producte de moviments culturals mitjançant matrimonis o sistemes d'intercanvi. Per a Jean-Daniel Forest, la cultura d'Halaf, en la seva progressió cap al sud de Mesopotàmia, es va veure obligada a adoptar l'agricultura de regadiu, imitant la cultura d'Obeid que ja hi havia, tant que aquesta darrera substitueix la cultura d'Halaf amb força rapidesa cap al nord. A no ser que es tracti d'una nova manera per a que les persones expressin la seva identitat a través de nous objectes en la seva vida quotidiana, en particular a través d'un estil de ceràmica molt semblant a la del Sud amb motius decoratius diferents, més naturalistes, el seu color tendeix més cap al vermell com la ceràmica d'Halaf i la de la cultura del Obeid del Sud.

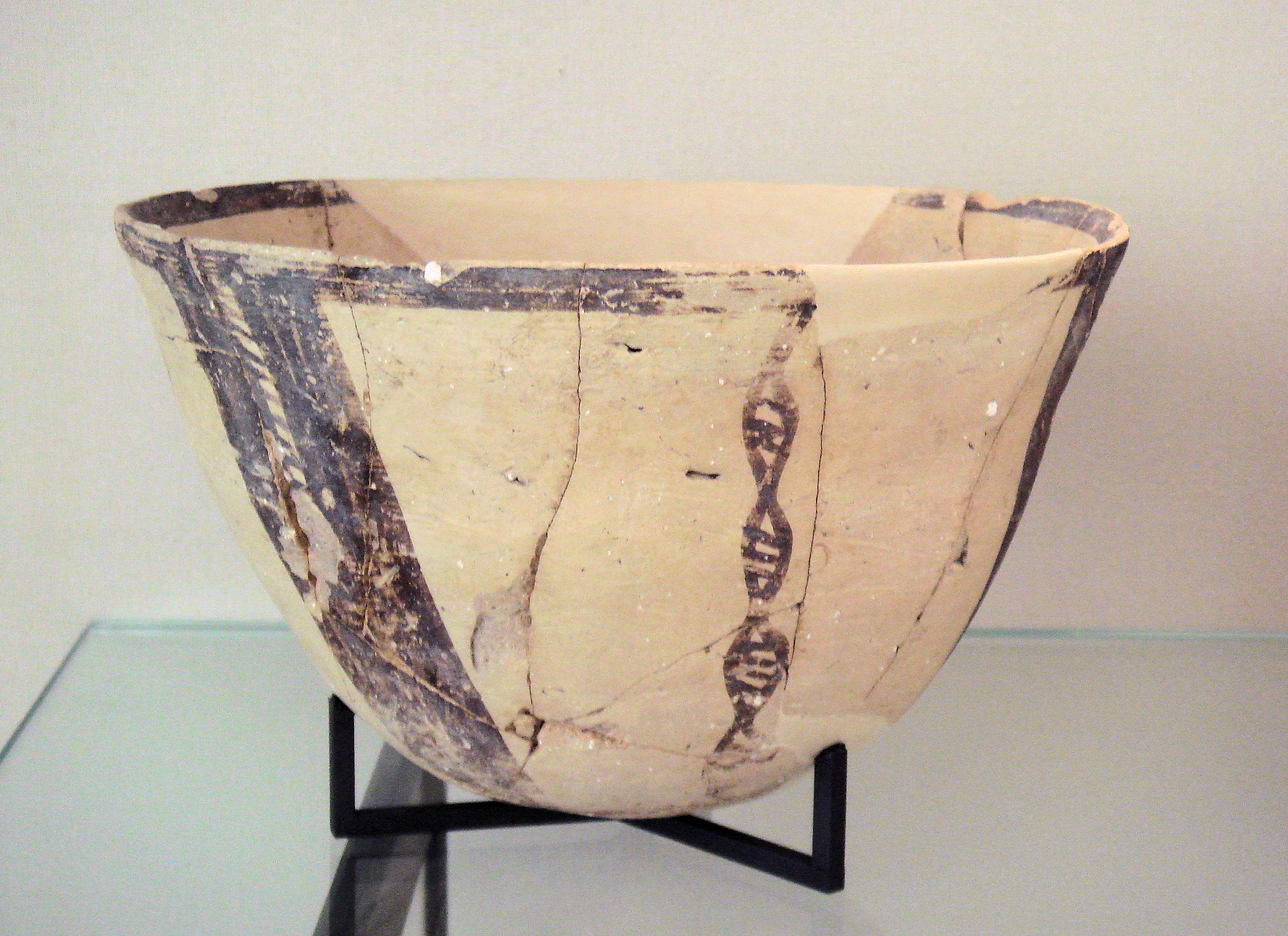
Ceràmica d'Obeid 5100-4500 aC, Tepe Gawra. Museu del Louvre, París

Cap a la meitat del mil·lenni vi aC, la forma de les cases circulars de la cultura d'Halaf de tipus «tholoi» es substitueix gradualment per cases rectangulars compostes per diverses estances típiques del període de la cultura d'Obeid del Nord. La majoria estan disposades segons un pla tripartit: les sales més petites sovint es disposen simètricament al voltant d'una gran sala central. Aquest tipus d'edificis es troben a Tell Abada (a la conca de Hamrin) on es caracteritzen per contraforts regulars, a Tepe Gaura (al nord de l'Iraq), i fins a Değirmentepe (a Anatòlia). Tell Abada també disposa d'un sistema de canalitzacions hidràuliques per portar l'aigua d'una font veïna o d'un uadi fins a una cisterna dins del poble. Sembla, a més, que el poble s'especialitzà en la fabricació de ceràmica; és aquí on es troben els indicis més antics de l'ús del torn de terrissaire, daten del mil·lenni vi aC.
El tracte als morts sembla que s'està uniformitzant progressivament. On la cultura d'Halaf presenta una gran diversitat, la cultura d'Obeid es conforma amb enterraments en tombes senzilles proveïdes d'uns quants recipients de ceràmica sense aparent diferenciació social. Si Tell Arpachiyah té un petit cementiri d'Obeïd fora dels habitatges domèstics, semblant al cementiri més gran d'Eridu que és contemporani amb ell al sud de Mesopotàmia, l'enterrament dins del poble sembla haver estat limitat a l'enterrament dels infants sota les cases. El mateix es troba a Tell Abada, on s'han trobat cinquanta-set urnes funeràries per a nadons al subsòl de grans edificis.

## Aparició de ciutats

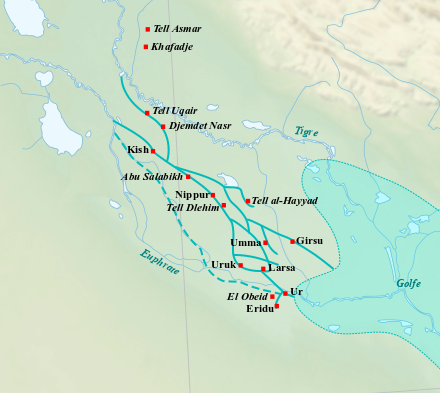
Localització dels principals llocs del sud de Mesopotàmia durant el període Uruk

La Mesopotàmia calcolítica tardana (que inclou el final del període Obeid final (al voltant del 4000-3900 aC) i el període d'Uruk (del 3900 al 3600 aC) és testimoni d'una societat que a poc a poc es va jerarquitzant al voltant de famílies influents que ocupen grans cases en les quals no ja es troben eines, adjacents al que avui dia s'identifiquen com a temples construïts en poblacions que s'amplien considerablement, dominant els pobles veïns fins a adquirir un caràcter urbà o «protourbà». A més, sembla que aquests temples alberguen una classe sagrada apel·lada a legitimar els nous «oficiants» laics amb els quals està íntimament vinculada.
El descobriment a Uruk d'un conjunt de tauletes escrites en signes simbòlics (la primera d'aquest tipus) reflecteix l'activitat d'una administració complexa i estratificada. Entre aquests textos hi ha la «Llista de títols i professions». Això és, sens dubte, posterior al mil·lenni iv aC, però la seva compilació sembla il·lustrar una situació prèvia que indica clarament una societat jeràrquica en quatre nivells amb diverses professions, grups econòmics i polítics que avança cap a una complexitat creixent.
Tots aquests elements acompanyen l'aparició de «ciutats» que semblen sorgir i evolucionar al voltant de dos pols geogràfics: les del nord de Mesopotàmia com Tell Brak o Tepe Gaura, i les del sud com Uruk. A principis del mil·lenni iv aC, les ciutats d'aquests dos pols tenen un procés de desenvolupament independent.
Tanmateix, a partir de mitjans del mil·lenni iv aC, el desenvolupament de les ciutats del nord tendeix a frenar; deixen de créixer i fins i tot comencen a contraure’s. En aquest moment, les relacions entre les dues regions del nord i del sud semblaven desequilibrar-se i van provocar una mena de «colonització» de les ciutats del nord per part de les del sud. Aquesta colonització, més sovint basada en una motivació econòmica, va tenir lloc al llarg de les rutes comercials del nord de l'Iraq, el nord de Síria i el sud-est de Turquia i es reconeix pel domini de la ceràmica en les formes característiques de la ciutat d'Uruk al sud de Mesopotàmia i per certs tipus de construcció, dissenys i pràctiques de segellat.
Habuba Kabira n'és un exemple; el jaciment sirià a la regió de l'Eufrates mitjà mostra connexions tan estretes amb el sud de Mesopotàmia que aquesta ciutat i el seu centre religiós proper de Jebel Aruda es consideren una «colònia» d'Uruk. Les cases tripartides associades a espais exteriors i de vegades formades per grans sales de recepció es van construir al llarg de carrers que s'organitzaven al voltant de les portes d'una muralla massiva. Estan envoltats per una densa col·lecció de cases més petites. Aquest darrer pla urbà podria ser semblant al d'Uruk, el lloc del qual, però, encara només es descobreix parcialment. A Haçinebi Tepe, a l'Eufrates turc, a prop de la moderna ciutat de Birecik, es troben ceràmiques locals junt amb ceràmica del sud de Mesopotàmia.
Cap al final del mil·lenni iv aC, la colonització d'Uruk sembla aturar-se; l'ús de la ceràmica d'estil meridional disminueix i desapareix. Però això no sempre va seguit d'un simple i immediat repunt de les estructures polítiques del nord; la ciutat baixa de Tell Brak està, per exemple, abandonada i el lloc decau de manera important. Per contra, a Arslantepe, on la colonització d'Uruk sembla haver estat menys aclaparadora, sorgeix un nou tipus d'elit que sembla que es basa més en el poder personal que en les institucions del temple.

### Intercanvis i control de recursos

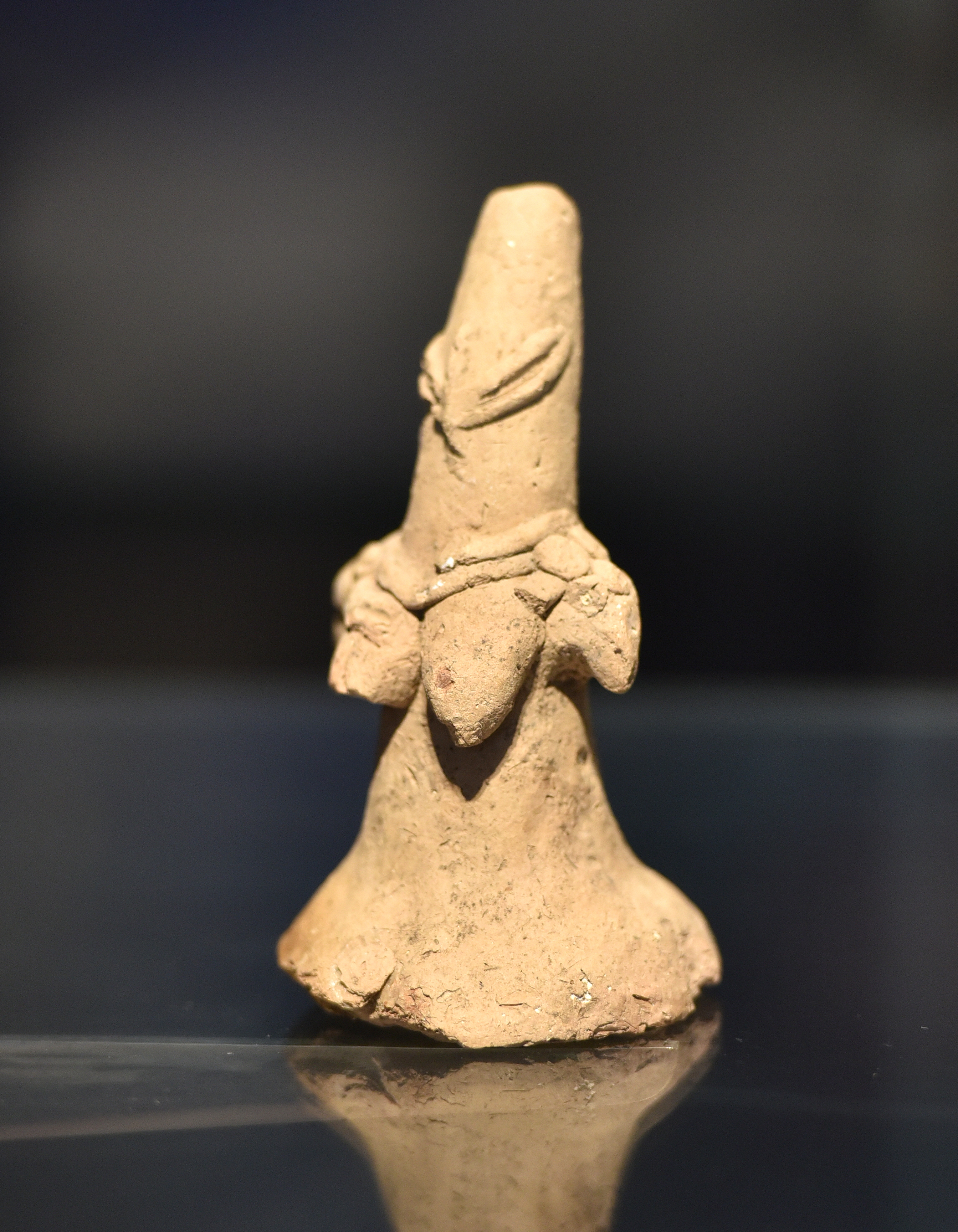
Representació primitiva de terracota d'una dona. Ur o Èridu (4000-3500 aC). Museu Nacional de l'Iraq, Bagdad

Encara que avui dia està demostrat que l'agricultura de regadiu practicada al sud (utilitzant especialment l'aixada de llavors i els carros de rodes) no és l'única causa d'una centralització de l'organització social, segueix sent un productor d'excedents alimentaris que serveix per donar suport als especialistes, líders, sacerdots o artesans que no produeixen els seus propis aliments. Aquest excedent d'aliment (acompanyat de perles i peixos) també és objecte d'intercanvis entre l'elit del Sud i la del Nord on s'utilitza una agricultura de secà menys intensiva, però on es disposa de mineral de coure i pedres precioses, obsidiana (sud-est de Turquia), fusta, o on es criaven ovelles productores de llana per fer teixits i on es va introduir el torn de terrissaire (ja conegut cap a mitjans del mil·lenni vi aC).
En la mateixa línia, l'ús més intensiu de segells i fitxes delata l'existència d'activitats econòmiques cada cop més centralitzades i controlades. Aquests segells són cada cop més complexos. S'utilitzen per segellar una gran varietat d'articles portàtils continguts en bosses, cistelles i pots, i marcar l'autoritat sota la qual es col·loca el contingut. També es col·loquen al voltant de les portes i permeten controlar l'accés a les reserves. A més, sembla que es conserven segells trencats per mantenir un registre de les transaccions. Si els segells d'argila s'associen primer a una o més unitats residencials, cap al 4000 aC es concentren gradualment al voltant de les institucions religioses recentment aparegudes.

### Diversificació d'enterraments
Si la raresa dels signes distintius a les restes d'un cementiri de finals del període Obeid a Eridu és indicativa de societats que encara estaven poc jerarquitzades fins a mitjan mil·lenni v aC, l'investigadora Joan Oates destaca que encara es desconeix l'estatus social de les persones enterrades al cementiri d'Eridu i que aquest cementiri per si sol no és un indicador de l'absència de desigualtats socials. A Tepe Gaura (al nord-est de l'Iraq, prop de Mossul), es diversifica el desenvolupament de pràctiques funeràries, abans en procés d'estandardització; el cementiri del mil·lenni vi aC veu l'aparició de tombes molt riques que contenen objectes en or, plata o altres materials rars mai vists abans, de vegades associats a enterraments d'infants.
Tell Majnuna, un túmul subsidiari del jaciment de Tell Brak, va proporcionar proves d'un enterrament massiu compost per individus parcialment articulats. Aquestes restes humanes són indicis probables de festa o massacre, cosa que suggereix una imposició violenta del poder. Això contrasta, en tot cas, amb els enterraments del període Obeid i, sens dubte, implica una pèrdua de la identitat individual.

### Artesania i art
La ceràmica pintada de cultures anteriors tendeix a desaparèixer en favor de materials més crus produïts de vegades en sèrie i de manera idèntica (els anomenats bols de «Coba» amb el símbol del «bou» incrustat en alguns d'ells també es troben a Tell Zeidan i, més tard, a Uruk) l'ús de la qual encara no està atestat, però que podrien ser mesures de racionament, indici d'una gestió més complexa dels recursos. Durant els períodes mitjans i recents d'Uruk també es podien utilitzar bols amb les vores bisellades que es troben en quantitats molt grans per a la distribució de racions normalitzades o per fer pa.
Les figuretes anomenades «caps de llangardaix», que probablement representen l'elit governant, estan molt presents, especialment a Eridu i Ur. Constitueixen una prova addicional de la pràctica de la deformació del crani, un indicador (que s'ha comentat més amunt) de l'existència d'una classe no treballadora. Una d'aquestes figuretes masculines trobades a Èridu sosté una maça que es podria interpretar com un símbol d'autoritat.

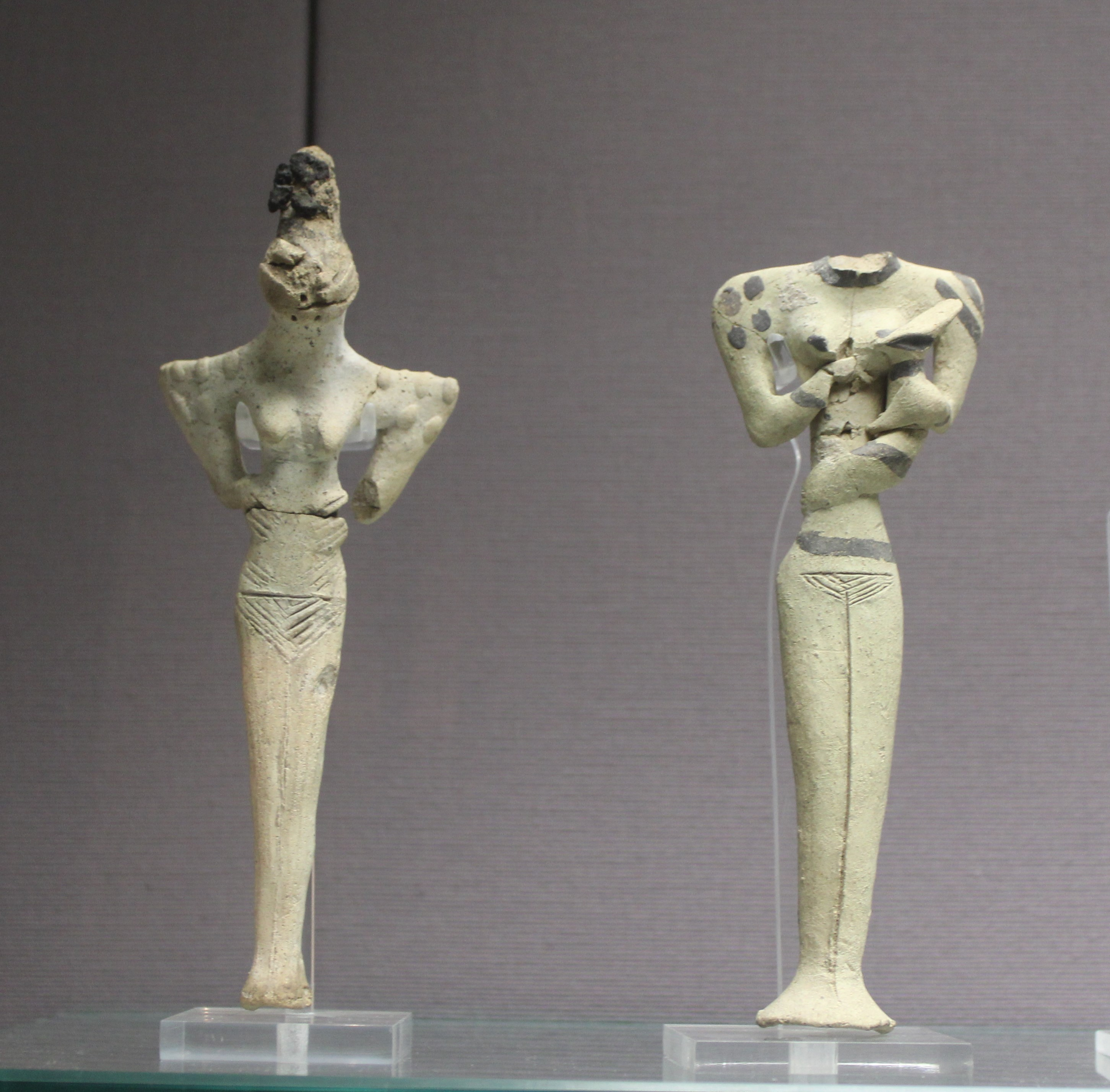
Figuretes femenines de terracota, una amb crani punxegut, Ur. Museu Britànic
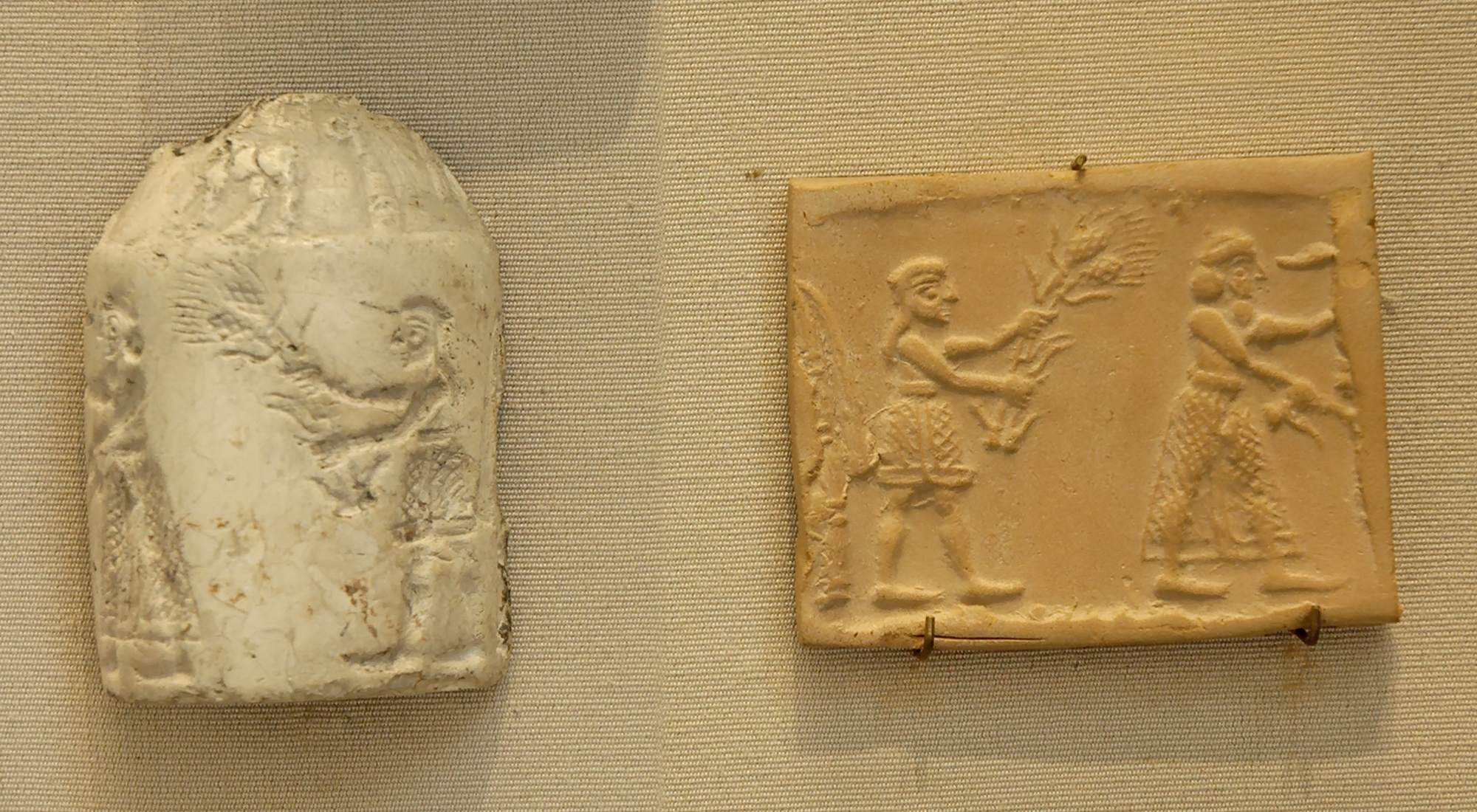
Segell cilíndric de pedra calcària i la seva impressió: el rei (l'home de la falda de xarxa) i un acòlit alimentant el ramat sagrat, període Uruk, c. al 3200 aC. Museu Britànic

A Tell Brak, es van trobar nombroses impressions de segells que dataven del 4200 al 3600 aC. Sovint representen animals com els lleons sols o en grup, les serps o les cabres. Sovint, aquests animals lluiten entre ells i els únics éssers humans representats lluiten amb un lleó o una serp fent servir armes o eines. El lleó ja pot semblar un símbol d'autoritat en temps en què el lideratge és cada cop més poderós. Això va ser abans que apareguessin a les obres d'art del sud de Mesopotàmia a finals del període Uruk. També hi ha figures híbrides que combinen humans i animals (a excepció dels caps de cabra), o que combinen caps de cabra amb potes d'altres animals o ales. Els patrons geomètrics o abstractes, les flors i algunes escenes complexes completen la col·lecció Tell Brak
Hi ha, però, un nombre important de segells que representen voltors. Símbol elegant i especialment integrat en la vida quotidiana, sembla plausible la hipòtesi que podria estar relacionat amb el tractament de les escombraries fruit d'una urbanització expansiva. La carronya i les deixalles menjades i processades pels voltors poden haver fet que els seus rapinyaires fossin considerats una benedicció pels habitants de l'època.
El mil·lenni iv aC també va veure l'aparició dels primers segells cilíndrics. Els més antics es descobreixen als nivells d'Uruk Mitjà i són anteriors als edificis d'Eanna. La seva complexitat presenta una major seguretat que els segells utilitzats anteriorment. Una figura important, «l'home amb la falda de xarxa» (o «rei-sacerdot») s'hi representa sovint, de vegades caçant un lleó, atributs o prerrogatives coneguts més tard en la història de Mesopotàmia com els de reis, sacerdots i guerrers.

### Ciutats i temples
A Tepe Gaura, l'arquitectura de les grans cases tripartides es reutilitza per a rituals i es converteix en temples sovint associats a edificis fortificats molt probablement sota el control d'una elit, que pot així exercir l'activitat política i mobilitzar la mà d'obra i la seva producció fent de sacerdot, mecenes dels santuaris o en nom de les divinitats. Així, es conserva el caràcter comunitari antigament associat a les grans cases tripartites del període Obeid, però s'utilitza per legitimar els nous «oficiants» laics i sagrats íntimament vinculats. Les cases tripartides que acullen les reunions estimades per les comunitats de l'època d'Obeid són substituïdes per aglomeracions creixents i irregulars d'edificis, les dimensions dels quals semblen reflectir les preferències individuals més que les normes i convencions comunitàries.

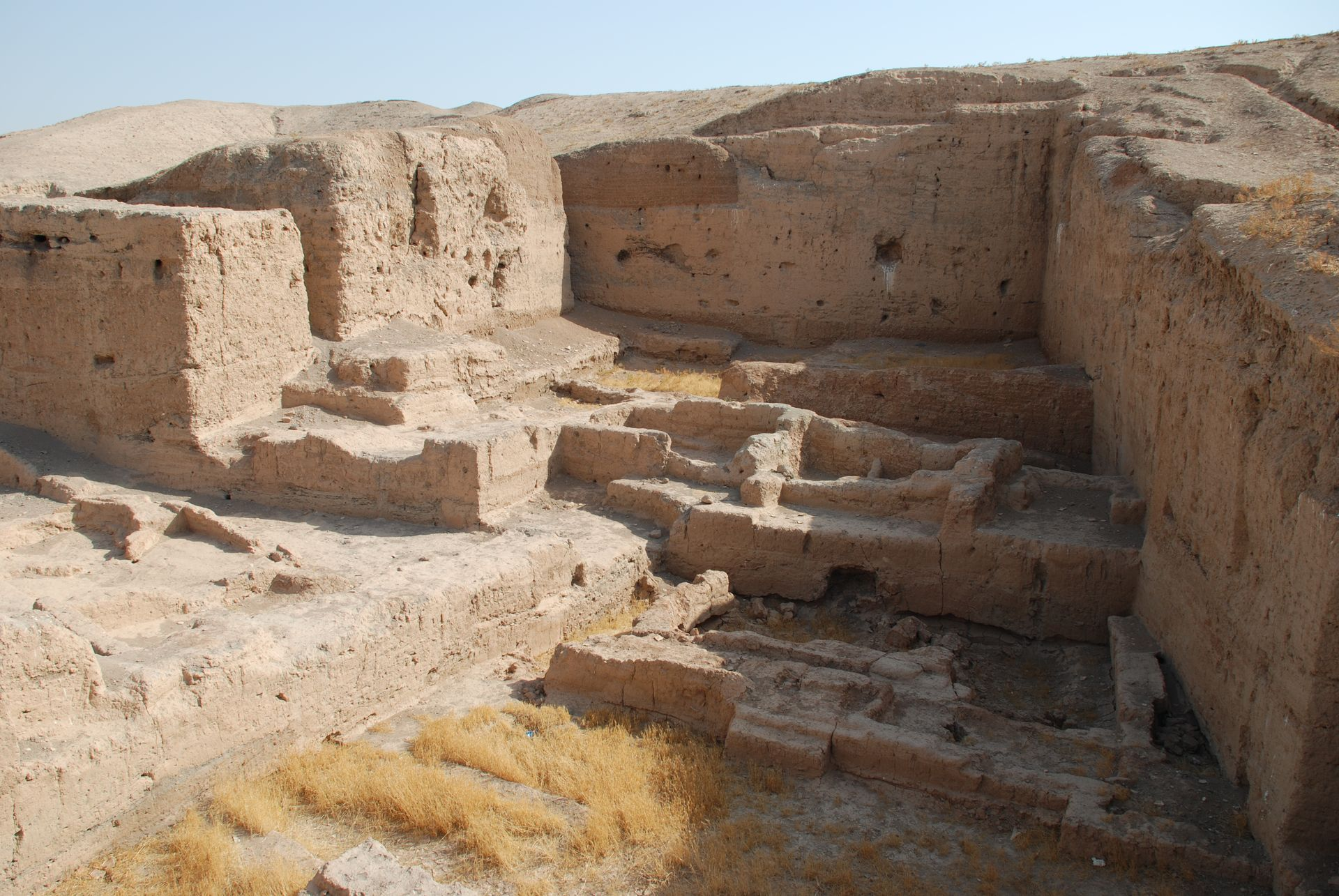
Zona d'excavació d'edificis del Calcolític tardà (zona TW) al jaciment de Tell Brak

Al mil·lenni iv aC, el lloc septentrional de Tell Brak és també una gran il·lustració del fenomen de l'expansió de la ciutat; les 45 hectàrees del tell estan ocupades. Durant aquesta fase, un cúmul de cases forma una «corona» al voltant del lloc i probablement indica una aglomeració urbana de 100 hectàrees. A més, els jaciments més petits dels voltants, que són 5 hectàrees, semblen indicar un sistema en el qual Tell Brak exerceix un domini polític i econòmic sobre les comunitats del voltant. També hi ha evidències d'arquitectura monumental associada a la religió institucional; en particular, les primeres fases del «Temple dels ulls» que daten de principis del mil·lenni iv aC, amb els seus centenars de petits «ídols d'ulls». Aleshores, aquest temple és contemporani amb l'edifici igualment impressionant de Hammam et-Turkman, al riu Belikh, al nord de Síria, amb murs de 2 metres de gruix i una façana reforçada.

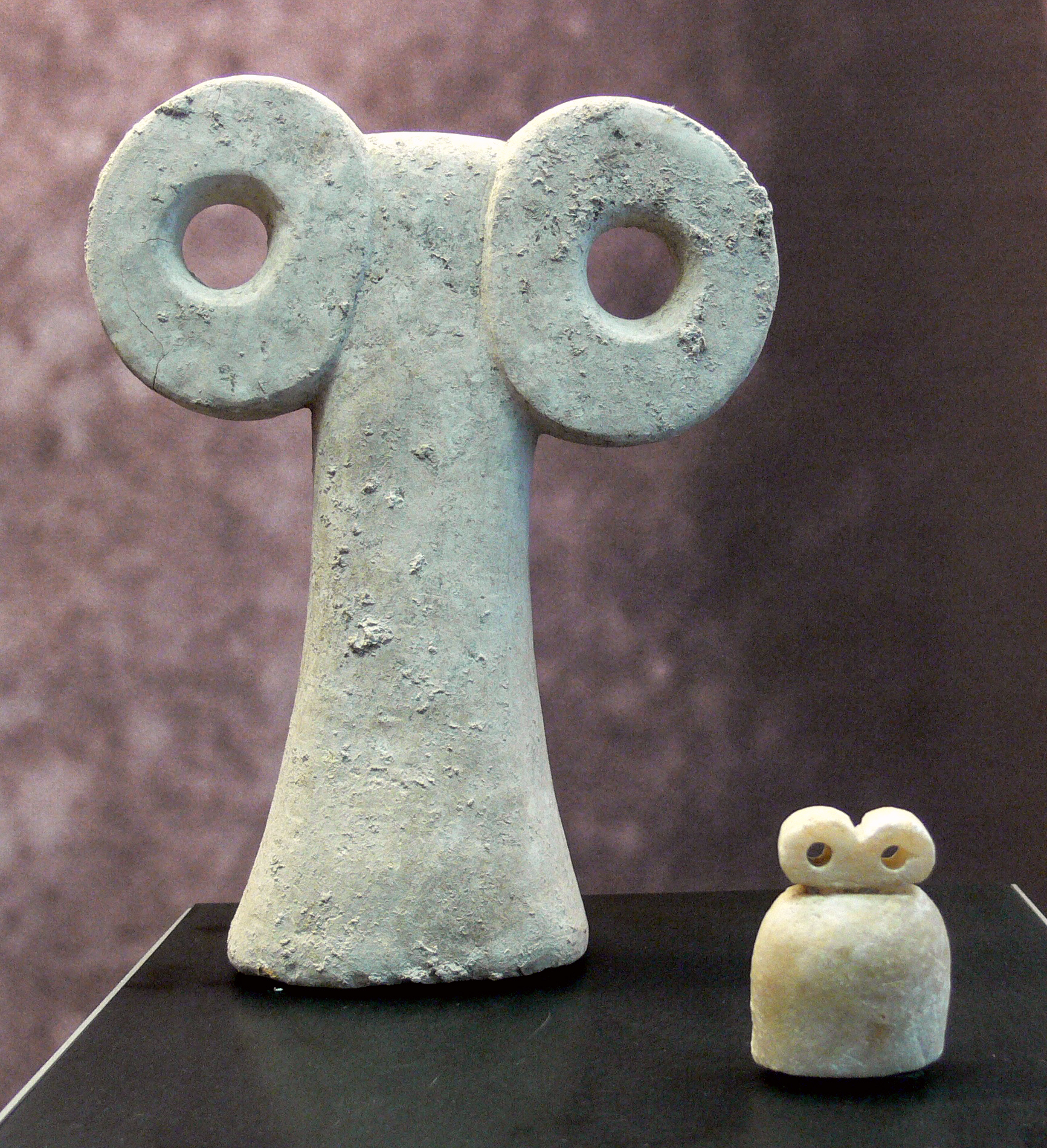
Dos «ídols d'ulls» sirians de Tell Brak. Col·lecció Ebnöther al Museu Allerheiligen, Schaffhausen
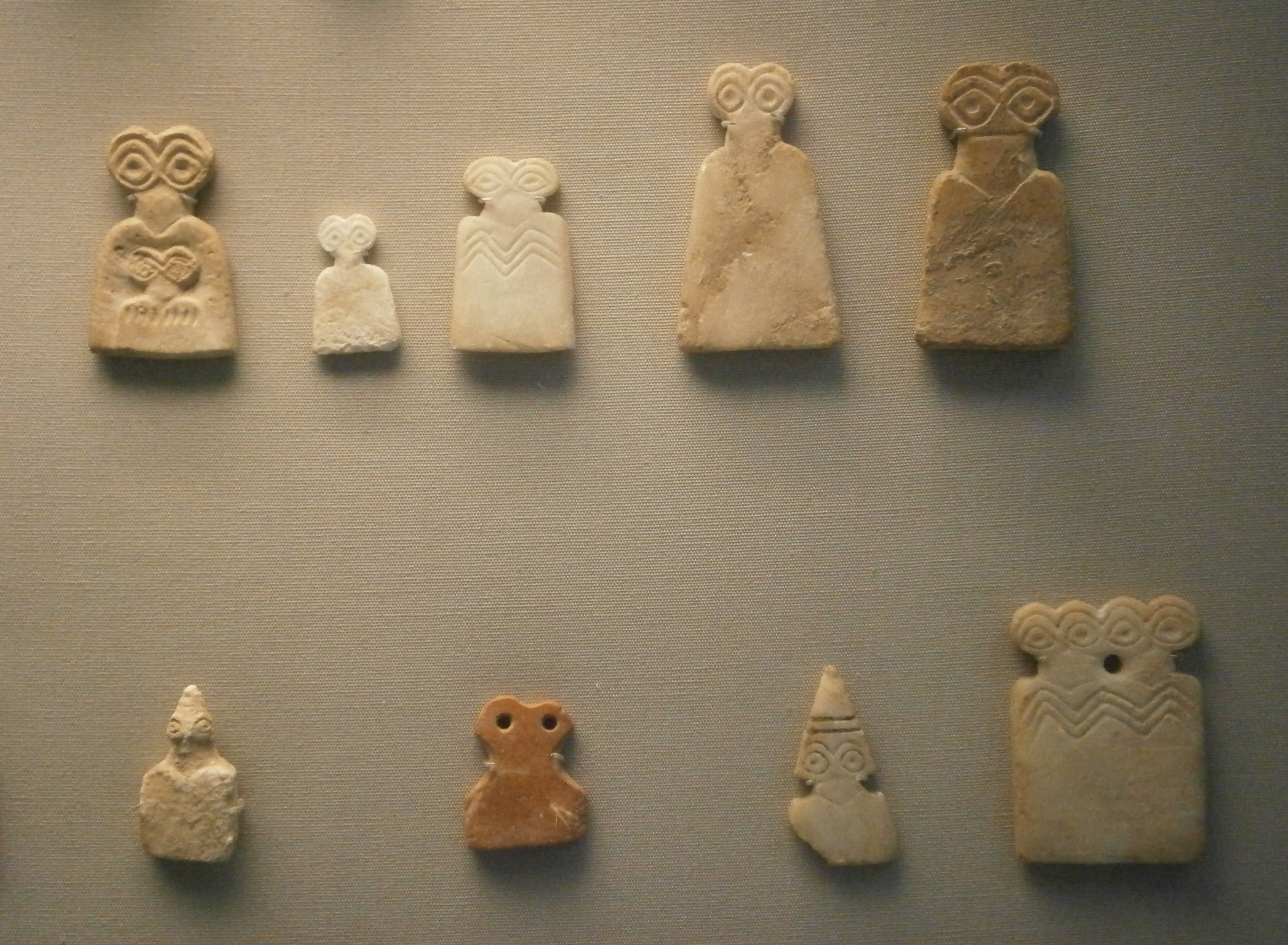
Exemples d'«ídols d'ulls» d'alabastre, descoberts al «Temple dels ulls» de Tell Brak, c. mitjans del mil·lenni iv aC. Museu Britànic, Londres

Al Sud, està demostrada l'existència de temples, sobretot a Eridu on el més antic d'ells, construït cap al 5000 aC durant el període Obeid, va ser descobert sota el Zigurat. Èridu, Tell Dlehim i Tell al-Hayyad cobreixen una superfície d'entre 40 i 50 hectàrees i Uruk cobreix més de 70 hectàrees. Cap al 3400 aC, a Uruk, va aparèixer una important arquitectura monumental al districte d'Eanna. Es tracta, sens dubte, d'una sèrie d'edificis públics formals l'objectiu específicament econòmic o religiós dels quals continua sent objecte de suposició perquè, malauradament per als historiadors, es van buidar del seu contingut durant la construcció del nivell superior. El recinte que els envolta ocupa una superfície de 8 a 9 hectàrees i determinades edificacions estan decorades amb mosaics de cons.

### Escriptura i sistema numèric
L'escriptura és l'avenç més significatiu del mil·lenni iv aC Inicialment molt simbòlic, és molt probable que es tracti d'una extensió de l'ús de fitxes de pedra o bols de terracota sobre els quals hi ha tallat o imprès un símbol. Però l'anterioritat de les fitxes vers les tauletes encara no s'ha demostrat formalment i amb la mateixa facilitat s'haurien pogut utilitzar per imprimir les tauletes d'argila per tal d'estandarditzar l'ús dels símbols.
Junt amb l'escriptura, desenvolupa un sistema numèric molt probablement dirigit a comptar bestiar, cereals, lactis o establint un calendari. El recompte es basa en un sistema sexagesimal i el seu ús probablement comença amb l'ús de fitxes geomètriques posteriorment impreses a l'argila de les tauletes. Tot i que encara no hi ha cap prova, les fitxes trobades a Tell Abada podrien ser precursores d'aquest sistema de recompte.
Tradicionalment és l'aparició de l'escriptura la que marca el final de la Prehistòria, encara que considerant l'estat actual de la recerca apareix més com un marcador simbòlic o un punt culminant en el procés d'aparició de l'Estat i les ciutats, que caracteritza el pas de la Prehistòria a la Història en el sentit literal del terme.